# 善光寺
善光寺（ぜんこうじ）は、長野県長野市元善町に存在する無宗派の単立仏教寺院。住職は「大勧進貫主」と「大本願上人」の両名が務め、実際の護持・運営は天台宗と浄土宗が担っている（後述）。
本尊は日本最古と伝わる一光三尊阿弥陀如来（善光寺如来）で、絶対秘仏である。近年は七年に一度とされている開帳は前立本尊（まえだちほんぞん）で行い、本堂前には触ると御利益（ごりやく）が得られるとされる回向柱（えこうばしら）が建てられる。
この善光寺如来は由緒ある仏像として権威の象徴とも見なされ、戦国時代には大名がこぞって自領（本拠地）に善光寺如来を遷座させ、各地を転々とした。
昔から多くの人々が日本中から善光寺を目指して参詣し、「一生に一度は参れ善光寺」と言われた。長野市の中心市街地は善光寺門前町を含み、長野市ほか北信に広がる長野盆地は「善光寺平」とも呼ばれる。

## 概要
山号は「定額山」（じょうがくさん）で、山内にある天台宗の「大勧進」と25院、浄土宗の「大本願」と14坊によって護持・運営されている。「大勧進」の住職は「貫主」（かんす）と呼ばれ、天台宗の名刹から推挙された僧侶が務めている。「大本願」は、大寺院としては珍しい尼寺である。住職は「善光寺上人」（しょうにん）と呼ばれ、門跡寺院ではないが代々公家出身者から住職を迎えている（浄土宗では大本山善光寺大本願の法主）。現任の善光寺貫主（大勧進貫主）は2022年（令和4年）6月17日に就任した、大勧進副住職の第104世栢木寛照。善光寺上人（大本願上人）は2025年（令和7年）4月9日に就任した東京都青山善光寺住職の第122世川名観惠である。
古えより、「四門四額」（しもんしがく）と称して、東門を「定額山善光寺」、南門を「南命山無量寿寺」（なんみょうさんむりょうじゅじ）、北門を「北空山雲上寺」（ほくくうさんうんじょうじ）、西門を「不捨山浄土寺」（ふしゃさんじょうどじ）と称する。
特徴として、日本の仏教が諸宗派に分かれる以前からの寺院であることから、宗派の別なく宿願が可能な霊場と位置づけられている。また女人禁制があった旧来の仏教の中では稀な女性の救済が挙げられる。そのため、江戸時代には女性の参詣者が非常に多いという特異な現象があった（昔、女性の旅行者はまれだった）。また、善光寺参詣で得られるのは現世利益ではなく、死後の極楽往生だった。身分も男女も善悪も問わず、どんな人でも必ず極楽往生できるという善光寺の特色が、全国から人々をひきつけたと言える。
本尊の一光三尊阿弥陀如来像は丈一尺五寸で、三国渡来の絶対秘仏の霊像とされ、本堂「瑠璃壇」厨子内に安置されている。その姿は寺の住職ですら目にすることはできないとされ、「お朝事」と呼ばれる朝の勤行や正午に行なわれる法要などの限られた時間に金色に彩られた瑠璃壇の戸張が十数秒ほど上がり、瑠璃壇と厨子までを拝することが通例とされる。
数えで7年に1度の御開帳には、金銅阿弥陀如来及両脇侍立像（前立本尊）が絶対秘仏の本尊の分身として公開される。また、日本百観音（西国三十三所、坂東三十三観音、秩父三十四観音）の番外札所となっており、秩父三十四観音の三十四番水潜寺で百観音結願となった後には「結願御礼として長野の善光寺を詣でる」といわれている。

## 歴史

### 善光寺の創建と発展

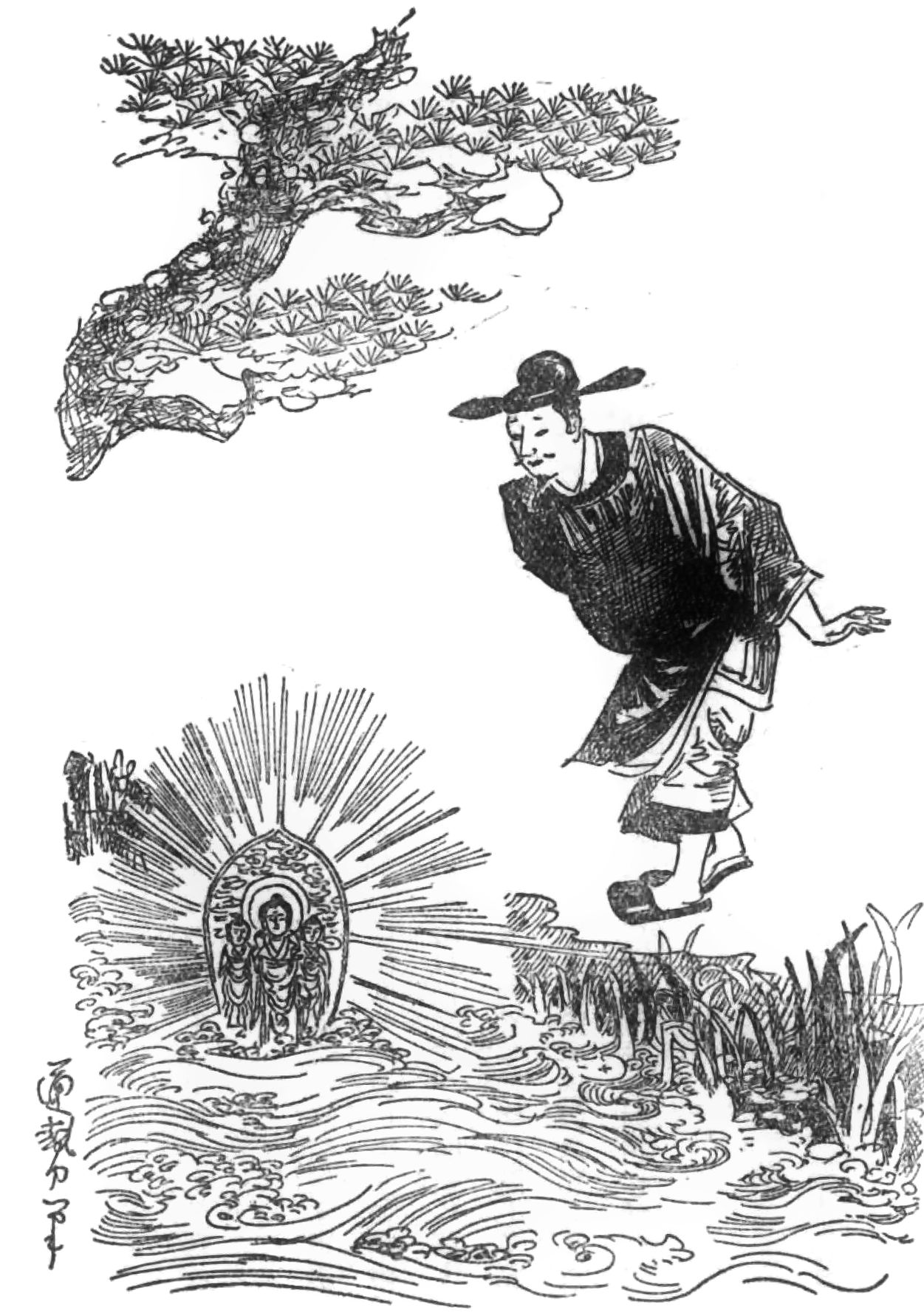
難波の堀江にて如来と出会う本多善光を描いた絵

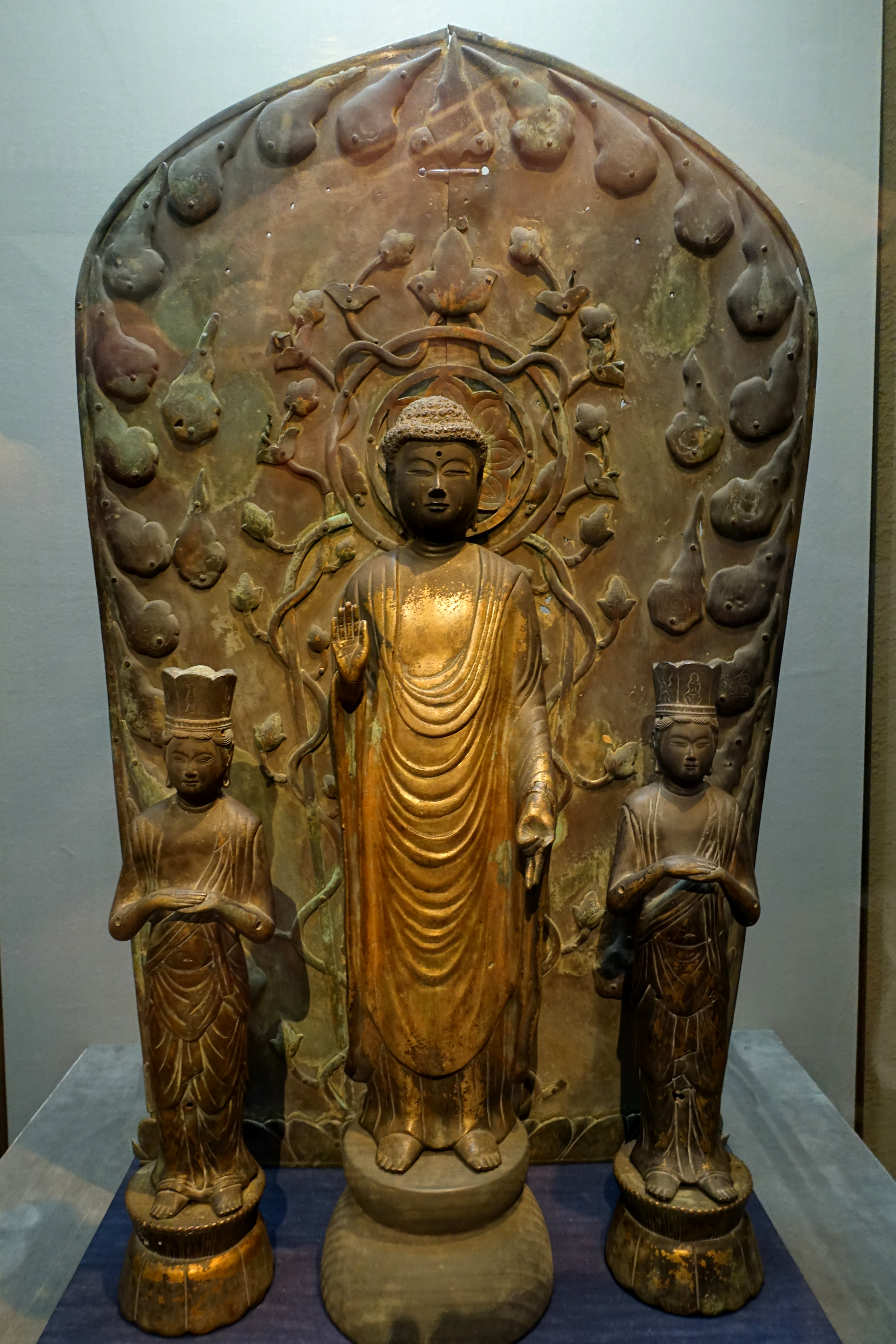
[参考]善光寺式阿弥陀三尊の例 銅造阿弥陀三尊立像 嘉元2年（1304年）銘 福島県いわき市所有（同市・如来寺旧蔵、東京国立博物館寄託）

善光寺の正確な創建年は不明であるが、日本への仏教公伝直後に遡る伝承がある。本尊「一光三尊阿弥陀如来」は、仏教が生まれた天竺（インド）の月蓋長者が鋳写したものとされ、百済経由で聖王（聖明王）から日本に献呈された最古の仏像とされる。廃仏派の物部氏によって難波の堀江に捨てられるが、本田善光（若麻續東人とも言う）に拾われ（一説に和光寺）、南信濃の元善光寺（現在の長野県飯田市）へ、次いで現在地に遷座したと伝えられる。
実際の創建時期について有力な説としては、善光寺は天武天皇時に日本全国で造られた郡寺（郡衙隣接寺院、信濃国水内郡は金刺舎人）の一つで、金刺氏が創建に関わったという説である。『伊呂波字類抄』引用の善光寺古縁起に、「皇極元年（642年）若麻績東人、水内郡の宅を改めて草堂となす」とあるように、善光寺は元々「草堂」であったとされる。しかし、後に瓦葺きとなった。
善光寺に用いられていた「川原寺式瓦」は、地方豪族のいた地域（品部や名代などの王権や中央豪族の部民が存在しない地域）のみに存在していることから、善光寺は地元の豪族（金刺氏）の影響を強く受けていると考えられる。善光寺のものと確証が得られている訳ではないが、境内の遺跡から出土した古代寺院の古瓦は9世紀の物と鑑定されている。これらのことから、遅くても平安時代初期頃までには瓦葺きの建物を持つ寺が現在地にあったのは確かなことであり、おそらくは金刺氏かその一族である若麻績氏が建立したのであろう。善光寺が草堂から瓦葺の寺院となったのは、壬申の乱の影響であり、多品治が同族である金刺氏や他田氏を率いて功績を残したことがきっかけであるとされる。
善光寺の名は開祖の本田善光の名を取ったといわれる。しかし、古い善光寺縁起には本田善光という名が出てこない。本田善光の存在自体が創造であるとするなら、善光寺はなぜ善光寺と名付けられたのか。一説には百済王善光からというものであり、奈良時代には百済王善光は百済系渡来人の祖として崇められるようになったという。善光寺を建てたと考えられる金刺氏の一族は、百済に渡航して活躍し、百済滅亡後は日本へ帰ってきて官吏として仕えた者もある。そこで百済王善光から名を取って善光寺としたのではないかと思われる。
「善光寺」の名が初めて登場する文献は、10世紀中ごろに成立したとされる『僧妙達蘇生注記』であり、「善光寺縁起」に関する一番古い記録があるのは『扶桑略記』（1107年以前成立）。また歴史上、善光寺に参詣したことが確認できる最古の人物は、摂政・関白藤原忠通の息子・藤原覚忠（1118年 - 1177年）である。ただし、善光寺が平安時代頃までほとんど無名だったのは、『今昔物語』に信濃の寺がいくつも出てくるのに、善光寺の名が一つも出てこないことからもうかがえる。
当時の信濃国という辺境の地なのにもかかわらず、仏教が普及したのは、善光寺平に渡来人が多く住んでいたために仏教に対する知識を有する人間がいたり、実際に仏教を信仰する人がいたりしたからであると考えられる。
善光寺縁起は、『扶桑略記』で記されているのをはじめに、時代を経るごとに追記や改変がされていった。院政期に書かれたとされる『伊呂波字類抄』にその引用があり、その記述には日本の仏教公伝の旧説とされる552年から丁度50年後の602年（推古天皇10年）に若麻績東人（本田善光）が仏像を入手して信濃に持ち帰り、更に166年を経た768年（神護景雲2年）に至ったことが記されている。『伊呂波字類抄』が参照した原典は、768年に書かれた善光寺の「古縁起」であったと見られている。田島公は推古天皇の時代、信濃国の大部分はヤマト王権（大和朝廷）の支配下にあって他の東国諸国とともに貢納を行っていたと推定されること（「東国の調」）、768年前後には称徳天皇・道鏡の下で仏教振興政策が取られており、既存寺院の把握も行われていたことから、本田善光の説話は全くの創作ではなく、768年に作成された善光寺の「古縁起」のモデルとなった伝承が存在したと唱えている。

### 頼朝の善光寺参詣と北条家の信仰
治承・寿永の乱（源平合戦）が本格化する直前の治承3年（1179年）3月24日、善光寺には大火災が発生している（『吾妻鏡』文治3年7月27日条）。記録に残る最初の火災である。この火災は『平家物語』（巻第二）でも取り上げられており、当時の緊迫した情勢に関わる（園城寺系の善光寺と延暦寺系の顕光寺の対立や、親平氏政権派と反平氏政権派の対立など）「事件」とも言われている。善光寺縁起によれば、原因は落雷である。
その後、信濃国が関東御分国になったのをきっかけとして、文治3年（1187年）に源頼朝が信濃国守護兼目代を務める比企能員を通じて同国の御家人に対し善光寺の再建を命じ（『吾妻鏡』同年7月28日条）、建久8年（1197年）には頼朝自らが善光寺に参詣した。頼朝参詣のことは、当該年の記述を欠いた『吾妻鏡』には載せられていないものの、九州の御家人であった相良四郎も随兵として従ったことが相良氏に伝わる善光寺参拝の随兵交名から知ることができる（『大日本古文書』相良家文書1-1号）。
頼朝が長く暮らしていた関東では善光寺信仰が盛んで、頼朝も妻の北条政子も早くから善光寺信仰を抱いていたらしい。頼朝が善光寺復興に非常に熱心だったのはその信仰心のあらわれでもあるが、またそれによって人心を掌握しようとしたためである。この時代には善光寺信仰が既に広く行き渡っていたことがわかる。
その後も鎌倉幕府及び執権北条氏による再建・造営事業は継続され、特に熱心であったのは北条氏庶流の名越氏一族であった。名越朝時（北条朝時）は善光寺の再建事業を支援しただけでなく、自らも鎌倉に新善光寺（現在は葉山に移転）を創建して、その遺言に従って寛元4年（1246年）3月14日に名越氏一族主催による落慶供養が実施された。同年に発生した宮騒動の影響で名越氏一族は没落するが、続いて同じ北条氏庶流の金沢氏が善光寺・新善光寺の保護に努めた。
善光寺の再建事業は北条氏以外の御家人の間にも善光寺への関心を高め、念仏や禅宗と同様に武士の間に善光寺信仰が受け入れられるきっかけとなっていった。この時代、善光寺信仰が全国に爆発的に広まった。鎌倉時代以降、信仰者が「夢で見た」とされる善光寺本尊を模した像（善光寺式阿弥陀三尊）が多く作られ、日本の各地に「善光寺」や「新善光寺」を名乗る寺も建てられた。
さらに、普及に寄与したのは善光寺聖と呼ばれる勧進聖たちによってである。彼らは各地に出向き、背負ってきた厨子の扉を開いて善光寺如来の分身仏の開帳をし、さらには善光寺縁起絵伝を広げて絵解きをすることによって、善光寺信仰を広めた。これは江戸時代に始まる「出開帳」の基礎となった（後述#御開帳参照）。善光寺は鎌倉時代に二度、室町時代には四度火災に遭い、その度に再建された。これらの再建は年月を要したので、勧進聖の活動は恒久的なものになった。
後深草院二条の『とはずがたり』には半年余にわたり、善光寺付近の有力者であった和田氏の館（長野運動公園のあたりと考えられている）に滞在して参詣した旨の記述がある。文永2年（1265年）にはそれまで在地の有力者に任されていた善光寺警固のための奉行人制度が廃止されて和田石見入道仏阿、窪寺左衛門入道光阿、原宮内左衛門入道西蓮、諏訪部四郎左衛門入道定心の4氏が解任され、鎌倉幕府が直接統制に乗り出した（『吾妻鏡』文永2年11月20日条）。またこの時代には現在につながる門前町が形成された。
鎌倉幕府の崩壊後は建武政権側と反対勢力に地元豪族達が分かれて争った。中先代の乱、観応の擾乱といった南北朝戦乱に続いて、室町時代の大塔合戦では地元豪族が結束して守護を追い出し、漆田原の戦いでは守護家が後継を争うなど、内続く戦乱に善光寺も巻き込まれる。

### 戦国大名による善光寺如来の争奪

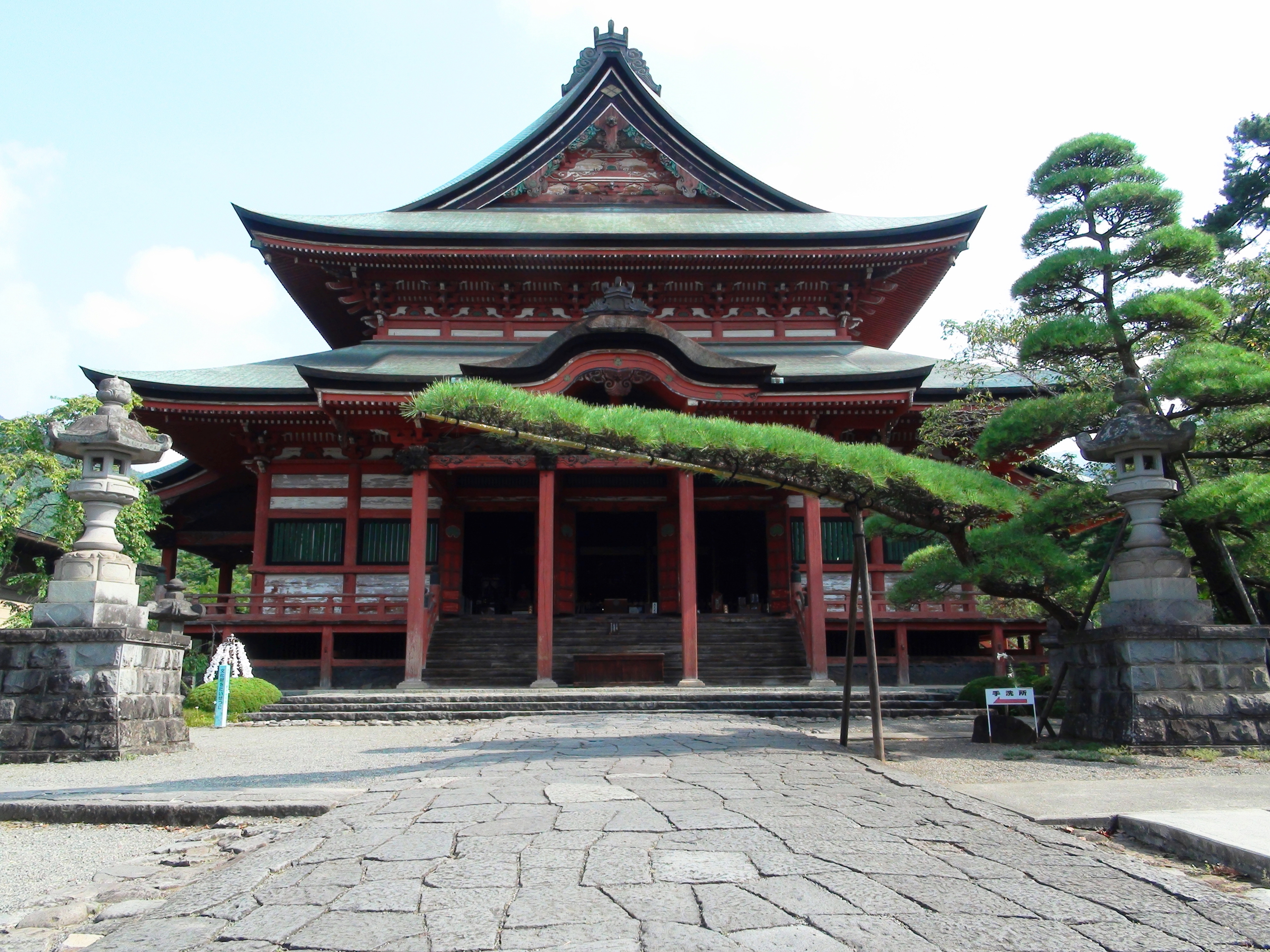
[参考] 甲斐善光寺本堂。武田信玄は上杉謙信による戦災からの保護を口実として、寺ごと善光寺を自領へ移座させ、甲斐善光寺を創建した。

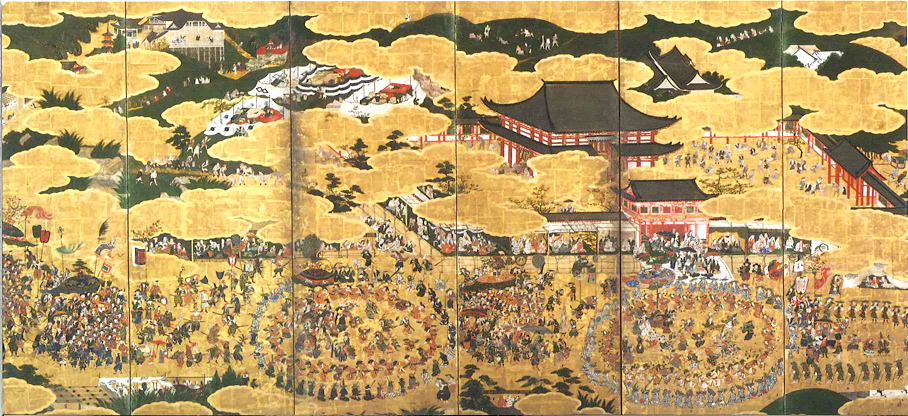
[参考]『豊国祭礼図屏風』に描かれた方広寺大仏殿。慶長伏見地震で方広寺大仏（京の大仏）は損壊したため、豊臣秀吉の命で大仏は解体され、善光寺如来が代わりに大仏殿に遷座された。

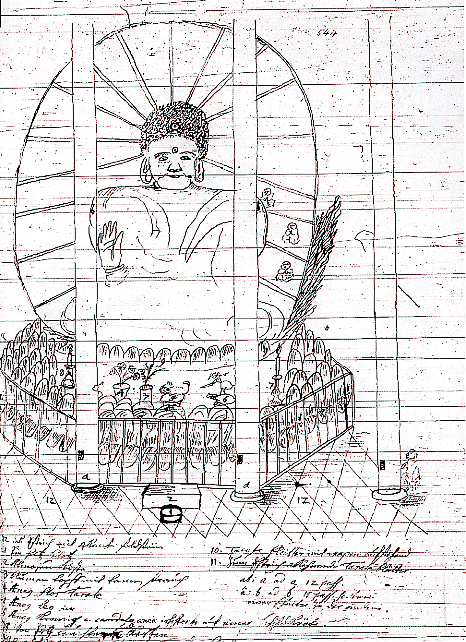
[参考] エンゲルベルト・ケンペルの方広寺大仏（京の大仏）のスケッチ（1691年作）。秀吉は台座と光背を残して損壊した大仏を解体。台座上に宝塔を造立し、そこに善光寺如来を安置した（ただしスケッチに描かれている大仏は江戸時代に再建されたもので、秀吉が造立した頃の大仏ではない）。

戦国時代の善光寺平は、甲斐国（現在の山梨県）から信濃へ侵攻してきた武田晴信（信玄）と、北信国衆を庇護する越後国（現在の新潟県）の上杉謙信による争いの舞台となり（川中島の戦い）、寺は兵火を被り荒廃した。この後、善光寺如来は寺地を地方に流転することになるが、行く先については諸説ある。通説では、上杉氏による戦災からの保護を口実として、武田信玄により善光寺は善光寺別当の栗田氏と共に、寺ごと武田氏居館のある甲斐国甲府へ移され、この時に建てられたのが今日の山梨県甲府市にある甲斐善光寺であるとする。別の説では、善光寺を保護したのは上杉謙信であり、本尊や仏具は高梨氏によって越後国の十念寺（浜善光寺）に移された後、上杉景勝の米沢藩への国替えによって現在は山形県の法音寺 (米沢市)と熊野神社 (南陽市)にあるとされる。
善光寺如来は由緒ある像として権威の象徴とも見なされ、上記を契機として、甲斐国・信濃国を占領下（影響下）に置いた戦国大名はこぞって自領（本拠地）に善光寺如来を遷座させるようになった。善光寺如来は武田氏が織田信長に滅ぼされると（甲州征伐）、その嫡男・織田信忠によって美濃国岐阜（善光寺 (岐阜市)）へ、本能寺の変の後には織田信雄により尾張国甚目寺へ、譲り受けた徳川家康の手で遠江国鴨江寺、後に甲斐善光寺へと転々とした。自領内の寺院に善光寺如来を遷座させた武田氏や織田氏は没落したこと、とりわけ織田氏が善光寺如来を岐阜へ遷座させた直後に本能寺の変が発生し、信長・信忠父子が自刃に追い込まれたことから、善光寺如来を私利で外部へ持ち出すと祟られるとする噂がまことしやかに囁かれるようになり、徳川家康が甲斐善光寺に善光寺如来を返還したのは、祟りを恐れたためとも言われる（この頃家康は背中の腫れ物で苦しみ、一時重篤になったという）。
ただし『家忠日記』には美濃から甲斐へ直接移すとする記述があり、家康が遠江鴨江寺に遷座させたとする通説に、疑問が呈されている。『甲斐善光寺建立記』にも古縁起にある上記の経緯を紹介しつつも、他の記録や言い伝えの裏付けが取れないとして、採用は難しいとある。
1597年（慶長2年）には、豊臣秀吉の命令により、甲斐から京都の方広寺大仏殿へと移された。これは文禄5年閏7月13日（1596年9月5日）に起きた慶長伏見地震により損壊した方広寺大仏（京の大仏）に代わる、新たな本尊を方広寺に迎えたいとの秀吉の意向によるものである（地震で大仏は損壊したが、大仏殿は損壊を免れた）。秀吉はまず損壊した大仏の解体を命じた。『義演准后日記』慶長2年(1597年)5月23日条には「今日大仏へ太閤御所御成、本尊御覧、早々くすしかへの由仰云々  (秀吉公が大仏を御覧になり、早く取り壊せなどと命じた)」とする記述があるほか、キリスト教宣教師ぺドウロ・ゴーメスの書簡には「自身の身すら守れぬ大仏が人びとを救えるはずもないとして、大仏を粉々になるまで砕いてしまえと命じた」と記録される。大仏を取り壊したのち、平内吉政に命じてその台座上に宝塔（厨子のようなものか？）を造らせ、そこに善光寺如来が安置された。また無傷であった大仏の光背はそのまま残されていた。これ以後、方広寺大仏殿は「善光寺如来堂」と呼ばれることになり（『鹿苑日録』『義演准后日記』）、如来を一目拝もうとする人々が押し寄せるようになった。ただ巨大な大仏殿に小ぶりな善光寺如来は不釣り合いであり、その異様さを嘲笑する声もあったという。相国寺の僧西笑承兌は自身の日記の中で、方広寺の本尊が巨大な大仏から小振りな善光寺如来に替わったことは、天下人が織田信長から豊臣秀吉に替わったことの如くだと評した（秀吉は小人物に過ぎないとする皮肉とも言われる）。
善光寺如来の遷座の翌年の1598年（慶長3年）に、秀吉は病を患い、床に臥せるようになった。これは善光寺如来の祟りであるという噂が民衆の間で流布したため、秀吉の死の前日に信濃へ帰されることが決まり、長年の流転の末、ようやく善光寺如来は信濃へ戻った（善光寺公式HPでは、秀吉の死の間際、善光寺如来が夢枕に立ち信濃へ戻りたいと告げたためとしている）。しかし秀吉はその甲斐なく死去してしまった。同時代人には「秀吉公は、善光寺如来を方広寺大仏殿へ遷座したことによる祟りで落命された」と認識されていた。
武田信玄による善光寺如来の遷座から、秀吉によって信濃善光寺に返還されるまでの数十年間にわたって善光寺如来は各地を流転したが、大本願の鏡空（智淨）や智誓（誓観）、智慶という三代の尼上人らが善光寺如来に付き従って移動したとされ、大勧進の僧集団は残って本尊不在の荒れ果てた寺地を守っていたとされる。秀吉が善光寺如来を方広寺へ無理に移座させたことについて、宗教を軽視した彼の傲慢とされることもあるが、秀吉が甲斐国から善光寺如来を持ち出さなければ、今日まで如来は甲斐国に留め置かれていた可能性もあったので、如来が信濃国に返還されたのは、（本来の思惑は別として）結果的には秀吉の功績とも言える。なお秀吉が持ち出し、返還したのは善光寺如来のみで、寺宝（最古とされる源頼朝の木像など）は甲斐善光寺に留め置かれた。豊臣秀頼の代には彼の寄進で信濃善光寺の伽藍の復興がなされたが、江戸時代初期の寛永19年（1642年）に火災があり烏有に帰した。先述の通り現存の本堂は宝永4年（1707年）に再建されたものである。

### 江戸時代と明治以後
江戸時代には参詣者も次第に増加し、他国から信濃に入る道はたいてい「善光寺道」と呼ばれるようになった。伊勢神宮への「お伊勢参り」の帰りに「善光寺参り」を行う場合もあった。長野村など門前町の中心部は寺領であったが、近世末以降には寺領人口8000人、町続き他領分もあわせて約1万人に及んだ。
出開帳が初めて行われたのもこの時代である。その後、現在の御開帳へとつながる居開帳も開始された（後述）。そうして集められた収益によって、現在の本堂などが建立された。
また1692年（元禄5年）、出開帳を機に坂内直頼が、1668年（寛文8年）に刊行されて世に広まっていた漢文『善光寺縁起』を、多くの人に読みやすい仮名書きに改めて出版。全国に販売され、江戸時代に最も読まれた善光寺縁起となった。

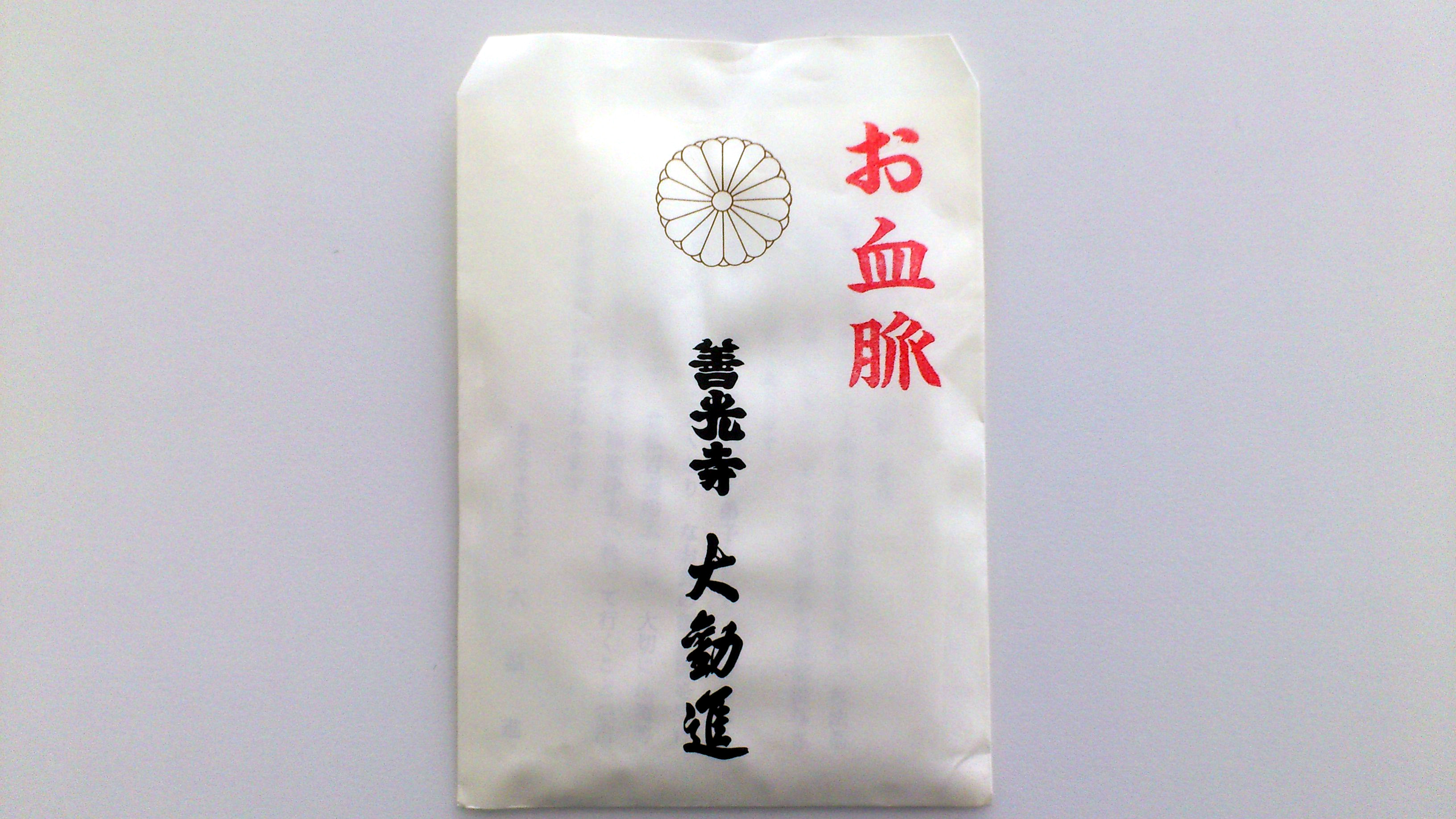
お血脈

さらに、この時代には「お血脈」が生まれた。仏教を開いた釈迦牟尼仏から発し、阿弥陀如来から良忍により確立された、融通念仏の継承者を表にしたもので、歴代大勧進貫主が連なる系図である。授与された者は最新の弟子として阿弥陀如来と結縁し、極楽往生することができるとされた。
1784年（天明4年）、第80世大勧進貫主の等順が、浅間山大噴火および 天明の大飢饉における民衆救済のため、「融通念仏血脈譜」に関するそれまでの面倒な儀式を簡略化して新たに作成し、参拝者へ配布したことに始まる。等順の時代だけで180万枚が授与された。

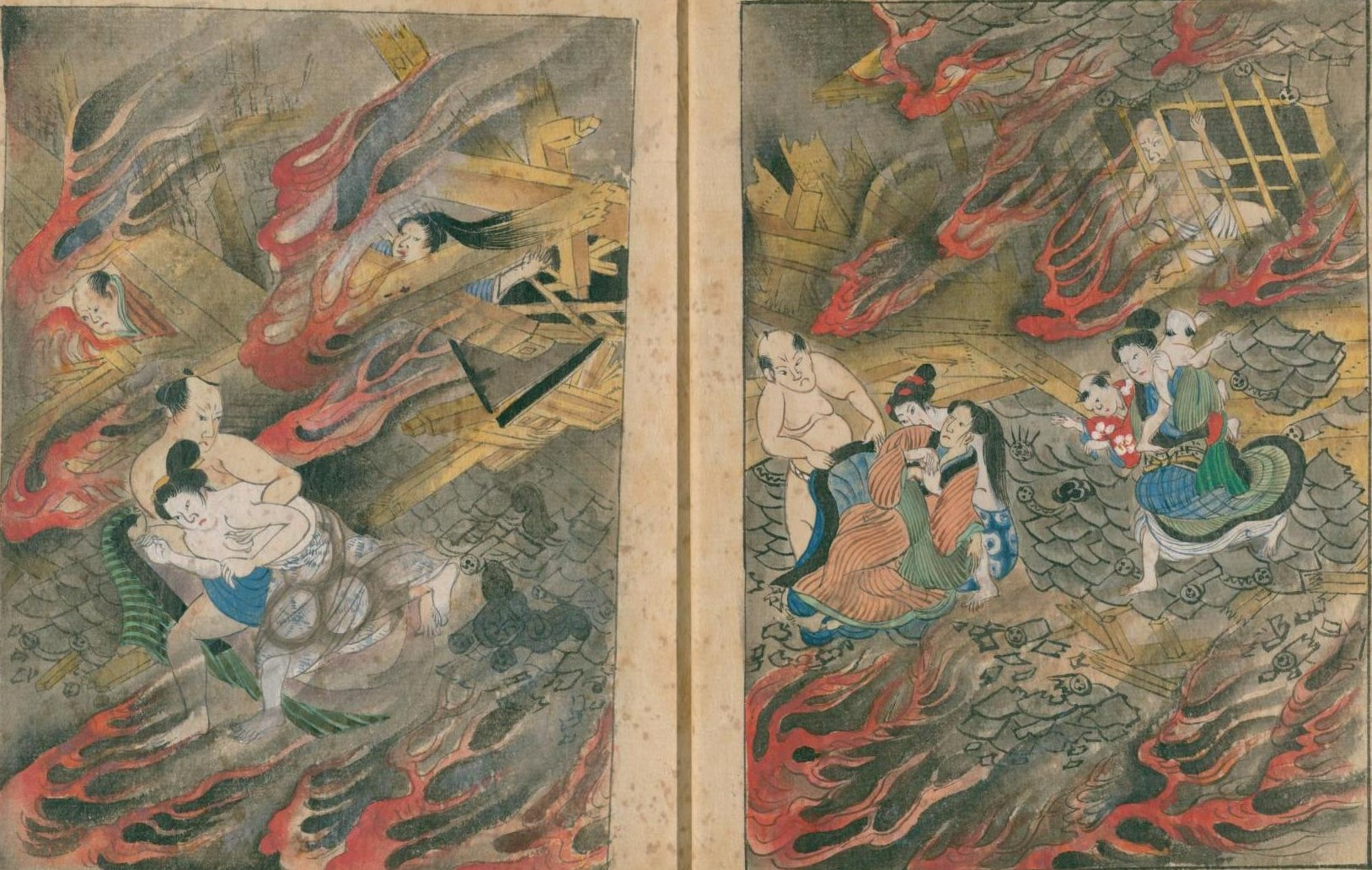
『地震後世俗語之種』より、善光寺地震の図

全国から善光寺へ「お血脈」を求めて参拝者が集まり、善光寺信仰の全国的普及に大きな役割を果たし、落語『お血脈』（『骨寄せ』）の題材ともなった。
しかし、1847年（弘化4年）には善光寺地震が起き、門前町は全焼、本堂・山門・経蔵を残して寺内の院坊も全焼する大被害を受けた。
明治維新後は寺領も失った。しかし1871年（明治4年）、長野県庁が中野から長野に移され、1893年には鉄道（信越線）が全通して交通の便が良くなり、参詣者も増加するようになった。参詣者数は第二次世界大戦後の1958年（昭和33年）に約300万人、1988年（昭和63年）には570万人と増加。1991年（平成3年）には1000万人を超えた。1997年（平成9年）の御開帳には56日間に516万人もの参詣者があった。
このように多くの人が長野市を訪れる御開帳は経済波及効果が大きい。御開帳は数え年で7年に一度とされており、2021年（令和3年）の御開帳は新型コロナ禍により翌年へ延期され、どちらの年を起点として次回を決めるかが注目されていた。長野商工会議所は2027年（令和9年）開催を善光寺へ請願し、全山の住職で構成する代議員会は2024年（令和6年）11月6日に2027年開催を決定した。2022年（令和4年）の御開帳は約636万人が参拝し、経済波及効果は1095億円と推計されている。

### 年表
- 三国渡来の秘仏である一光三尊阿弥陀如来像が天竺から百済を経て、欽明天皇13年（552年）に日本へ伝えられたとされている[9]。
- 皇極天皇元年（642年）：本尊が現在の地に遷座。
- 皇極天皇3年（644年）：本堂創建。
- 白雉5年（654年）：本尊が秘仏とされる。
- 以上の善光寺縁起が平安時代後期になってから『扶桑略記』『伊呂波字類抄』などに示された。
- なお10世紀中頃の『僧妙達蘇生注記』に「水内郡善光寺」と天暦5年（951年）の記述が見える。
- 『吾妻鏡』文治2年（1186年）条には園城寺（現在の三井寺）の荘園末寺（深田之荘）としての存在で文献に登場する。なお善光寺が所有の荘園は河井、馬島、村山、吉野。
- 天平宝宇6年（762年）4月24日：大風地震にみまわれたが、善光寺は無事であった（善光寺縁起）。
- 永久2年（1114年）：信濃国善光寺別当の従者らが京都法勝寺の四至内で濫行を働く。
- 治承3年（1179年）3月24日：善光寺焼失（善光寺縁起、『吾妻鏡』『平家物語』にも）。記録に残る最初の焼失。
- 文治3年（1187年）：源頼朝が信濃国の御家人に再興を命じる。
- 承元4年（1210年）：善光寺地頭職であった長沼宗政が園城寺の請により更迭。同6年にも宗政の代官の非法を住僧が幕府に訴える。
- 嘉禎3年（1237年）：五重塔完成。
- 延応元年（1239年）：鎌倉幕府執権北条泰時が小県郡室賀郷を寄進。弟の名越朝時が善光寺に金堂建立。
- 弘長3年（1263年）：執権北条時頼が水内郡深田郷を寄進。
- 文永2年（1265年）：在地の有力者に任されていた善光寺近辺警護の奉行人制度が廃止。鎌倉幕府が直接統制に乗り出す。
- 文永5年（1268年）3月14日：西門より出火し、善光寺焼失（善光寺縁起）。また、須坂の豪族井上盛長によって焼き払われ、盛長は誅殺されたという記録もある。
- 文永5年（1271年）10月：善光寺再建が完成し、御堂供養を行う（善光寺縁起）。
- 正安3年（1299年）： 鎌倉八幡宮との結合強化が図られた。
- 正和2年（1313年）3月22日：善光寺焼失（善光寺縁起）。
- 観応2年（1351年）：守護小笠原氏と直義党の諏訪氏が善光寺周辺を戦場として争う。
- 応安3年（1369年）：戦火で焼失。この時、本尊は土中に埋められて難を逃れた。
- 応永34年（1427年）3月6日：焼失（善光寺縁起）。本尊を横山（現在の城山）に遷座。
- 応仁3年（1468年）：善光寺住職の善峰が対馬の宗貞国を通じて李氏朝鮮と交渉。
- 文明9年（1477年）：焼失。前立本尊が破損（首を残して焼失したため再鋳）。
- 文明16年（1484年）：焼失。前立本尊に損傷。
- 明応4年（1495年）：北信濃支配勢力者の村上政清と高梨政盛、澄頼とが善光寺を巡って争い焼失。高梨氏が本尊を本拠地に持ち去る。
- 天文24年（1555年）：武田信玄により、善光寺ごと甲府に移動。武田氏滅亡後に織田氏によって本尊が外部（美濃国など）に一時持ち出されるが、本尊を譲り受けた徳川家康によって甲府へ返還される。
- 慶長2年（1597年）：豊臣秀吉により、本尊が甲府から方広寺へ移座。
- 慶長3年（1598年）：豊臣秀吉により、本尊が信濃善光寺に還る。
- 寛永19年（1642年）：本堂焼失。
- 慶安3年（1650年）：本堂（仮堂）完成。
- 寛文6年（1666年）：本堂完成。
- 元禄5年（1692年）：秘仏の本尊を検分する使者が江戸幕府から派遣され実測された。
- 元禄13年（1700年）：本堂再建という幕府の特命で、柳沢吉保の甥・慶運が別当、吉保の娘・智善が大本願上人で入山[45][46]。
- 宝永4年（1707年）：慶運により本堂再建、現在に至る。この造営が創建以来12回目と伝えられている。
- 寛延3年（1750年）：香雲により山門完成。
- 宝暦9年（1759年）：経蔵完成。

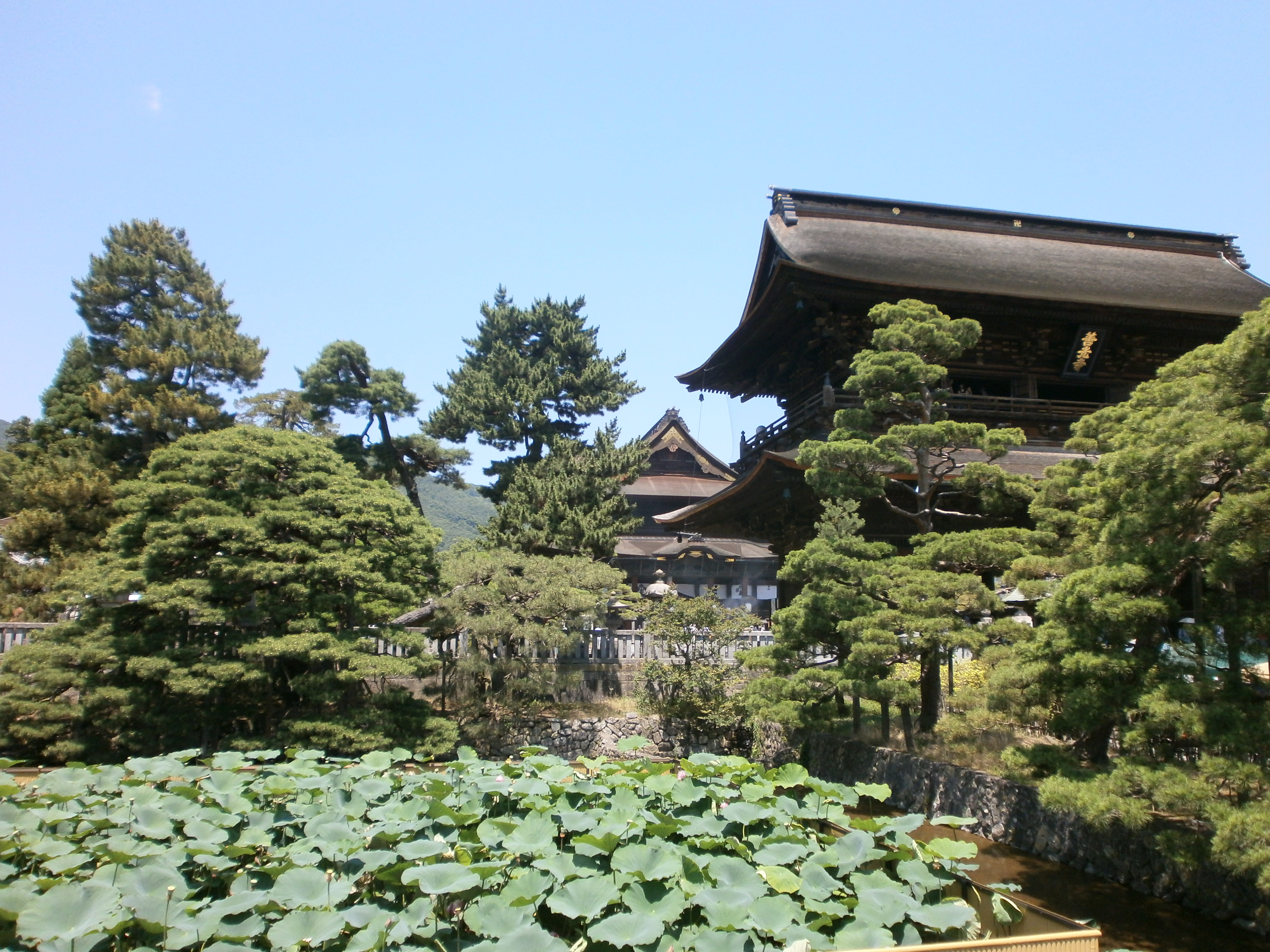
天明大飢饉における等順大僧正の民衆救済を伝える放生池

- 天明4年（1784年）2月：等順が浅間山の天明大噴火の被災者救援活動に尽力[47]、融通念仏血脈譜（お血脈）を新たに簡略化して作成して授与[38][42][43]、善光寺に戻り天明の大飢饉における民衆救済のため善光寺の貯蔵米を全て蔵出しして施す。
- 天明4年（1784年）7月：善光寺本堂にて浅間山大噴火の追善大法要を執行[48][49]。
- 天明5年（1785年）：等順が浅間山大噴火三回忌の年に大開帳法要、念仏堂において御回向。善光寺本堂の前に回向柱を立てた御開帳の始まり[50]。
- 寛政10年（1798年）：4年にあたる全国回国開帳から等順が帰着[40]。
- 弘化4年（1847年）5月8日：善光寺地震により被災[51]し、仁王門など焼失。本堂、山門、経蔵は焼失を免れる。同年の4月1日に名主の祈祷と占いにより地震の終息を予測した。
- 元治元年（1864年）：仁王門再建。
- 1946年（昭和21年）5月15日：大勧進と大本願の二住職制導入。
- 1947年（昭和22年）10月12日：昭和天皇が長野市内に行幸（昭和天皇の戦後巡幸）。大勧進が宿泊所となる[52]。
- 1949年（昭和24年）4月20日 ：雲上殿が落慶。
- 1953年（昭和28年）：本堂が国宝に指定。
- 1960年（昭和35年）：本堂で約1000年ぶりに瑠璃壇の法義公開。
- 1965年（昭和40年）：山門と経蔵が重要文化財に指定。
- 1979年（昭和54年）：火災により奥書院などが焼失[53]。
- 1998年（平成10年）：冬季オリンピックでは、開会式に善光寺の鐘楼の鐘の合図で始まり、続いてパラリンピックも開催された。五輪開催中、ドイツ選手団の選手村として利用された。
- 2002年（平成14年）：「善光寺花回廊」開始。当時の田中康夫県知事の発案で2002年に行ったのが始まり、毎年4月下旬から5月上旬のゴールデンウィークに行われる、長野駅から善光寺までの街角を花で彩るイベント。
- 2004年（平成16年）：「長野灯明祭り」開始。長野オリンピックのメモリアルイベントとして2003年に行われた「善光寺ゆめ常夜灯」を元に、翌2004年から始まったイベント。例年2月上旬から中旬にかけて行われる。

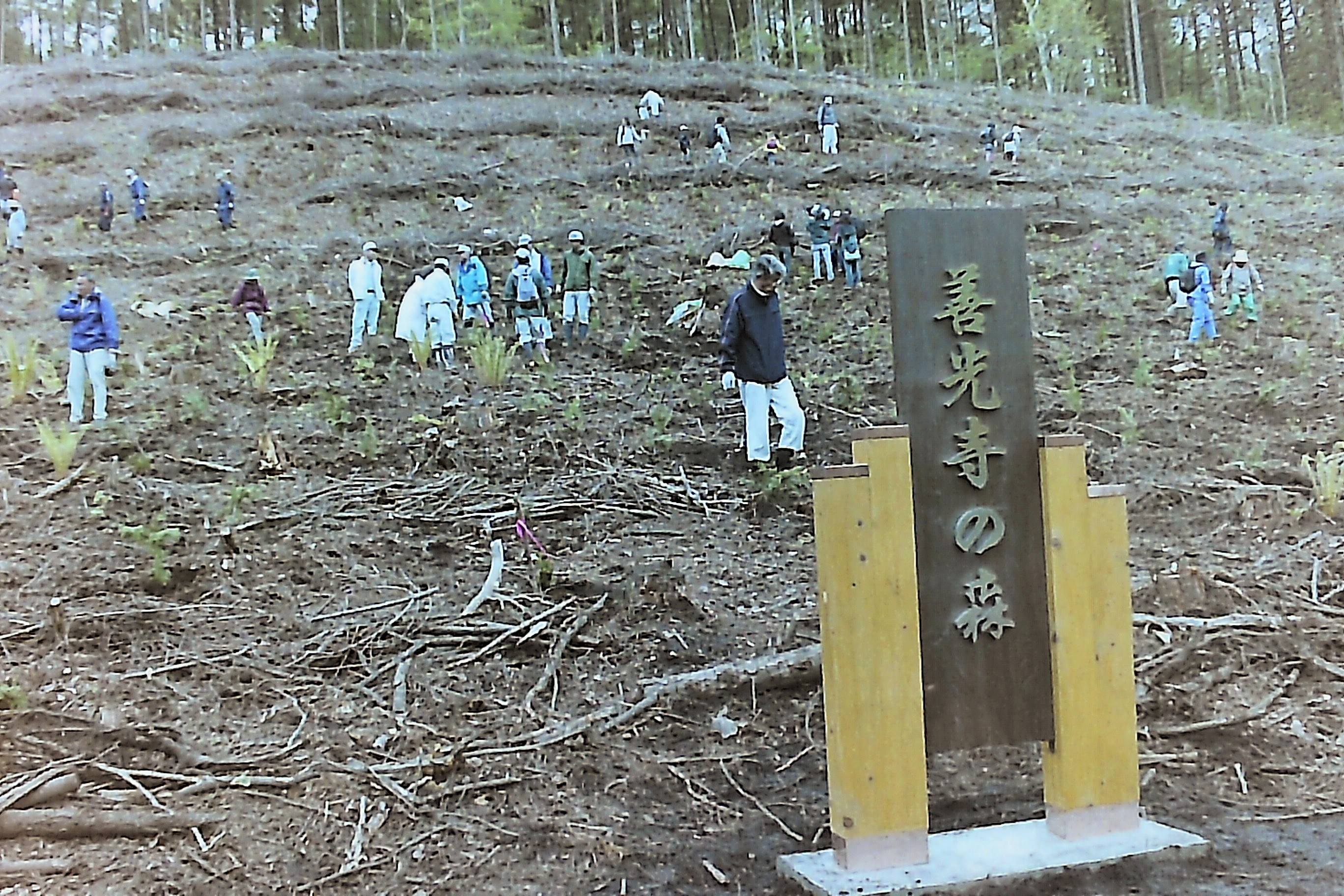
善光寺の森

- 2007年（平成19年）：文化庁が推進する「ふるさと文化財の森」事業の一環として、将来の建て替えを想定した建築資材育成目的で、「善光寺の森」植林を実施[54]。
- 2008年（平成20年）：チベット騒乱を受けて、善光寺は同じ仏教徒としての反対の意味とそれに伴う参拝客への危害が及ぶなどの混乱回避を理由に、当初予定していた北京オリンピックの聖火リレーの出発式会場から辞退を表明した上、聖火リレーの時間に合わせてチベット騒乱の犠牲者（中国人およびチベット人双方の犠牲者）への追悼法要を実施[55]。同年11月、出発式会場辞退への感謝の印として、ダライ・ラマ14世より釈迦像が贈られた[56]。
- 2009年（平成21年）3月：ダライ・ラマ14世から贈られた釈迦像を忠霊殿で一般公開[56]。
- 2010年（平成22年）6月：善光寺の招きによりダライ・ラマ14世が善光寺を訪問。それに先立ち、チベット四大僧院の一つタシルンポ寺院の僧侶10人が訪れ、善光寺本堂でおよそ2週間をかけて砂曼荼羅を制作した[57]。
- 2020年（令和2年）：善光寺大勧進が、栢木寛照副住職を導師とした僧侶17人による新型コロナウイルス沈静法要を、天明の大飢饉や浅間山大噴火で苦しむ民衆に手を差しのべた等順大僧正の命日である3月25日に合わせて実施[58][59][60][61]。
- 2023年（令和5年）
  - 4月5日：本堂に安置されていたびんずる尊者の木像が盗難される。同日中に容疑者は逮捕され、木像も無事であった[62]。
  - 11月8日：善光寺大勧進の栢木寛照貫主が、群馬県嬬恋村の鎌原観音堂を訪れ、天明三年浅間山大噴火直後に鎌原に駆けつけて被災者の救済に当たった等順大僧正以来240年ぶりに法要を執り行った[63][64][65][66]。
- 2024年（令和6年）3月25日：善光寺大勧進が「等順がやってきたことを正しく次代に継承し、地震で亡くなった方々に供養するのは善光寺の使命」と、天明の浅間山大噴火、九州の島原で雲仙普賢岳噴火犠牲者の供養を行い、北陸地方を含む全国で善光寺信仰を布教した等順の命日に能登半島地震の犠牲者の供養と復興祈願、募金活動を実施[67]。

## 伽藍

### 本堂

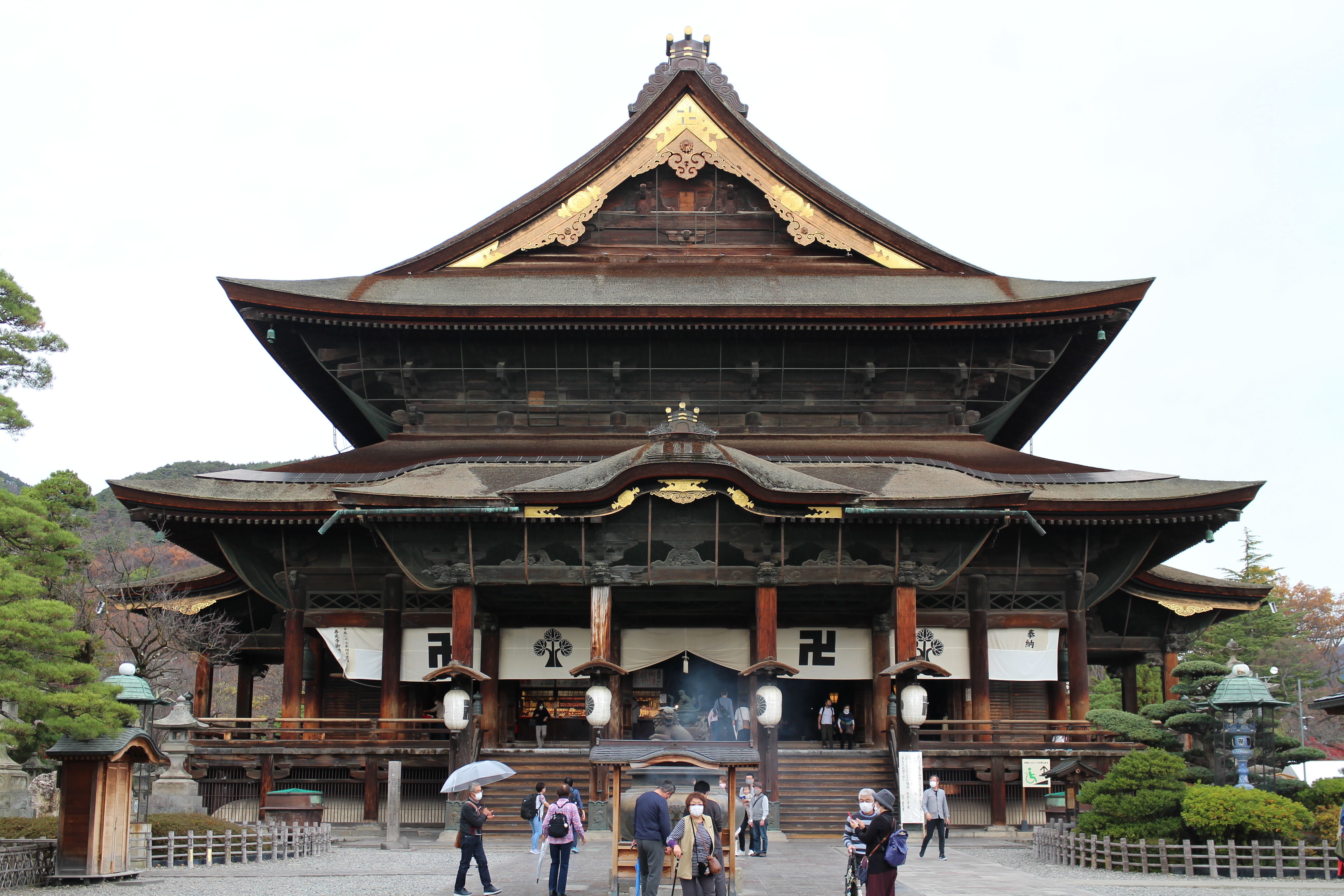
善光寺本堂

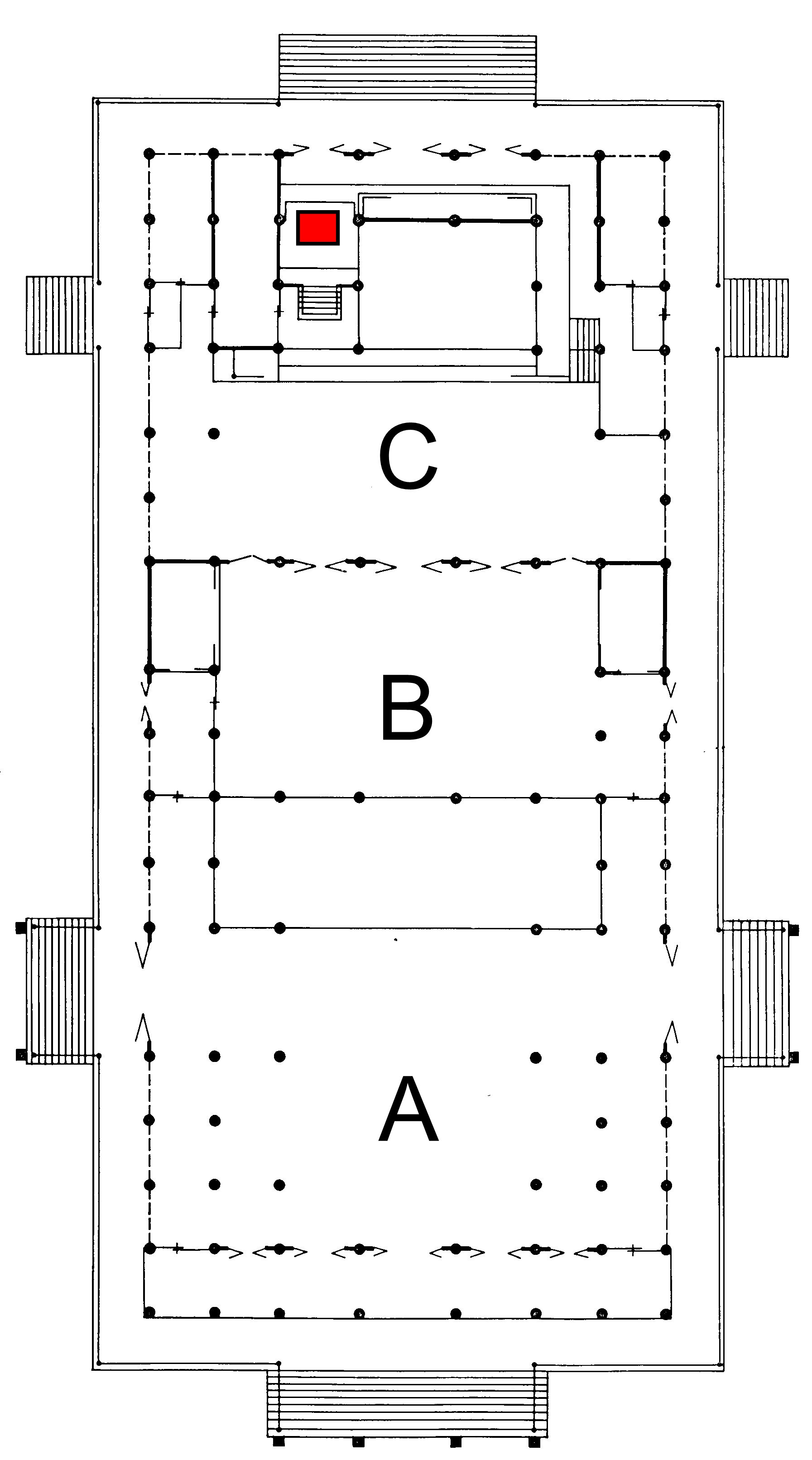
本堂平面図（A - 外陣、B - 内陣、C - 内々陣、赤色は本尊安置場所）

善光寺本堂は、近世の建築としては東大寺大仏殿につぐ大建築で、屋根の広さは日本一である。建営費は約2万5000両で、そのすべては回国出開帳でまかなった。1953年、国宝に指定された。
現在の本堂は宝永4年（1707年）竣工。設計は甲良宗賀（幕府大棟梁甲良氏3代）が担当した。本尊の阿弥陀三尊像（一光三尊阿弥陀如来像）を安置する。2階建のように見えるが、建築形式的には一重裳階付（いちじゅうもこしつき）である。屋根は檜皮葺で、屋根形式は撞木造（しゅもくづくり）という特異なものである。これは入母屋造の屋根を丁字形に組み合わせたもので、堂の手前の部分は南北棟、奥の部分は東西棟になり、上方から見ると大棟の線が丁字状になっている。平面構成は正面5間、側面14間の身舎（もや）の周囲に幅1間の裳階を巡らした形になり、裳階部分を含めた平面規模は正面7間、側面16間となる（以上の説明文中の「間」は長さの単位ではなく柱間の数を表す）。間口24メートル、奥行54メートル、棟高26メートルで、一般的な日本の仏殿と比べて間口に比して奥行が長い。
建物南正面の奥行1間分は壁や扉を設けない「吹き抜けの間」とし、その先の奥行4間分が外陣、その次の奥行5間分が内陣、外陣と内陣の間が中陣、建物のもっとも奥が内々陣となる。内々陣は西（向かって左）に秘仏本尊の阿弥陀三尊像を安置する瑠璃壇があり、その前に常燈明（不滅の法燈）がある。
本尊は高さ160センチメートル、方91センチメートルの瑠璃壇の中にあり、これは諏訪の初代立川和四郎が1789年に造ったもので、四方に扉がついており、孔雀や竜などの透かし彫りがある。この瑠璃壇の中にさらに高さ93センチメートル、正面84センチメートル、厚さ67センチメートルの厨子があり、本尊はその中に赤地の金襴に包まれて安置されている。さらに厨子の前には二重の戸張がかけられている。
中陣と内陣の間の欄間には来迎の二十五菩薩の像があり（後述#残された台座の謎も参照）、中陣の右には地蔵菩薩が、左には弥勒菩薩が中陣を見下ろすように座っている。東（向かって右）は開山像を安置する「御三卿の間」である。「御三卿の間」には開山の本田善光と妻の弥生御前、子の善佐の像を厨子に安置する。この厨子は国宝の附（つけたり）指定となっており、寄棟造、本瓦形板葺きとする。

#### 御戒壇
善光の間の東から階段を降り、真っ暗な板廊下を右回りに回って、瑠璃壇・本尊の真下をひと周りして、入り口の北に出る。これをお戒壇巡りという。途中に板戸があり、そこに鍵前がついており、その鍵前を握ると極楽往生できるという言い伝えがある。一方、心がけのよくないものは錠前をつかめずに犬になってしまうという言い伝えもある。

#### 外陣
まず目につくのは大きな台で、これは妻戸台といって上に太鼓などが置いてある。その東側に松の枝が花瓶に差してあるが、これは親鸞上人が善光寺に参詣した際、松の枝を捧げたのにちなんだものである。
この他、閻魔王像、お賓頭盧さん（おびんずるさん）などを安置する。このびんずる像の体をなで、その手で自分の患部をなでると悪い部分を治すご利益があるとされる。1月6日の夜にはこの像をかついで堂内をまわる、「おびんずるまわし」という行事がある。
コロナ禍の2020年の一時期、感染を防ぐため、善光寺はびんずる尊者像に「触れないで」という張り紙を貼り、お戒壇巡りもできなくなった。

### その他
かつては南大門、五重塔、中門・回廊、本堂と一直線に並んだ配置であった（『一遍聖絵』）。また、長野県立歴史館は、現在より南側に善光寺があったと展示・解説する。

#### 山門（重要文化財）

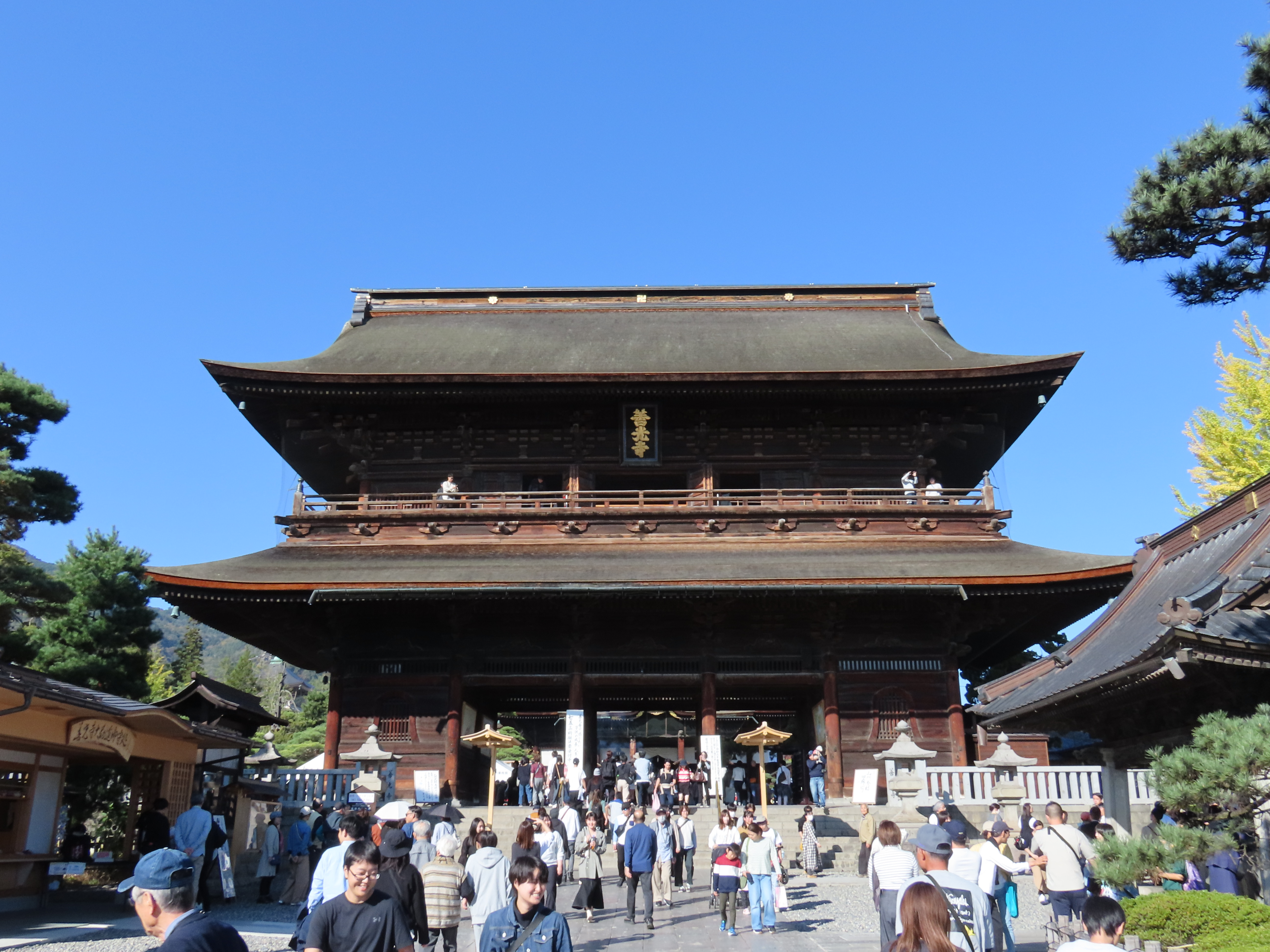
山門（三門）

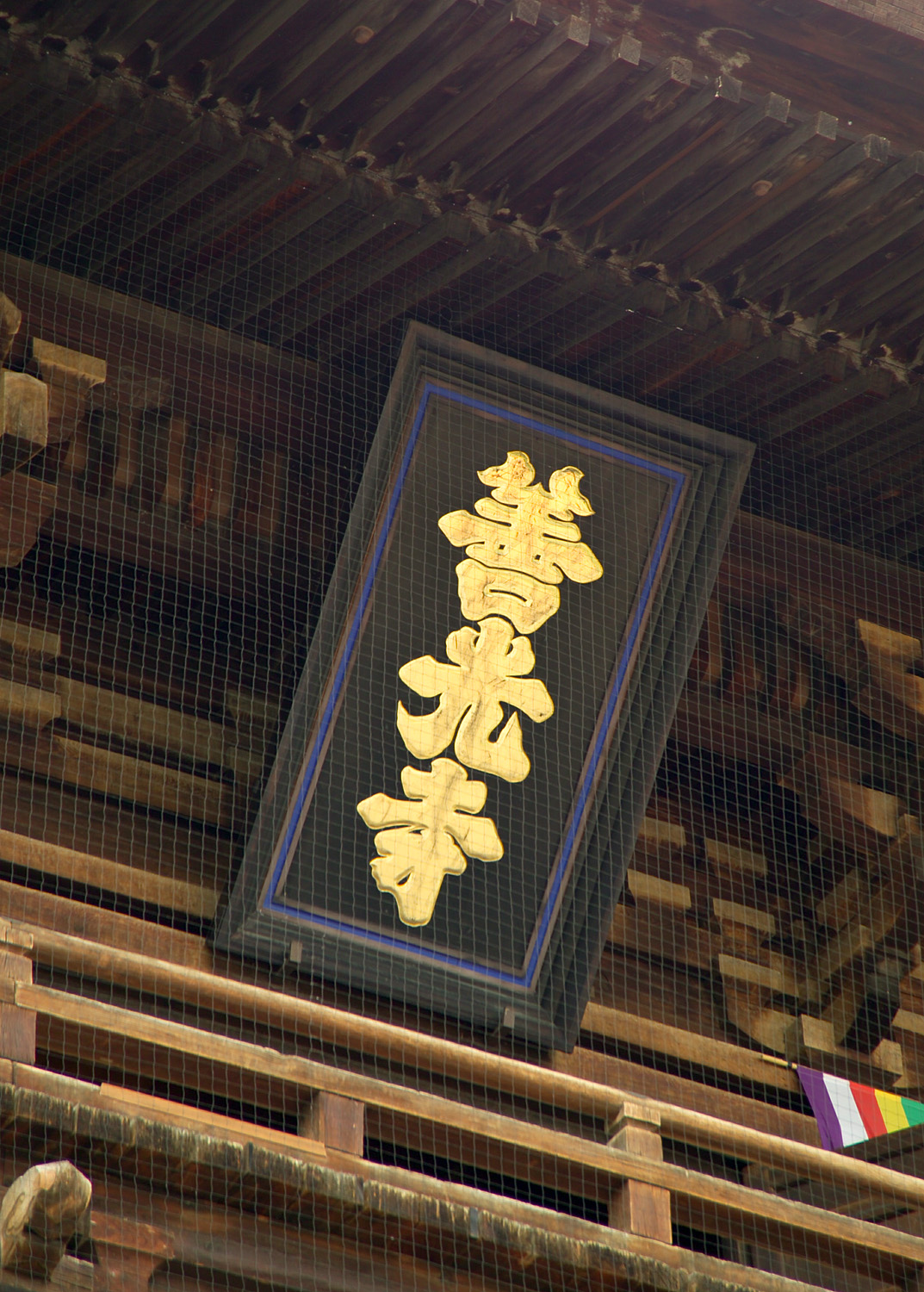
善光寺山門の「鳩字の額」

寛延3年（1750年）に完成した。正面に「善光寺」という額が掲げてあるが、公澄法親王の作である。鳩が5羽描かれていることから「鳩字の額」としても親しまれている。「善」の字が牛に見えるともいう。2階の内部には山門本尊の文殊菩薩騎獅像、その四方を守護する四天王像、色鮮やかに修復された仏間の障壁画、四国八十八ヶ所霊場御分身仏などが安置されている。
2007年（平成19年）に修復工事がなされ、大正から昭和にかけての修理で檜皮葺きになっていた屋根が、創建当初の栩葺きに改められた。栩葺き（とちぶき）とはサワラの板材で屋根を葺く方式である。また、江戸時代から昭和に至るまでの参拝者による落書きが多数残されている。落書きのうち、江戸時代のものは2階に昇った正面にある「江戸 と組よね」や3階（仏間）の北西側の壁面にある嘉永年号のものなどである。昔は限られた期間しか2階に上がることができなかったが、現在では常時拝観できる。

#### 経蔵（重要文化財）

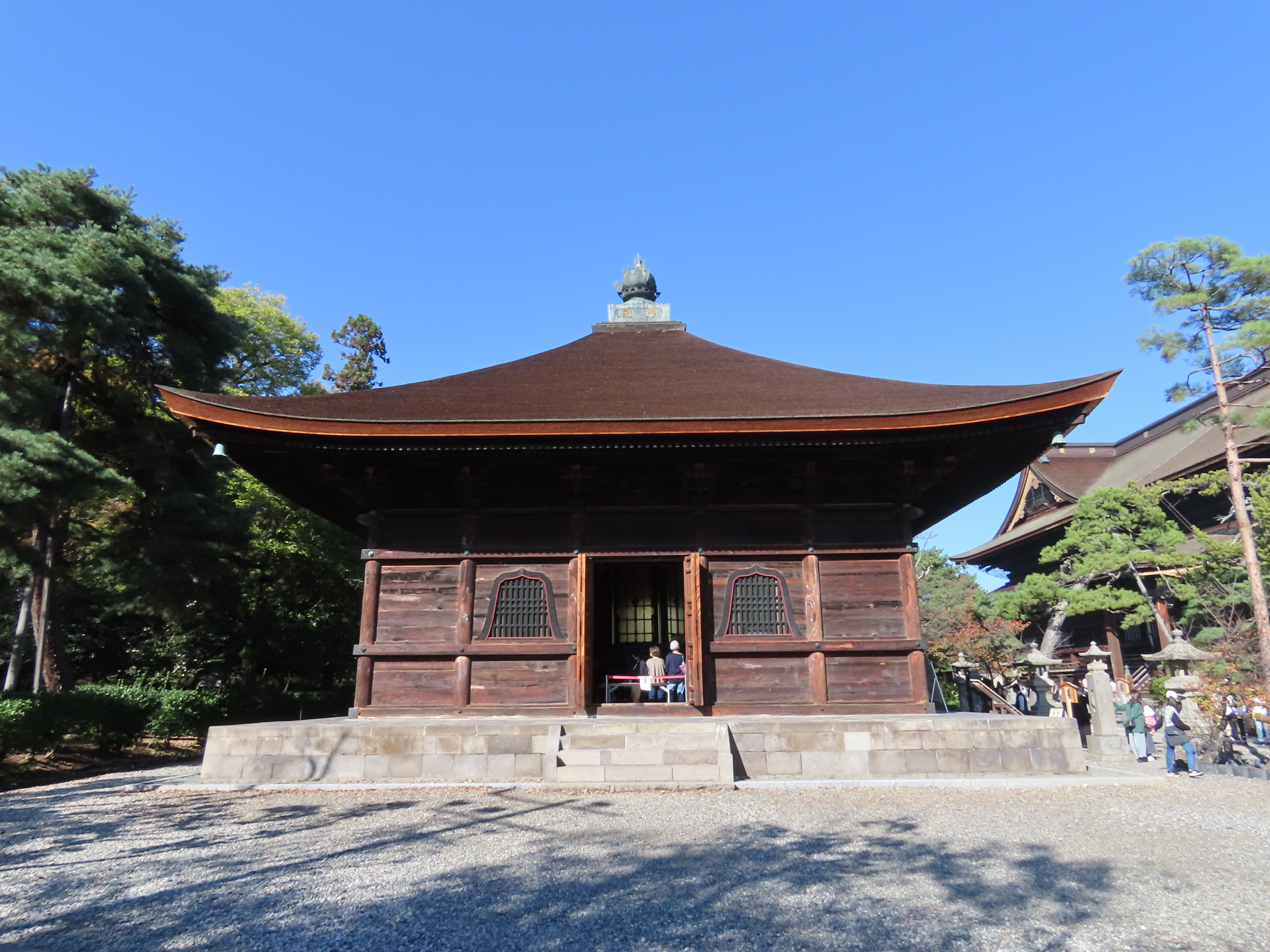
経蔵

1759年に完成。五間四方宝形造りのお堂。内部中央には仏教経典を網羅した鉄眼黄檗版『一切経』全6771巻が納められており、高さ約6メートル重さ約5トン奥行約4メートルの巨大な輪蔵を時計回りに一周押し回すと、すべての経典を読んだのと同じ功徳を得られるという。
経蔵入り口にはこの輪蔵を考案した傅大士の像があり、経蔵内には伝教・慈覚の両大師像が安置されている。また経蔵の前には輪廻塔があり、この石の輪を回すことで功徳を積み、極楽往生できるといわれる。

#### 日本忠霊殿

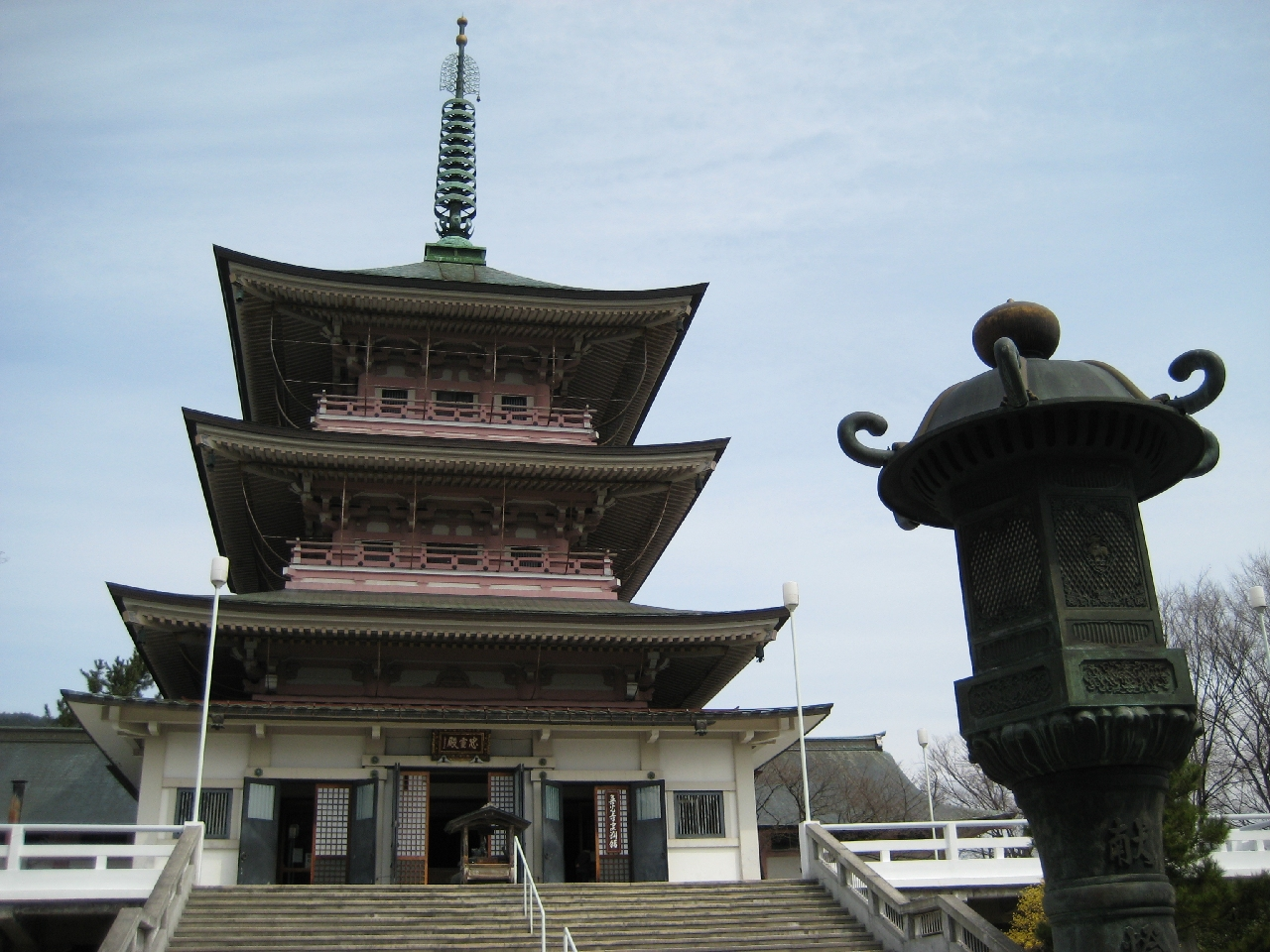
日本忠霊殿・善光寺資料館

1906年建設、1970年に現在の三重塔構造に建て替えられた。戊辰戦争から第二次世界大戦に至るまでの戦没者を祀る慰霊塔である。
また1階には#善光寺資料館があり、善光寺所蔵の什物を展示している。

#### 仁王門（登録有形文化財）

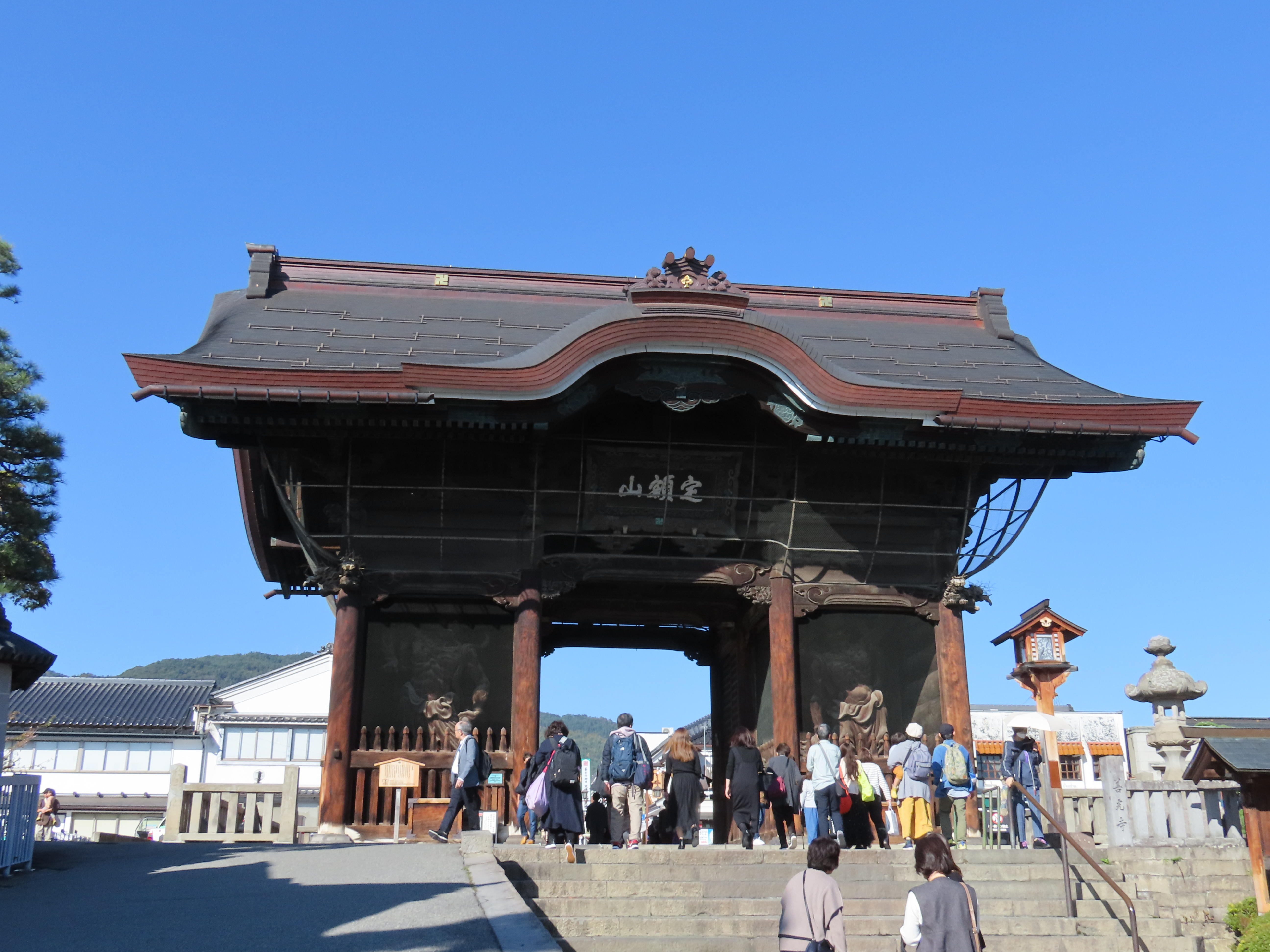
仁王門

1752年に建立されたが、善光寺大地震により2度焼失。1918年に再建された。善光寺の山号である「定額山」の額が掲げられているが、これは伏見宮貞愛親王の染筆である。仁王像および仁王像背後の三宝荒神・三面大黒天は共に近代彫刻家として著名な高村光雲・米原雲海による作である。仁王像は一般的な配置と逆になっており、右に吽形、左に阿形となっている。

#### 鐘楼（登録有形文化財）

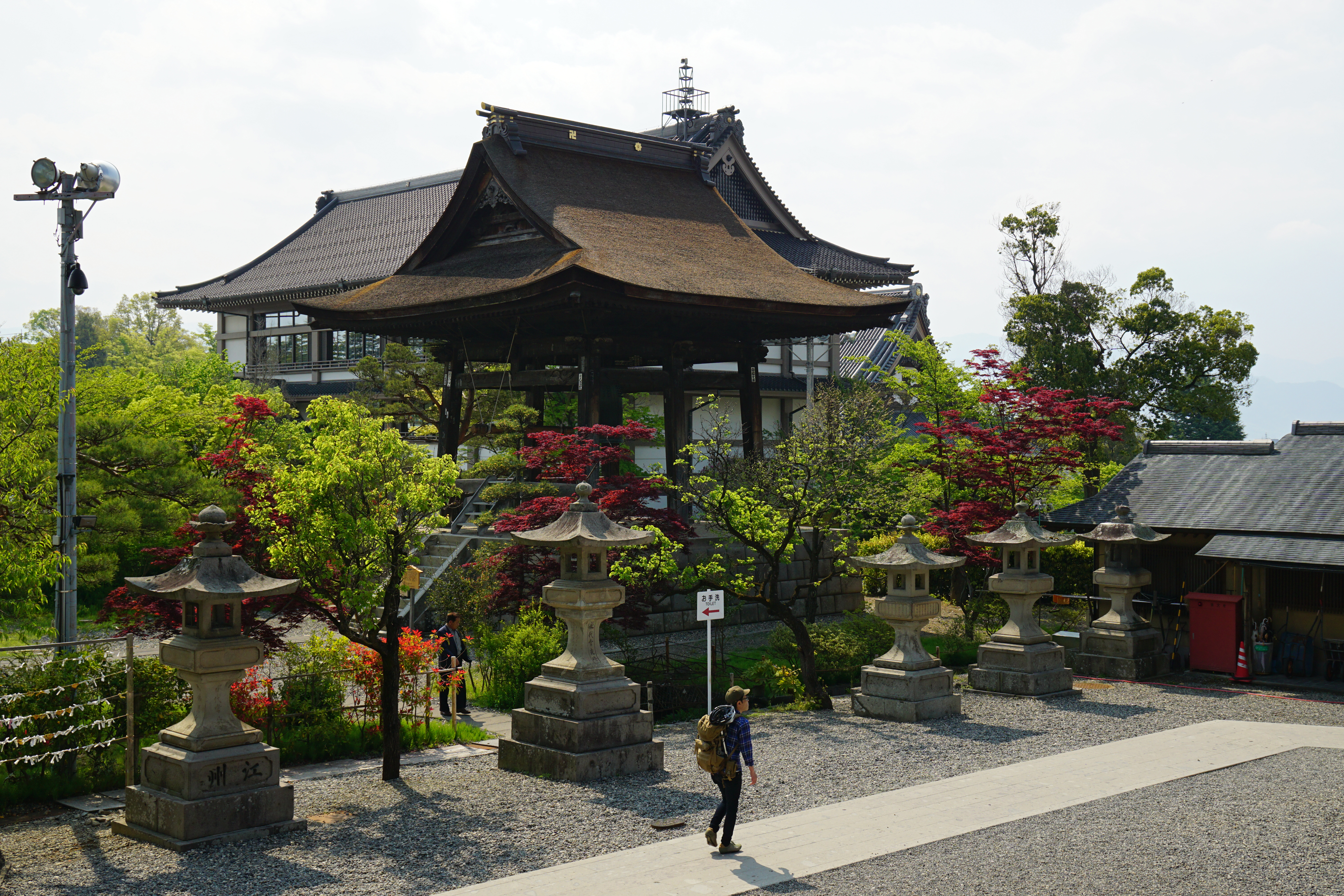
鐘楼

1853年再建。南無阿弥陀仏の六字にちなみ、六本の柱で建てられている。梵鐘は建物よりも古く、1632年、高橋白蓮により発願鋳造されたが、1642年の火災により焼失、1667年に再造立された名鐘であり、重要美術品に指定されている。

#### 雲上殿 納骨堂
善光寺平を一望できる大峰山の中腹にある。1945年には空襲の被害を避けるため、本尊の厨子をここに移動した。

#### 大勧進

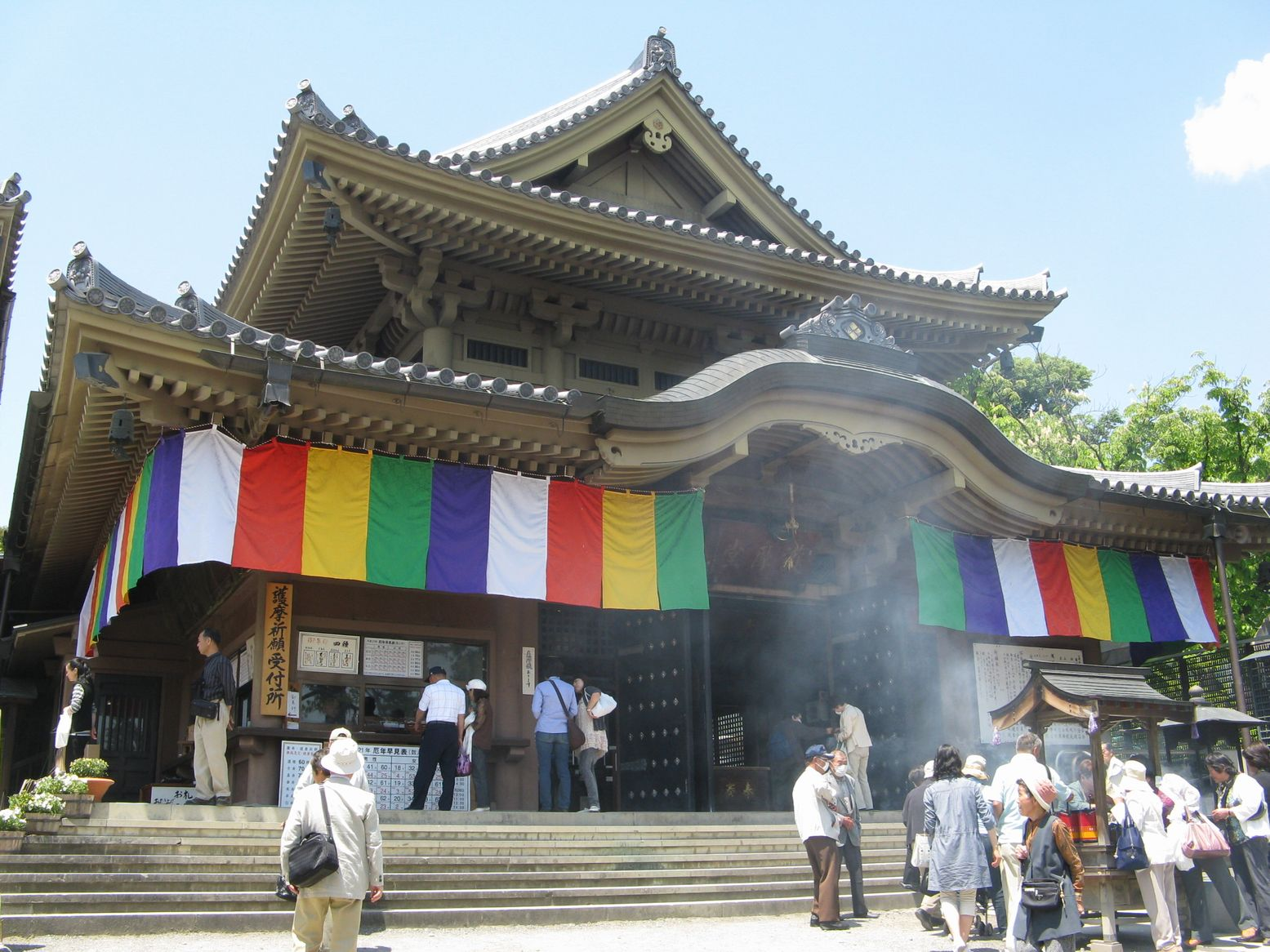
大勧進・護摩堂

天台宗の本坊で、大勧進の住職は貫主と呼ばれ、大本願の上人と共に善光寺住職を兼ねている。この中にはさらに、放生池、大門、紫雲閣、萬善堂、位牌堂、護摩堂、#善光寺大勧進宝物館などがある。
善光寺の本堂は、大勧進の慶運大僧正が建立した。また、本堂に回向柱を立てる現在の御開帳（居開帳）とお血脈は、大勧進の等順大僧正による浅間山の天明大噴火被災者救済に由来している。

#### 大本願

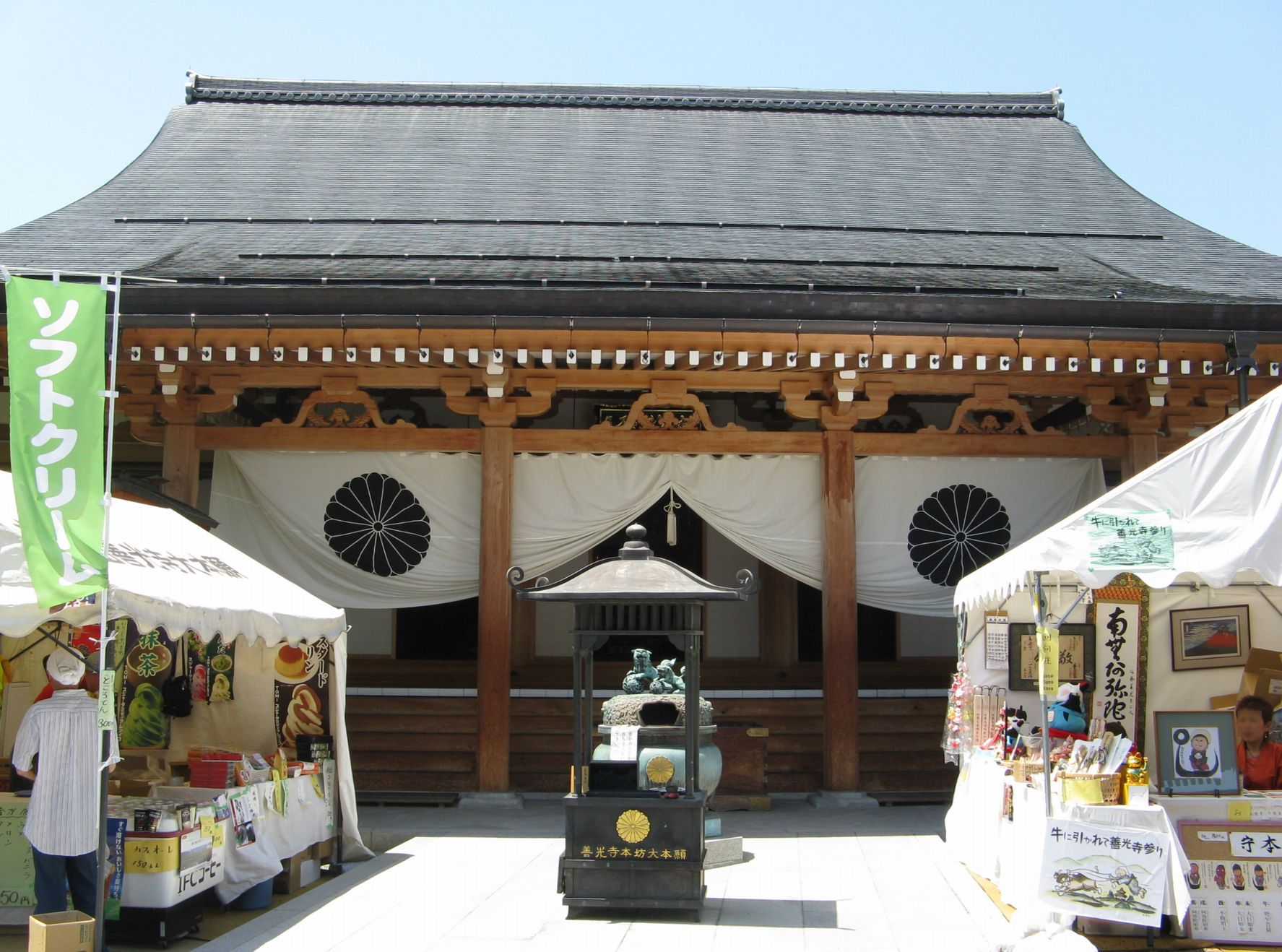
大本願・本誓殿

浄土宗の本坊（尼寺）で、上人は大勧進の貫主と共に善光寺の住職となっている。大本願上人は、毎朝善光寺本堂で行われるお朝事などの法要の導師を勤めている。大本願境内には本誓殿、宝物殿、位牌堂、光明閣、奥書院、表書院、明照殿、寿光殿、文殊堂などがある（#善光寺大本願宝物館も参照）。

#### ぬれ仏（延命地蔵尊）

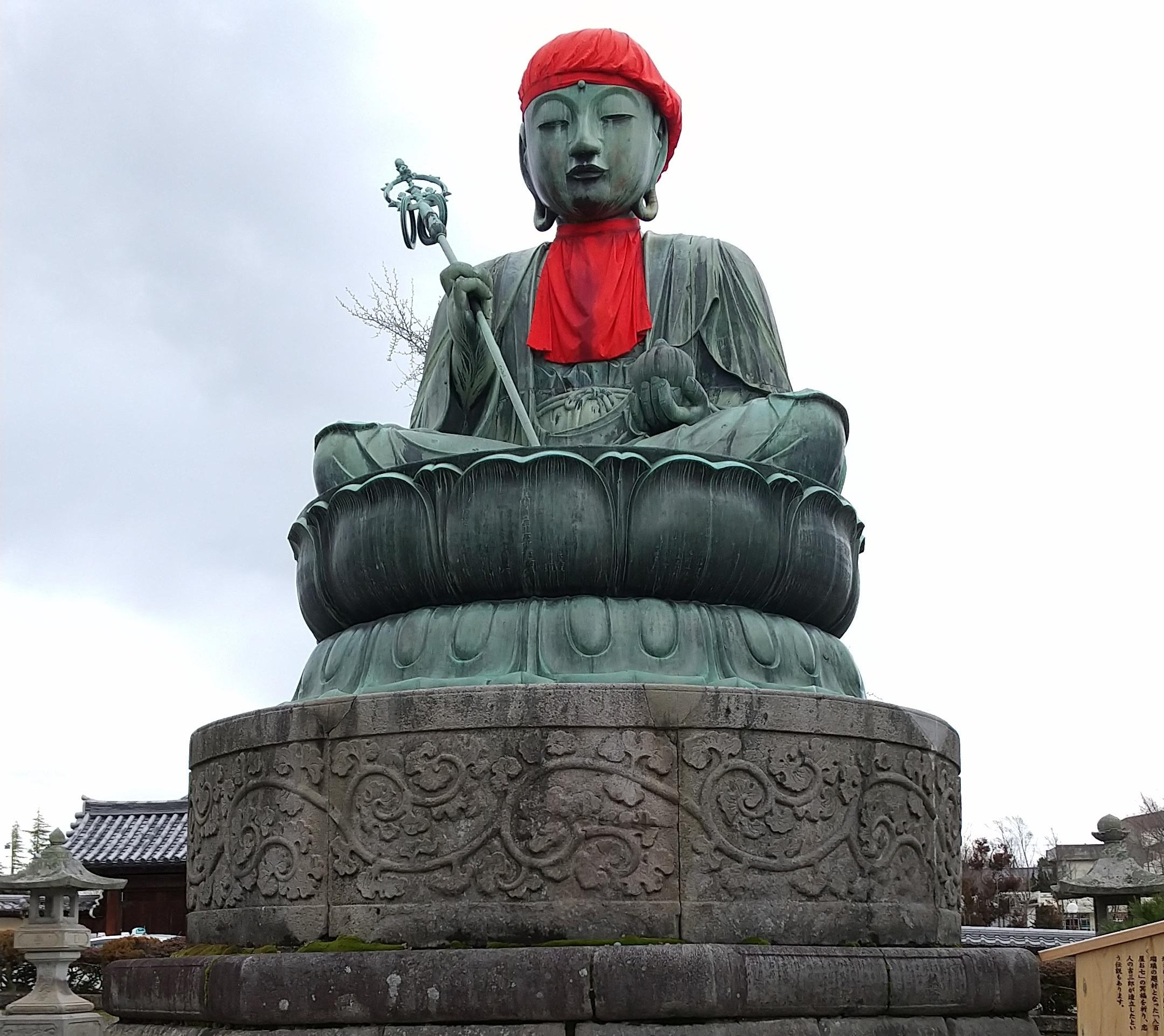
ぬれ仏（延命地蔵尊）

1722年、善光寺聖・法誉円信が全国から喜捨を集めて造立した延命地蔵尊で、明暦の大火を出したといわれる八百屋お七の霊を慰めたものという伝承が伝えられているため、俗に「八百屋お七のぬれ仏」とも呼ばれている。

#### 六地蔵
1759年に浅草天王町祐昌が願主となって造立されたが、1944年に戦時中の金属供出に出されてしまう。現在の六地蔵は1954年に再興されたものである。

#### 大香炉

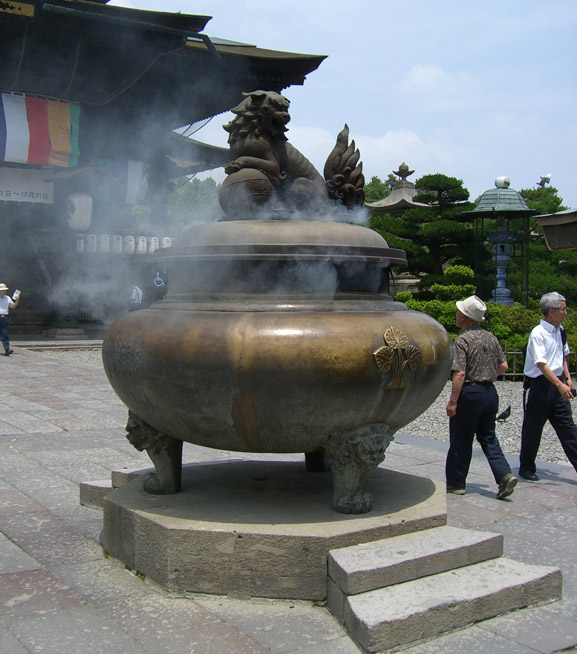
大香炉

戦時中に金属供出に出されたが、1956年に富山県高岡市で作られ奉納された。本堂に入る前に線香を供え、煙を体にかければ無病息災、病気平癒の功徳が得られるという。御開帳ではこの前に回向柱が建てられる。

#### 歴代回向柱納所
御開帳の回向柱はその後、この納所に建てられ、長い年月を経て土に還っていく。

#### 爪彫如来
浄土真宗宗祖・親鸞聖人が善光寺に滞在した際に手彫りした阿弥陀如来と伝わる像である。

#### 仏足石
1838年に大勧進光純が建立したもので、仏の足跡を彫った石碑（仏足石）。いつの頃からか健足を願う場となっており、長野マラソンの前後には、多くのランナーが完走を願って手を合わせていく。

#### 石畳
境内入り口の二天門跡から本堂までの敷石で、長さ約460メートル幅約8メートルに敷かれている。二天門前から山門下までは1713年に江戸の石屋・大竹屋平兵衛より寄進されたものである。山門から本堂までは同じく1713年、腰村（西長野）西光寺の欣誉単求が寄進したもの。のち1810年に補修された。7777枚あるといわれてきたが、現在は6479枚だという。

#### 駒返橋

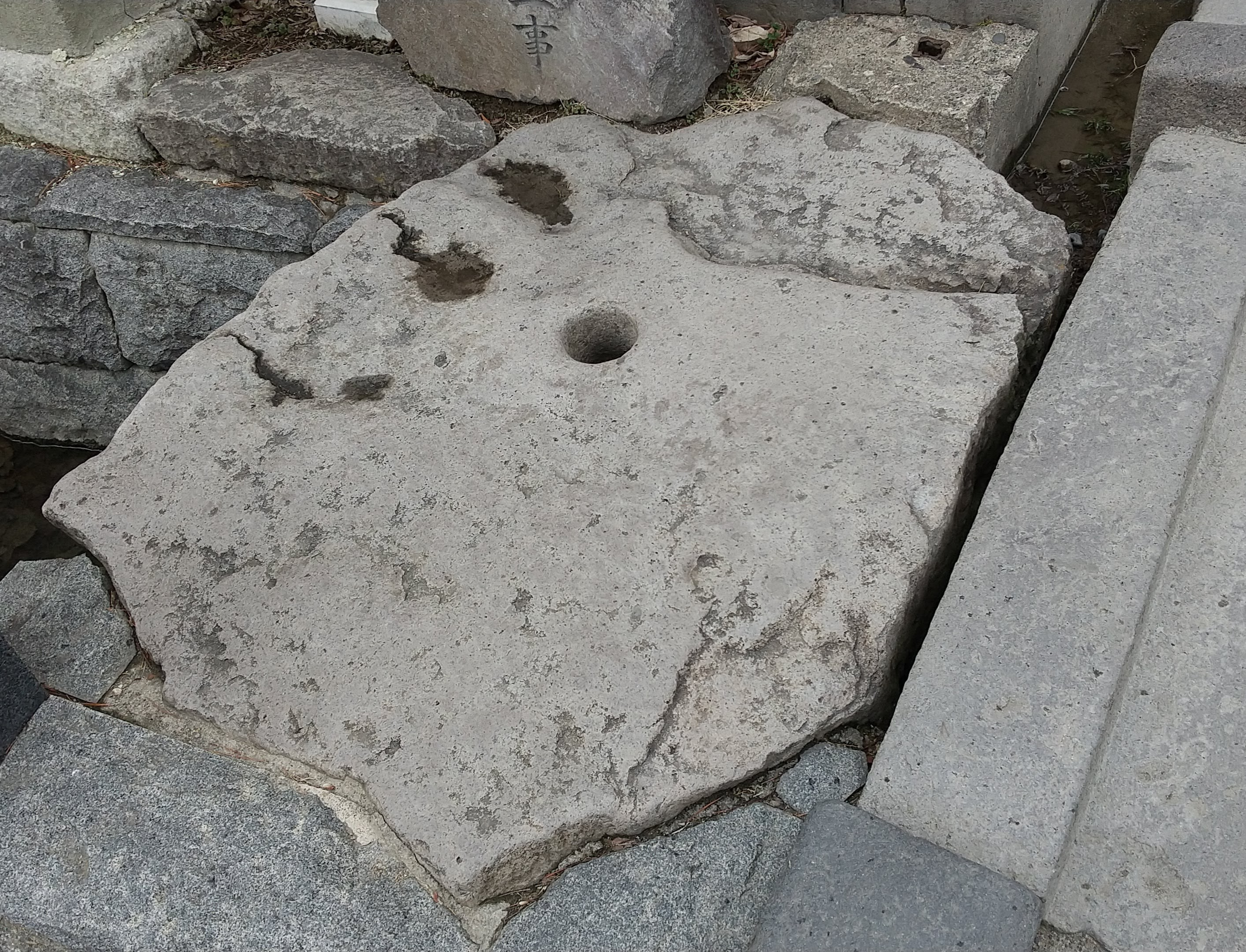
駒返橋。この穴に頼朝の馬の蹄が挟まったという。

仲見世通りが終わり、山門へ進む参道の入り口にある石橋。善光寺七名所の七橋のひとつ。1197年、源頼朝が善光寺に参詣した際、馬の蹄が穴にはまって動けなくなってしまった。古来、これより先へは一切の乗物の乗り入れは許されず、身分の差なく徒歩でのみ参拝する定めである。頼朝は「なるほど、やはり善光寺如来は生きている仏様だ。南無阿弥陀仏」と、乗っていた馬から降りて引き返したという伝承が残っている。そのことから駒返橋と呼ばれている。

#### 旧如来堂跡地蔵尊

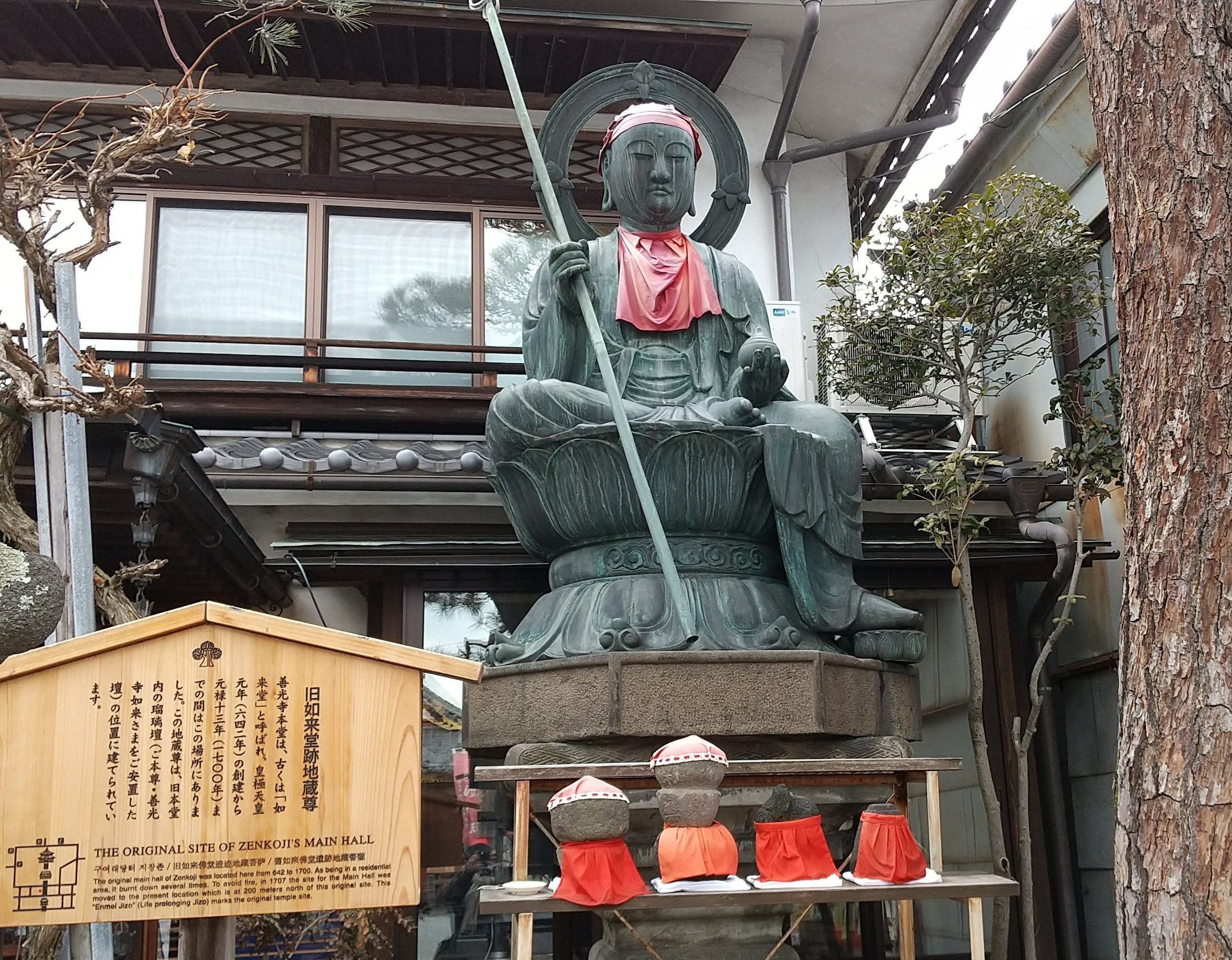
旧如来堂跡地蔵尊

仲見世通り中央西に「如来堂旧地」という石碑と延命地蔵がある。この地は善光寺草創以来、本尊壇があった場所だと言われる。延命地蔵は江戸神田恵念、覚念により現本堂落成から5年後の1712年に造立された。1847年の善光寺地震で焼損し、その後復興するものの1891年に再び焼損、1915年に再興されるが、戦争により供出されてしまった。現在の地蔵尊は1949年に再興されたものである。

#### 釈迦堂・釈迦涅槃像

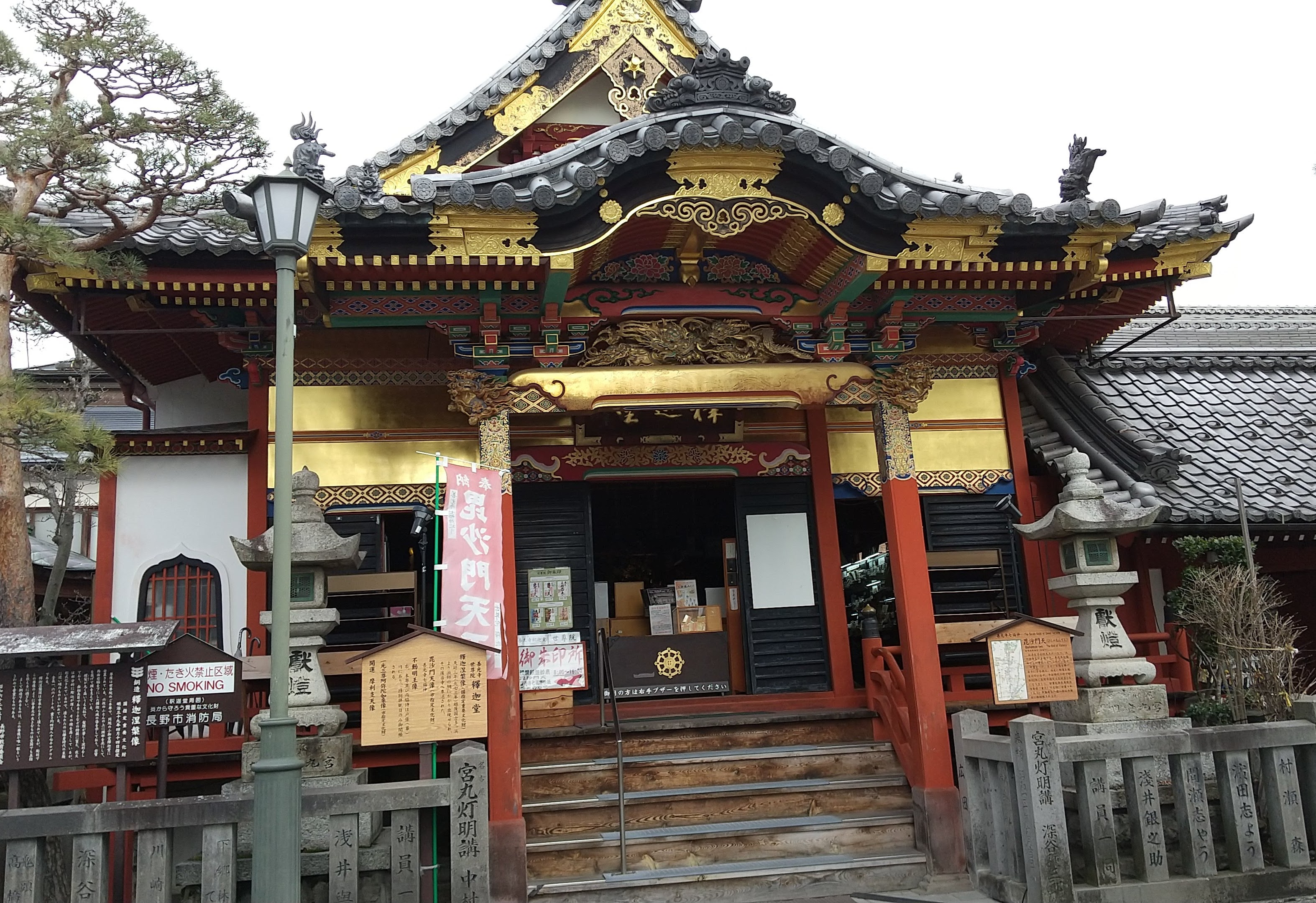
釈迦堂

如来堂跡の向かいにある世尊院釈迦堂の本尊は、鎌倉時代の作とされる我が国唯一の等身大の銅造釈迦涅槃像（国重要文化財）である。戦国時代には善光寺の御本尊・御三卿像・御印文と共に全国を流転した。その他にも木造毘沙門天像、木造阿弥陀如来及両脇侍立像、五鈷鈴、羯磨金剛と文化財を多数所有。
堂内には善光寺七福神の一つである毘沙門天（市文化財第一号）・不動明王・摩利支天が安置されている。阿弥陀如来の善光寺本尊が来世での極楽浄土を約束するのに対し、こちらの釈迦如来は現世利益の仏だといわれる。また、御開帳にはこちらにも小さな回向柱が建てられる。

#### 本善堂の阿闍梨池

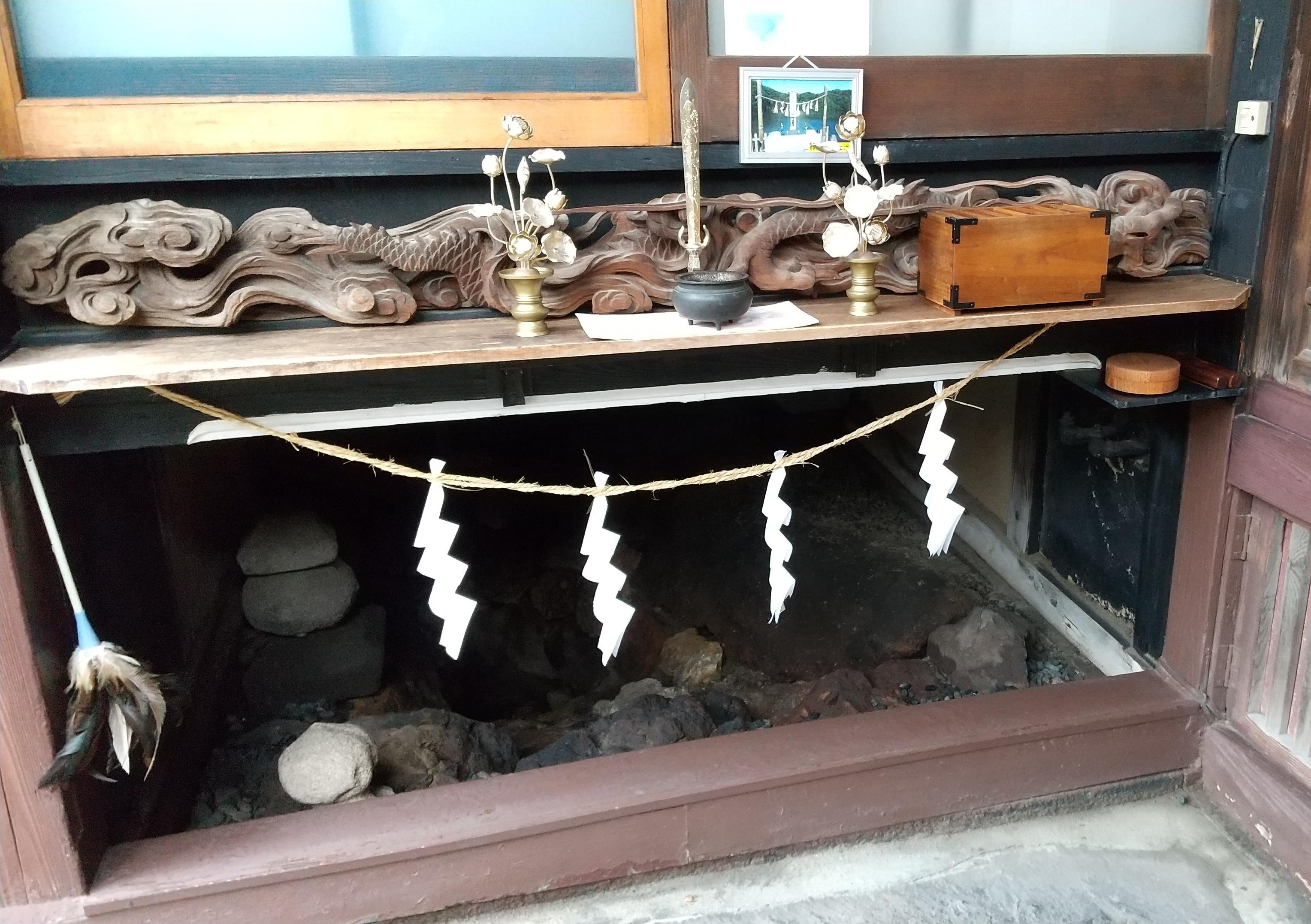
阿闍梨池

本善堂は旧本堂の西、釈迦堂と対する位置にある。本覚院の小御堂である。本多善光が自分の宅の西に造った芋井堂の跡ともいう。本善堂の横には阿闍梨池という現在は水のない池がある。善光寺七名所の七池のひとつである。この池にはこんないわれがある。
平安時代の終わり頃、比叡山延暦寺に皇円阿闍梨という高僧がいた。皇円阿闍梨は56億7000万年後、弥勒菩薩が現れて人を救うという時代まで生きていたいと思い、とうとう竜になってしまった。皇円阿闍梨は法然上人の師であったため、法然はその竜が住むという遠江の国の桜が池にやって来た。後悔して嘆き悲しむ皇円阿闍梨に、法然は善光寺如来に助けを求めることを勧める。皇円阿闍梨はそれを聞き、竜の姿で嵐と共にたちまち信濃の善光寺に向かった。そうして善光寺には池ができ、阿闍梨池と呼ばれるようになったという。今でも毎年、旧暦の正月18日になると、竜は嵐と共にやって来て、25日には嵐と共に帰って来る。この嵐を「阿闍梨荒れ」という。

#### 石造宝篋印塔（兄弟塚）

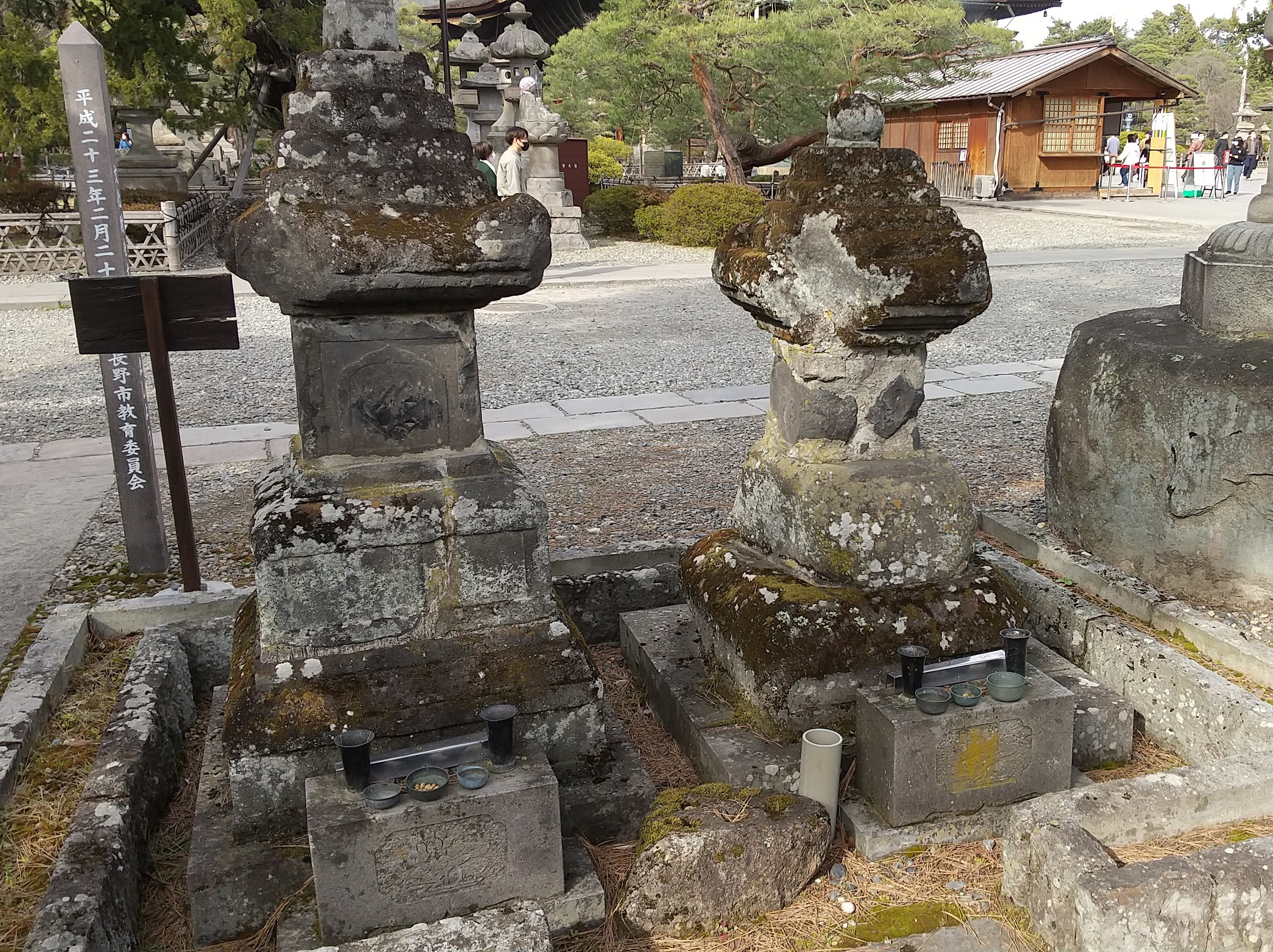
石造宝篋印塔（兄弟塚）

山門を通り、左手（西）の方角に2基ある。佐藤兄弟塚とも言い、善光寺七名所の七塚のひとつ。源義経の忠臣・佐藤継信と佐藤忠信の兄弟を弔うために建てられたという言い伝えがある。市の有形文化財。

#### 護法石（道具塚）
本堂の前、左右にひとつずつ立っている自然石。現在の本堂を建てた際に使った大工道具をこの下に埋め、石を建ててお堂のお守りとした。向かって右を「山王塚」左を「諸神塚」という。

#### おやこ地蔵
本堂の東、小さなお堂にある。2011年の東日本大震災で善光寺は、被災地支援として津波により倒されてしまった高田松原の松を木札にして販売した。さらに、被災松を後世に残したいという思いから「お地蔵様」を製作。東京芸術大学の籔内佐斗司教授と地元の住民との相談の結果、4体の親子地蔵様を製作することになった。お父さん地蔵は善光寺で、お母さん地蔵と子供地蔵たちは陸前高田の普門寺に安置されている。

#### 藤原采女亮碑
藤原采女亮は鎌倉時代の人で、髪結いを生活の糧にしたことから理髪業の祖といわれ、理容関係者の信仰を集めている。この碑は1897年に全国の同業者によって建立された。

#### 真田家関係古塔
江戸時代に善光寺の外護職を務めた松代藩真田家の重臣たちの供養塔。松代藩は善光寺を保護すると共に篤く信仰した。

#### むじな燈籠
昔、下総国のむじなが、殺生をしなければ生きていけない自らの罪を恥じ、人の姿に化けて善光寺に参詣した。善光寺に燈籠を寄進したが、白蓮坊の宿坊で風呂に入っていたところ、正体を見られてしまい、逃げ出したという。これがそのむじな燈籠である。
その他にも、ここに記述しきれないほどのお堂・像・塔・碑などが善光寺境内にはある。

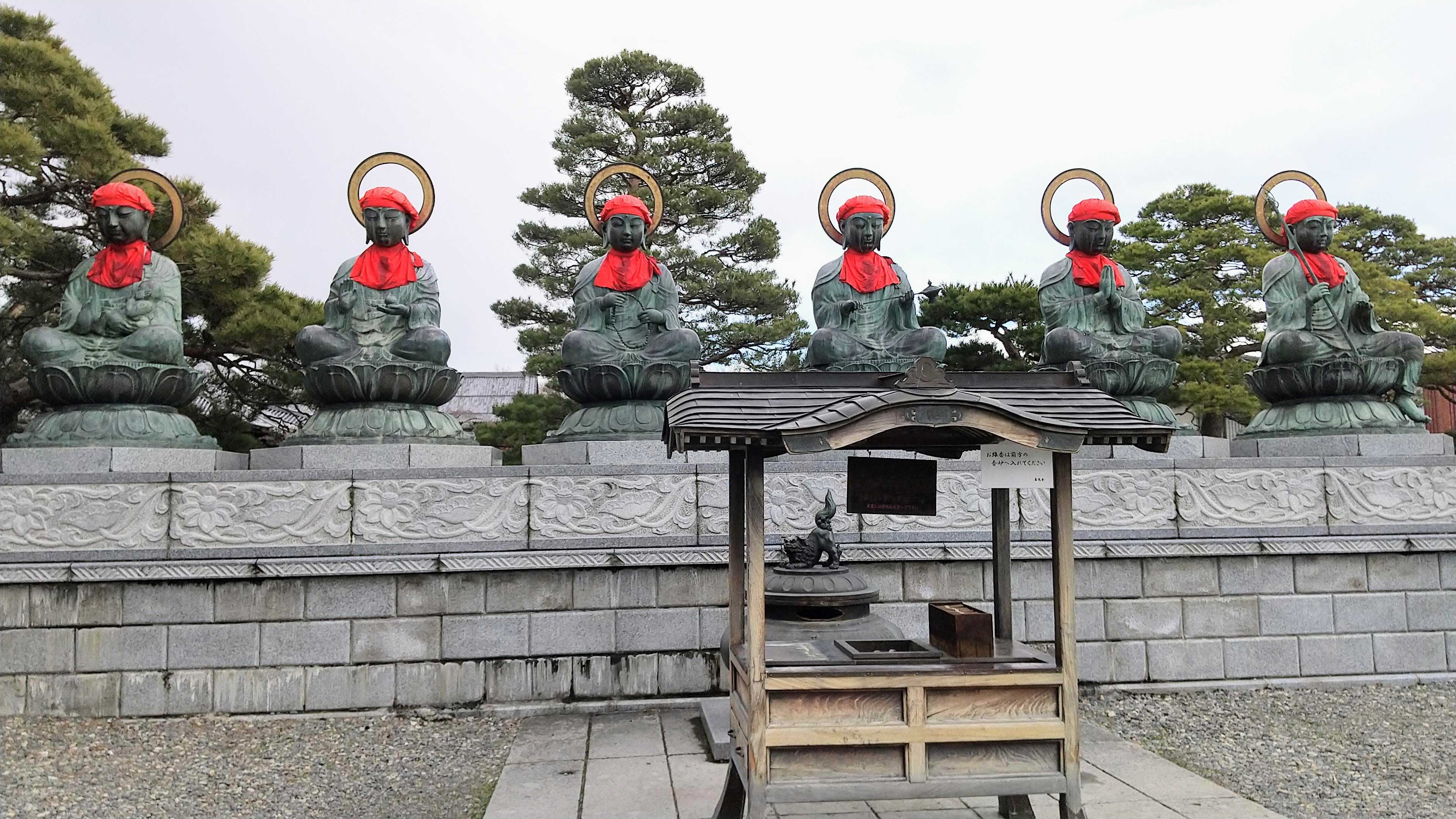
六地蔵
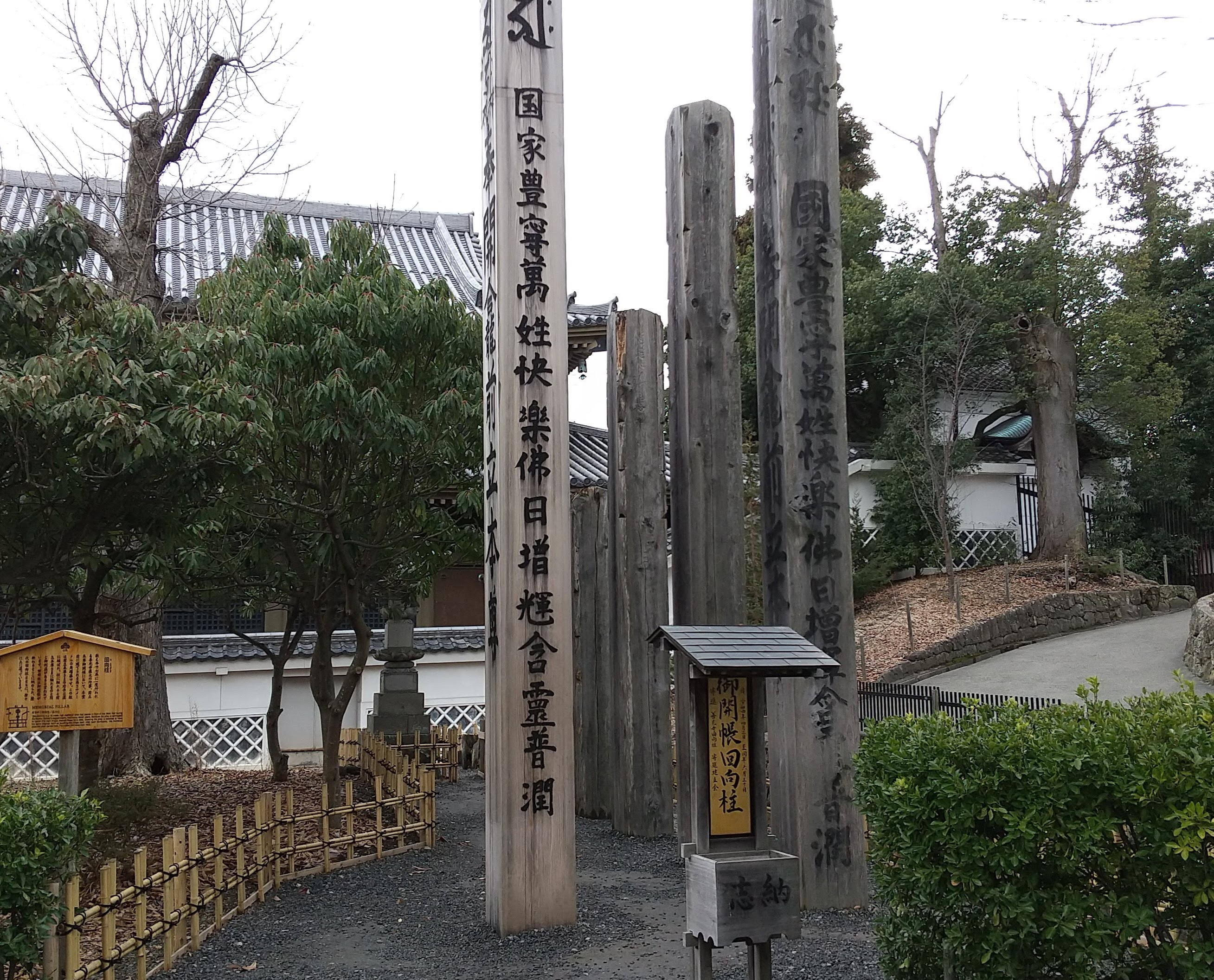
歴代回向柱納所
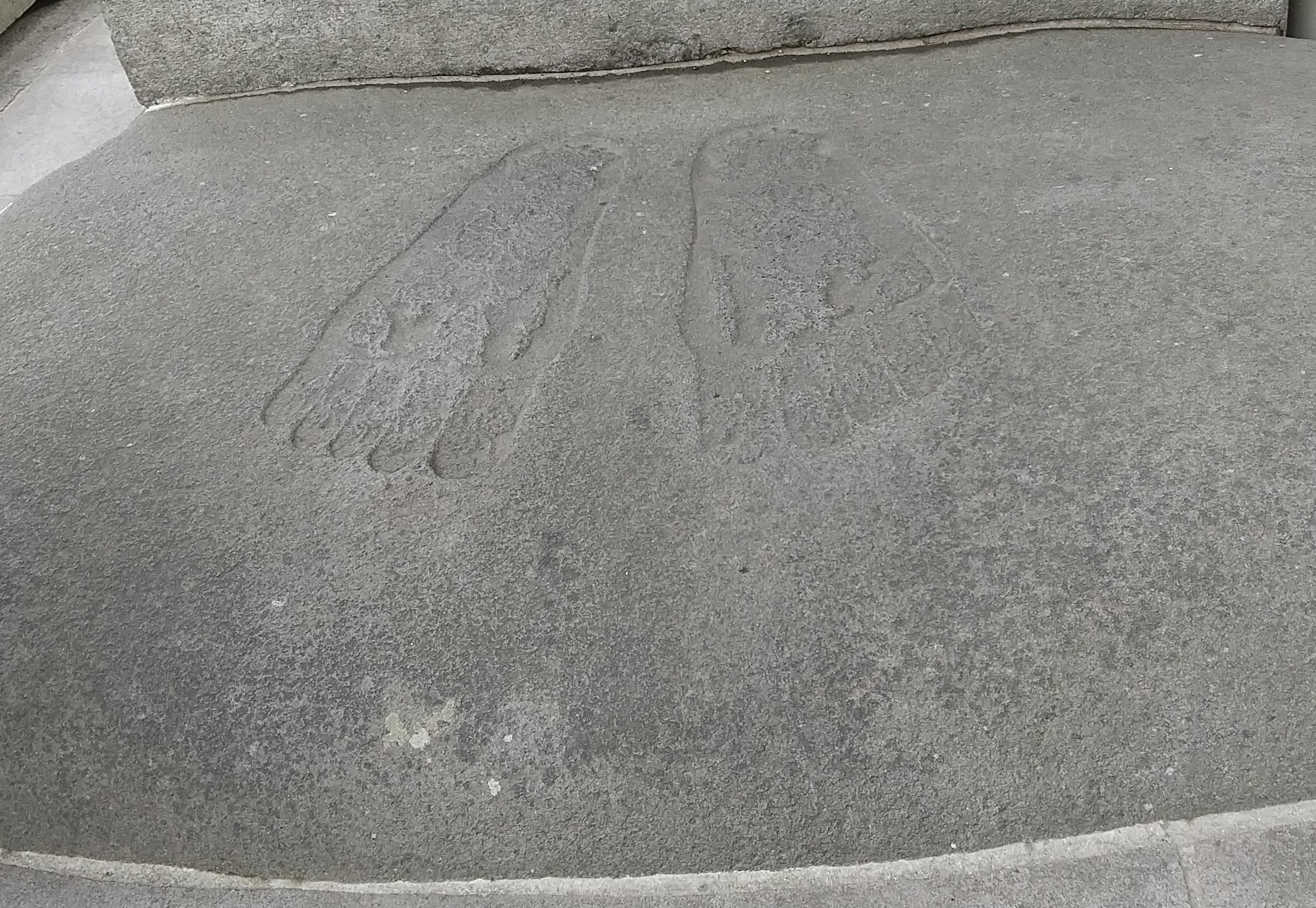
仏足石
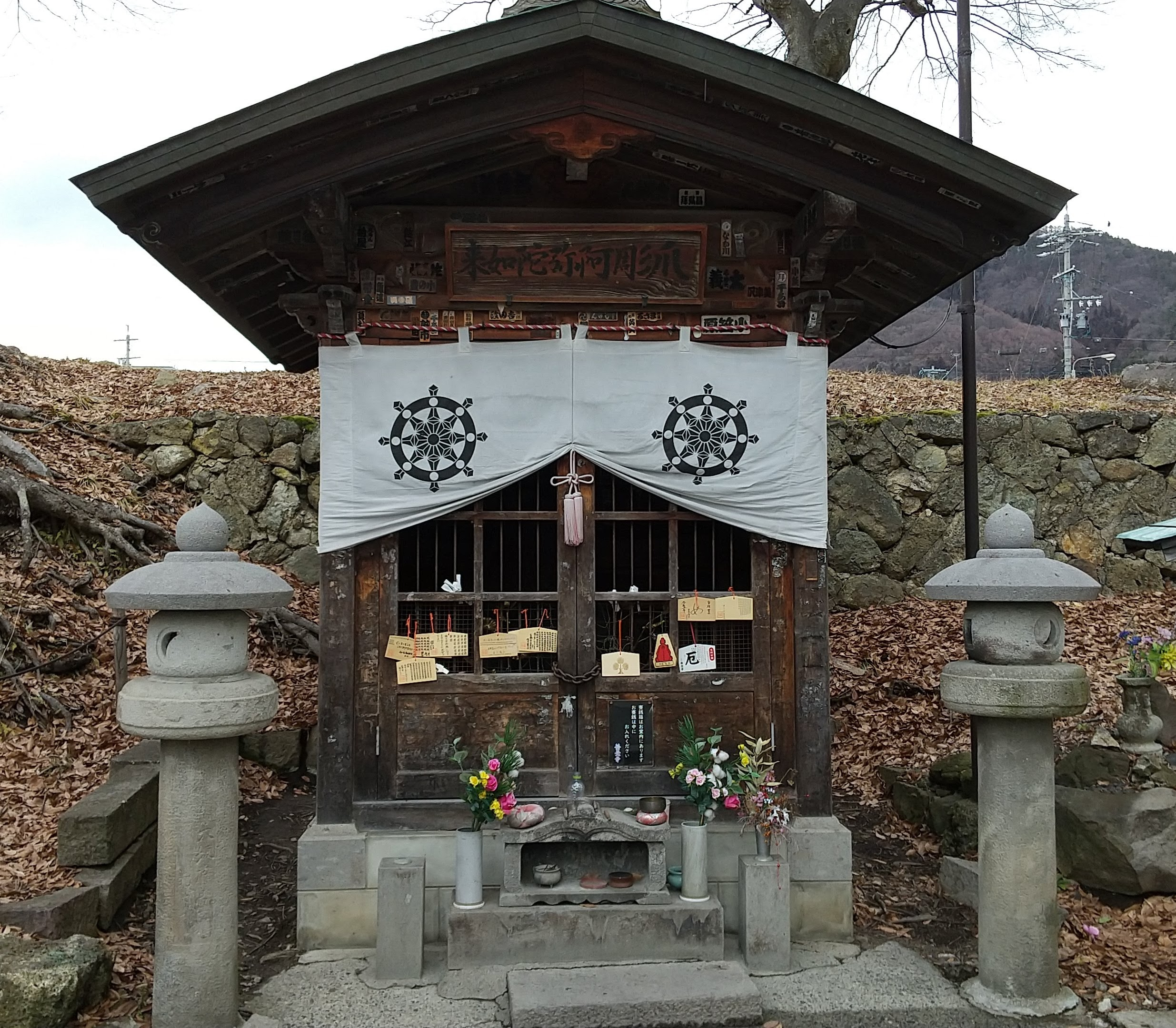
爪彫如来の御堂
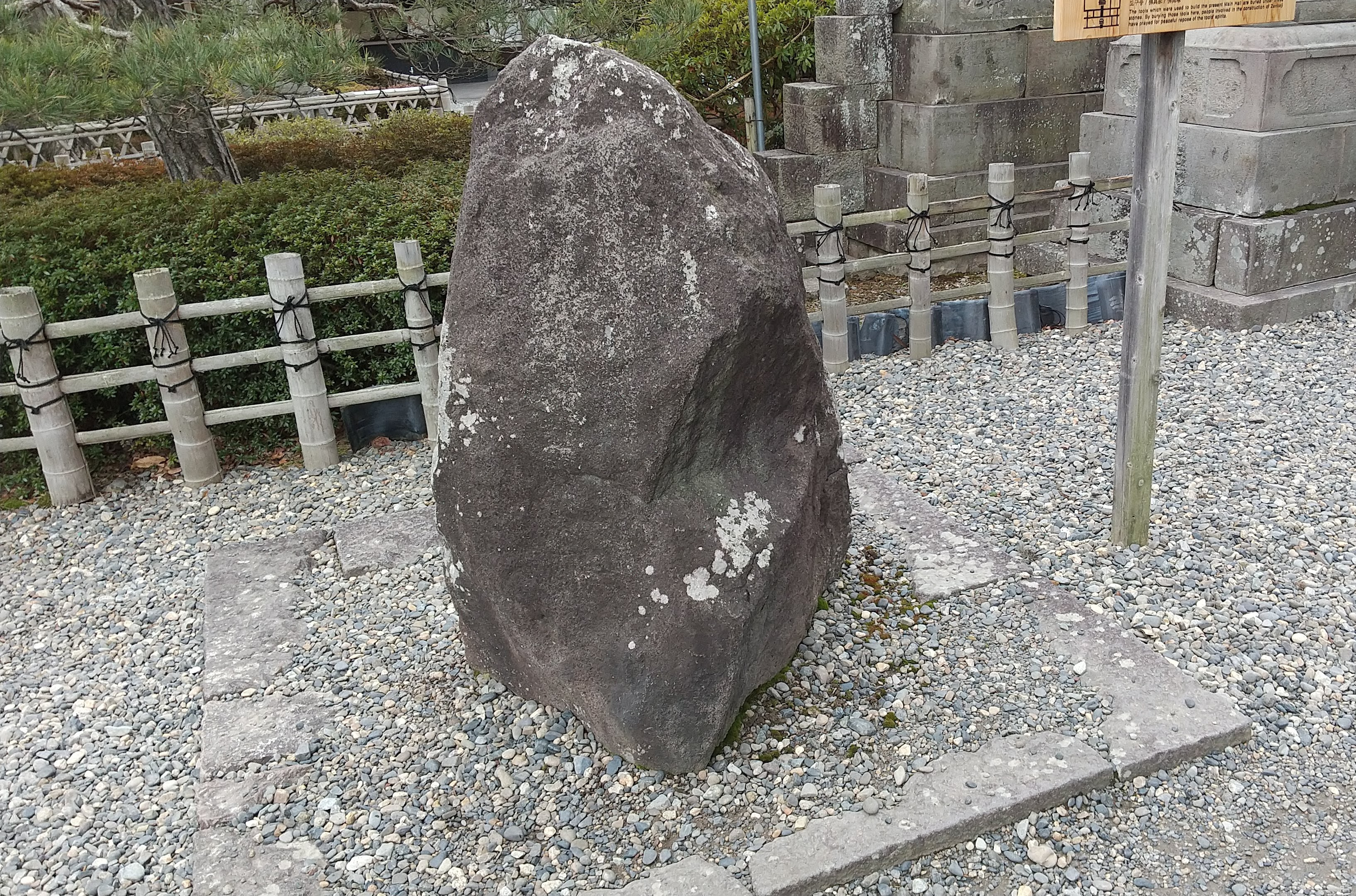
護法石（道具塚）
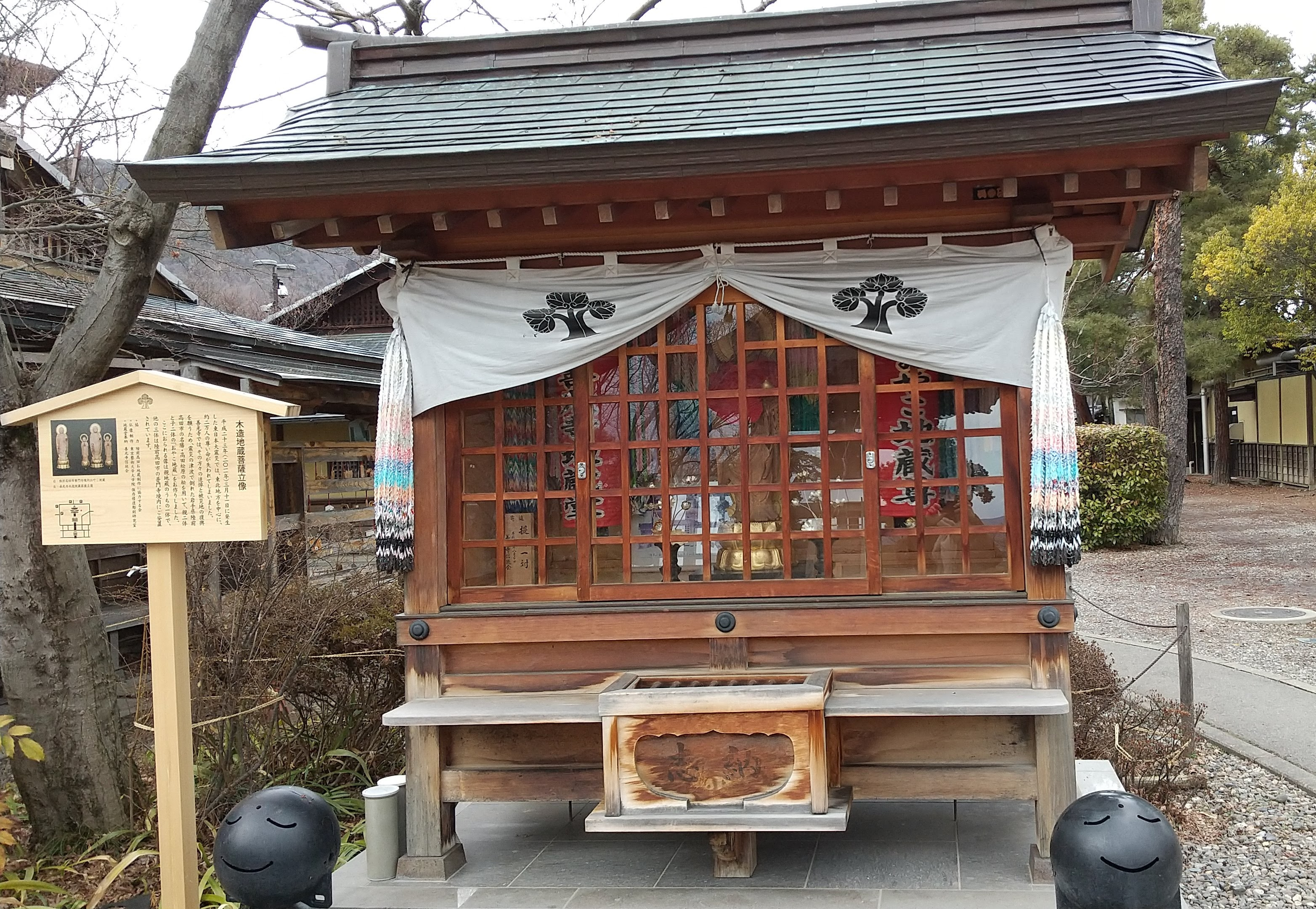
おやこ地蔵の御堂
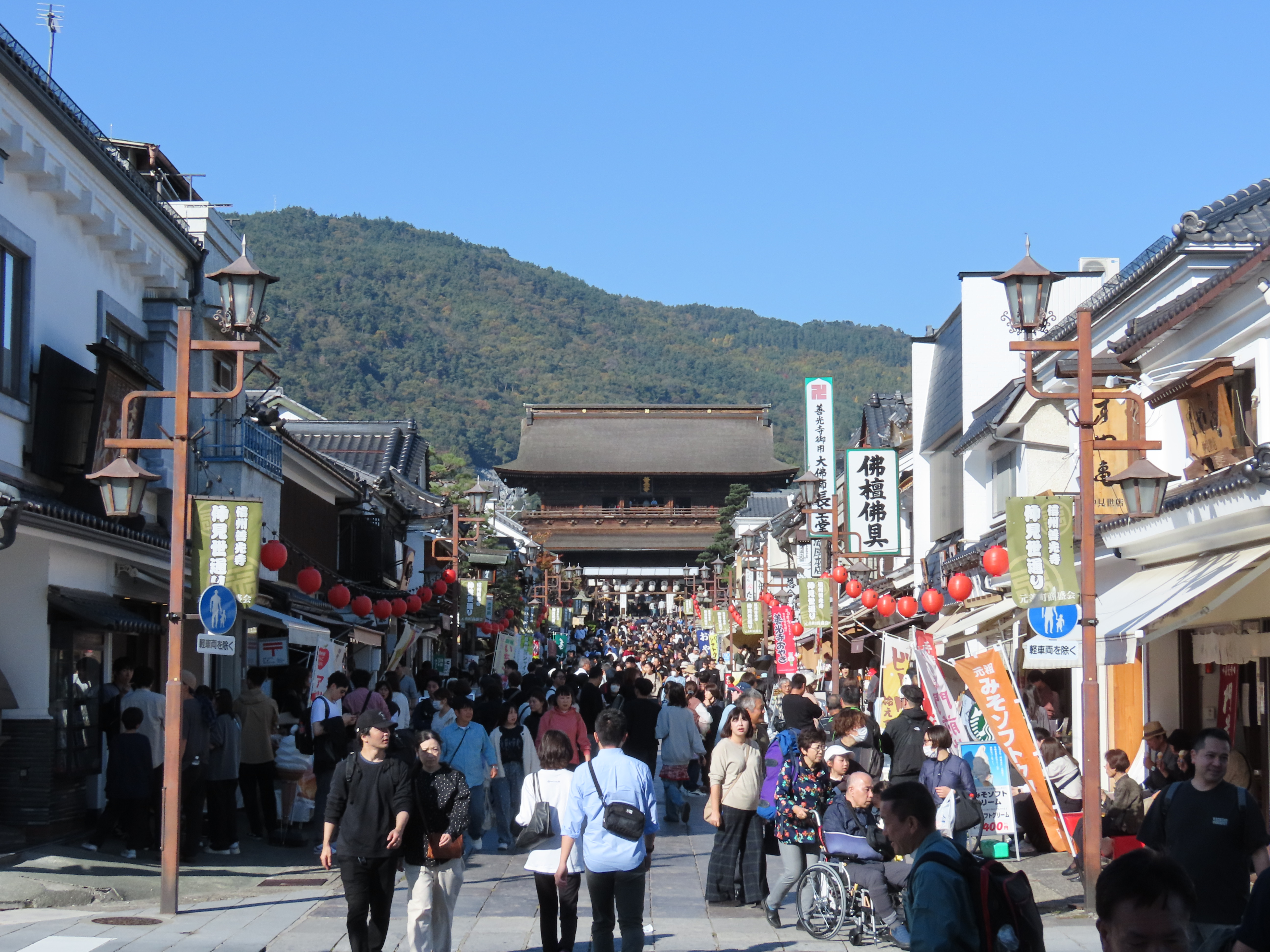
仲見世通り
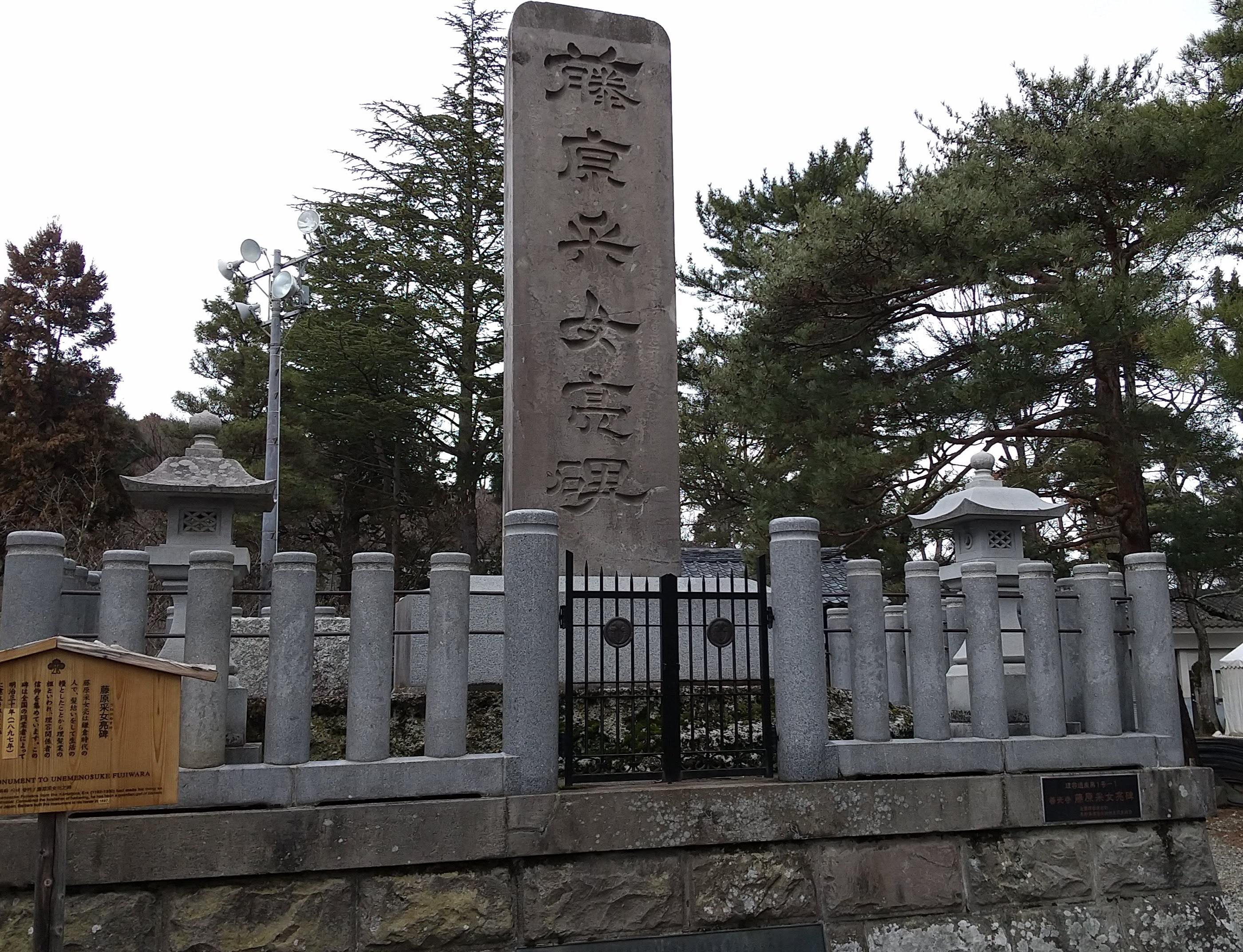
藤原采女亮碑
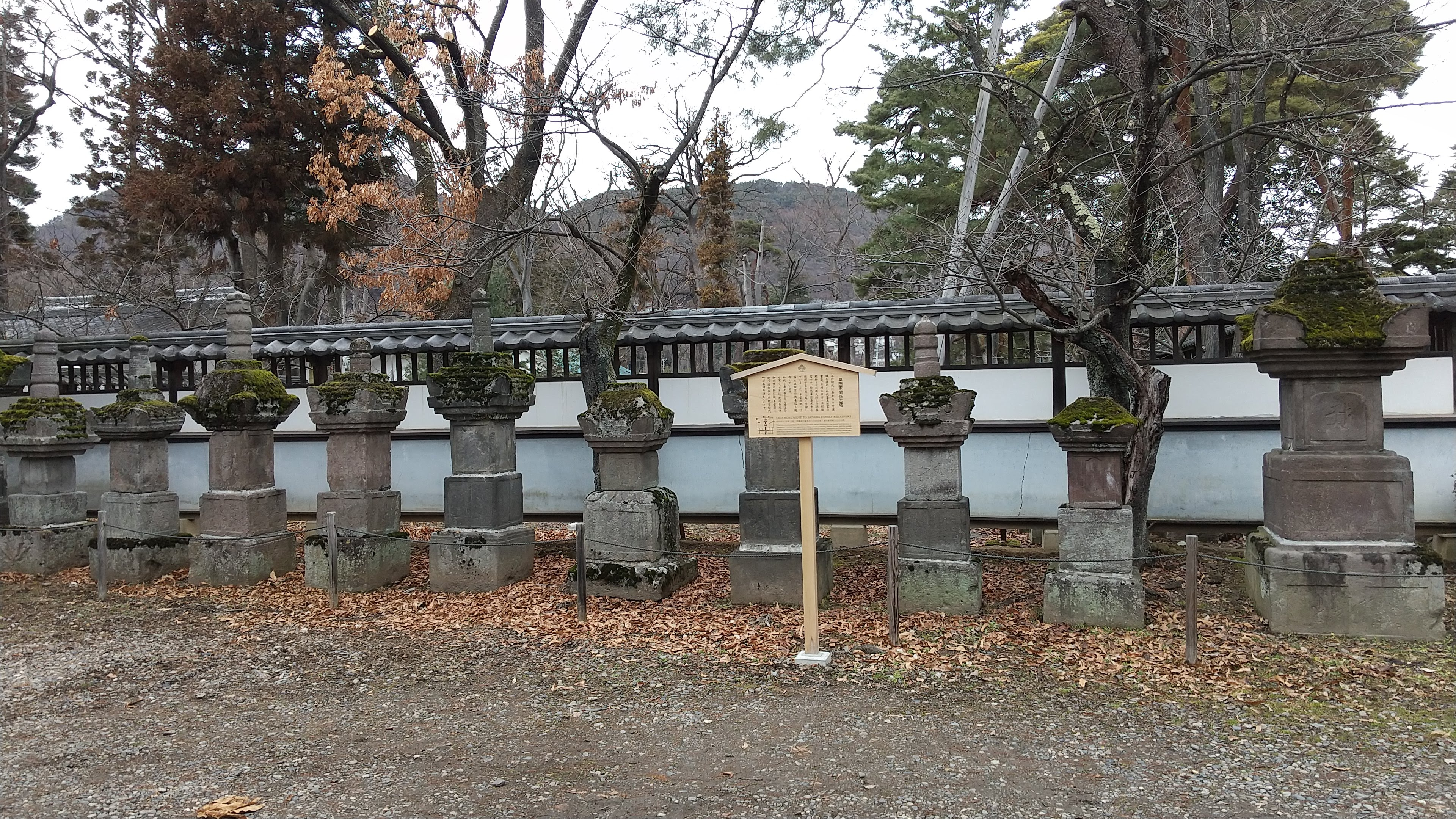
真田家関係古塔
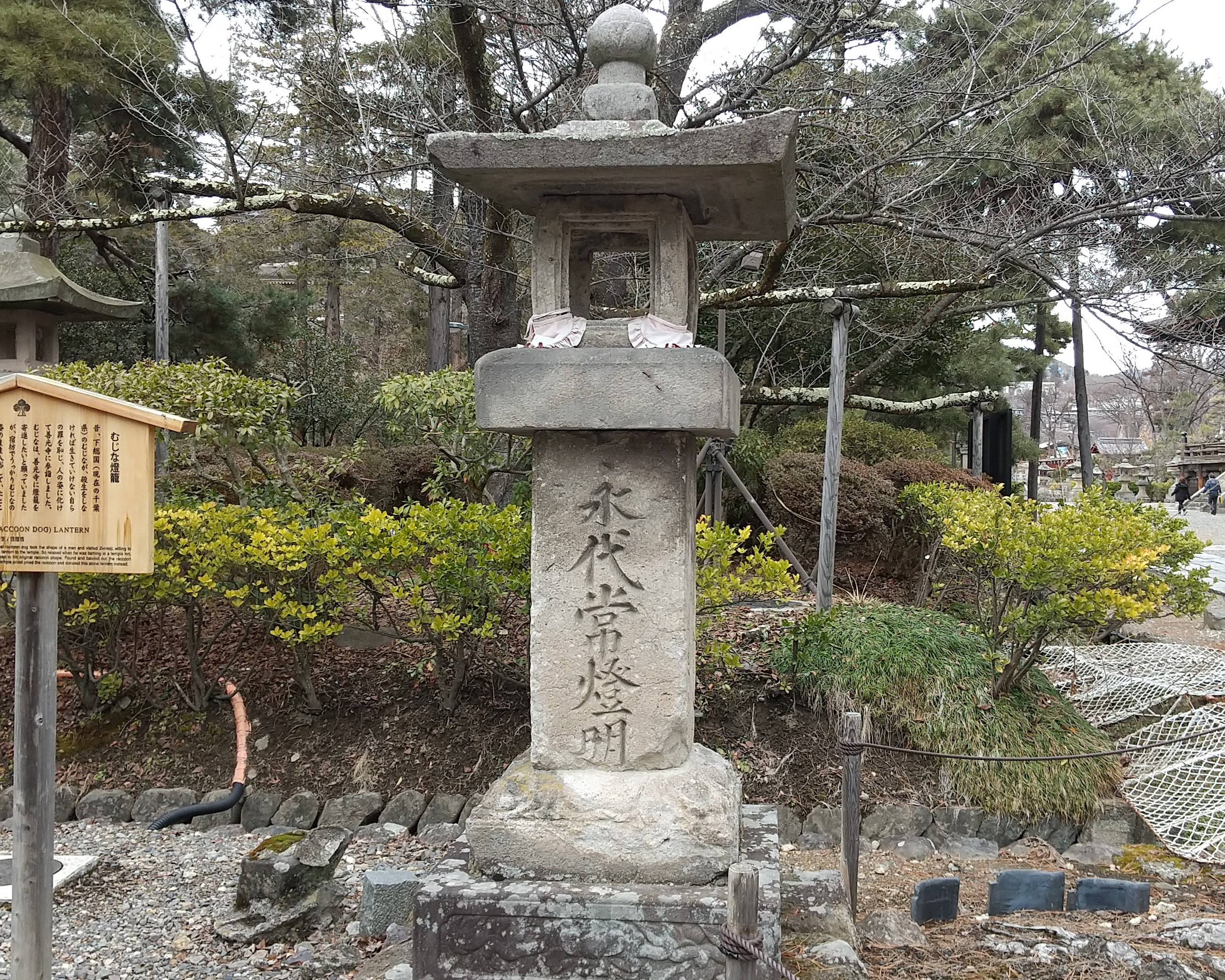
むじな燈籠

## 宿坊
善光寺には39の宿坊があり、それぞれ御堂があり、住職がいる。宿坊に泊まったり、精進料理を食べることもできる。「院」がつくのは天台宗で大勧進傘下、「坊」がつくのは浄土宗で大本願傘下である。
北西エリア
- 薬王院
- 光明院
- 常徳院
- 最勝院
- 徳寿院
- 本覚院：#本善堂の阿闍梨池参照。
- 長養院
- 宝林院：もとは城山にある常念仏堂だった[80]。
- 良性院

北東エリア
- 福生院
- 吉祥院
- 教授院
- 常智院
- 尊勝院
- 蓮華院
- 世尊院：#釈迦堂・釈迦涅槃像参照。
- 常住院
- 威徳院
- 円乗院
- 玉照院

南西エリア
- 堂照坊：親鸞上人百日逗留遺跡といわれる[80]。
- 堂明坊：堂照坊と共に常燈明を司ったと思われる[80]。
- 白蓮坊：参道の籔内佐斗司作・むじな地蔵が目印。
- 正智坊
- 兄部坊
- 淵之坊：縁起堂とも。善光寺縁起の絵解きを行う。
- 常円坊

南東エリア
- 向仏坊：善導大師像を安置する。
- 鏡善坊
- 野村坊
- 常行院：元々は時宗[80]。
- 甚妙院：同上。
- 玄証院：同上。
- 善行院：同上。
- 寿量院：同上。
- 随行坊
- 正信坊（法然堂）：法然が滞在した際の遺跡といわれる。
- 浄願坊：太子堂ともいい、聖徳太子像がある。

## 資料館

### 善光寺資料館
日本忠霊殿の一階にあり、かつて本堂に架けられていた絵馬や、永代開帳額などを通して全国に根付く善光寺信仰の歴史を垣間見ることができる。その他にも算額や、快慶一門の作による阿弥陀如来像、ダライ・ラマ14世来寺の際に開眼された砂曼荼羅などを公開している。
中でも特に高村光雲・米原雲海作の仁王像は、仁王門に安置された像の1/4原型像として注目される。また、史料館の出入り口には善光寺が隔年で戦没者慰霊に訪れる、太平洋戦争の激戦地であるサイパン島、テニアン島で回収した遺品も展示している。

### 善光寺大勧進宝物館
善光寺に関する史料や宝物が3千点以上あり、季節により展示替えをして、常時150点程度を展示している。
展示室は1号館と2号館に別けられ、天台宗開創の地である天台山を描いた『天台山図』、「南無阿弥陀仏」と書かれた歴代住職の書、文殊菩薩や観音菩薩の像、奈良時代の善光寺の古瓦、土佐派や狩野派などの仏画、江戸時代の善光寺縁起絵などを展示している。特に「五鈷杵」や「源氏物語事書」は国の重要文化財となっている。また聖武天皇をはじめ各時代の天皇や、高僧、公卿、善光寺を信仰した武将など120人余りの筆跡を張り込んだ屏風『古筆大手鑑』や、武田信玄、上杉謙信の位牌などもある。

### 善光寺大本願宝物館
宝物殿では歴代皇室の御物や、浄土宗の宝物、仏像、書画など、大本願に伝わる資料や宝物を展示している。
第1展示室では、276玉を2連につなげた大念珠、鎌倉時代の善光寺の模型、阿弥陀聖衆來迎図や、木造聖徳太子像、木造伐折羅大将像、木造将軍地蔵騎馬像などを展示し、皇室関係では明治天皇や大正天皇の礼服を展示している。第2展示室では、明治維新の折に廃仏毀釈から善光寺並びに大本願を守り抜いた第117世・伏見宮誓圓上人をはじめ、歴代上人の紹介や所縁の品々を展示、本誓殿から奥書院への渡り廊下の天井には、大本願中庭に植えられた植物を描いた『四季草花図』がある。また2007年（平成19年）に明照殿の新築工事の際に出土した、善光寺創建当時のものと推定される軒丸瓦も展示している。

## 文化財

### 国宝
- 本堂（附:厨子1基）：解説は既出。

### 重要文化財
- 三門（山門）
- 経蔵
- 金銅阿弥陀如来及両脇侍立像（前立本尊）
- 絹本著色阿弥陀聖衆来迎図 1幅（大本願）
- 善光寺造営図（大勧進所有）8幅[注 3]。享禄4年（1531年）4月
- 紙本墨書源氏物語事書（大勧進）
- 銅造釈迦涅槃像（世尊院釈迦堂）

### 登録有形文化財
- 鐘楼：嘉永6年（1853年）建、1926年（大正15年）改修[83][84]
- 仁王門：1918年（大正7年）建、1977年（昭和52年）改修[83][84]

### 重要美術品
- 梵鐘：寛永9年（1632年）銘
- 銅造地蔵菩薩坐像（通称:ぬれ仏）享保7年（1722年）銘
- 五鈷杵（大勧進）
- 銅鍾（鐘楼の梵鐘）

### 長野市指定文化財
有形文化財
- 木造毘沙門天像（世尊院釈迦堂）
- 木造伐折羅大将像（大本願）
- 木造聖徳太子立像（大本願）
- 木造阿弥陀如来及両脇侍立像（世尊院釈迦堂）
- 木造百万塔（大本願）
- 六角銅製釣燈籠（玉照院）
- 五鈷鈴（世尊院釈迦堂）
- 羯磨金剛（世尊院釈迦堂）
- 石造宝篋印塔

無形文化財
- 善光寺木遣り：善光寺御開帳の回向柱を松代より運ぶとき、堂童子の日待占行事 節分会、御祭礼の山車を曳くとき、その他建築木材の曳き出しおよび上棟会などに棟梁および鳶職等の職人多数で行われる。

有形民俗文化財
- 善光寺の正月行事用具：正月行事に参加する善光寺一山の僧尼職の服飾をはじめとして、頭役（堂童子）を中心とする諸儀礼行事に使用される用具類。六十余品種目にのぼる。

記念物
- 善光寺参道（敷石）：#石畳。

埋蔵文化財
- 善光寺門前町跡 - 発掘調査では古墳時代の竪穴建物が発見され、この地域に古くから人々が住んでいたことがわかった。
- 元善町遺跡 - 善光寺山門の南から大本願までの現在の元善町の範囲。発掘をすると古代や中世の瓦が大量に見つかる。遠く近江国から伝播した湖東式という意匠の軒丸瓦も見つかっている。

## 福祉施設

### 善光寺大勧進養育院
1883年（明治16年）、善光寺大勧進副住職の奥田貫照が救貧施設の設立を発案し、門前町の篤志家を回って資金を集め、善光寺大勧進養育院が誕生した。1925年（大正14年）には内務省から許可を受けて財団法人となった。戦後、社会福祉法人となり、社会福祉法人大勧進養育院が運営する児童養護施設「三帰寮」となっている。

### 善光寺大本願乳児院
1962年（昭和37年）、善光寺大本願法主の一条智光が社会福祉事業の経営を発案して乳児院が設立された。1981年（昭和56年）には社会福祉法人善光寺大本願福祉会が設立されて設置運営が移管された。

## 行事

### お朝事

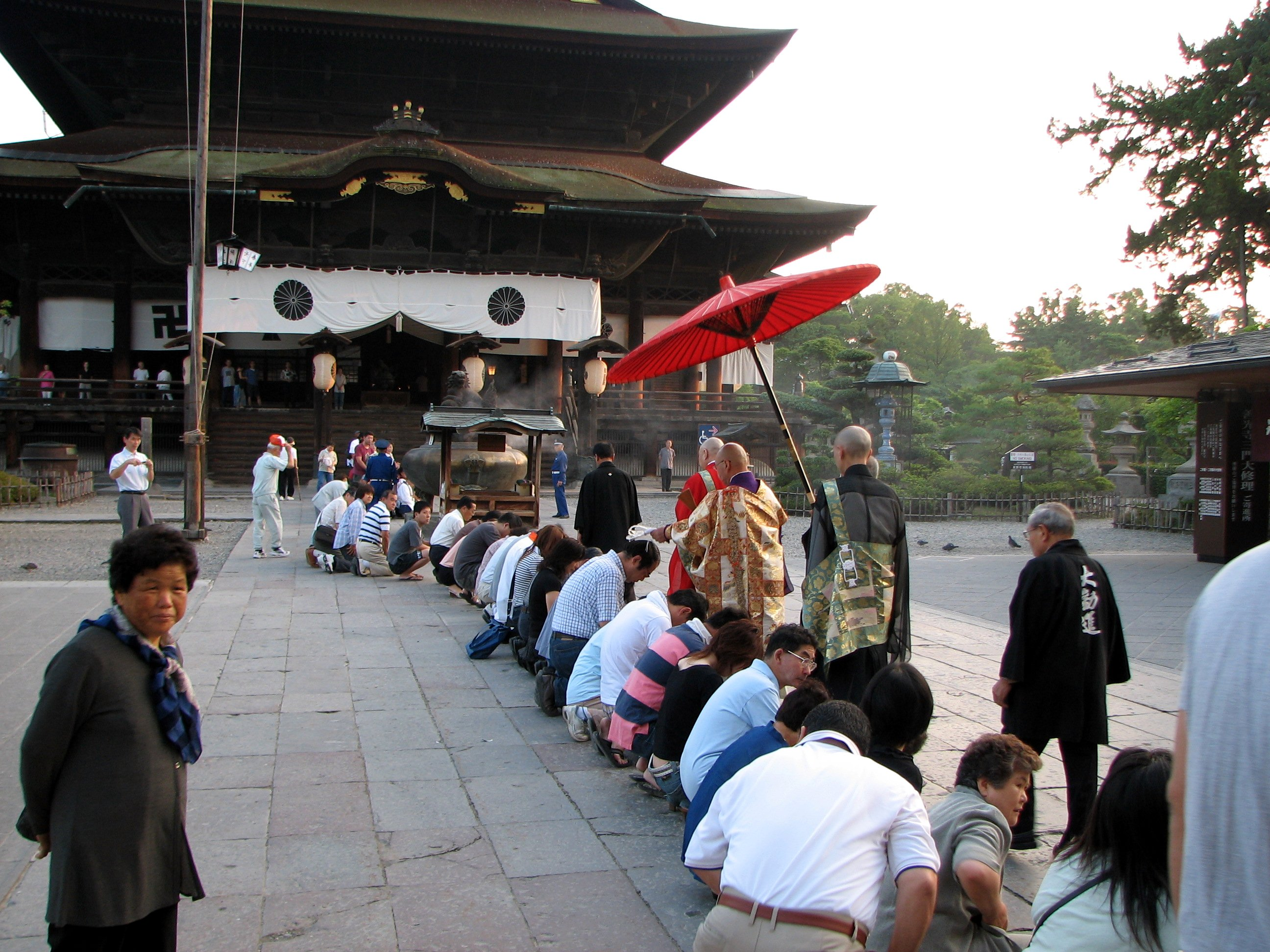
お数珠頂戴

1年を通して、お朝事という行事が行われている。善光寺全ての僧侶が出仕して行われる法要である。法要は毎朝大勧進と大本願の順に二座行われ、法要中には普段閉ざされている本尊前の戸帳が上げられ、善光寺如来が納められた瑠璃壇と厨子を垣間見ることができる。これには、一般参拝者も内々陣で立ち会うことができる。
また、お朝事に向かう大勧進貫主、大本願上人が導師として本堂に出仕する際、お数珠頂戴という儀式が行われる。その往復の道中にてひざまずく参拝者の頭を手にした数珠で触れ、功徳を授けるものである。これは、言葉ではなく行いをもって仏道を説く「身業説法」の一種で無言の説法とも呼ばれる。

### 年間行事
- 1月1日 朝拝式（ちょうはいしき） 善光寺の全僧侶により行われる、新年最初の法要。
- 1月1日-3日 修正会（しゅしょうえ） 正月三が日の間に行われる、国家平安を祈る儀式。
- 1月6日 びんずる廻し（びんずるまわし） 妻戸台の周りをびんずる尊者像と参拝者が廻る行事。
- 1月7日 七草会（ななくさえ） 朝拝式・修正会に御印文加持・御印文頂戴などが組み合わされた法要。深夜に行われる。
- 1月7日-15日 御印文頂戴（ごいんもんちょうだい）善光寺如来の分身といわれる三判の宝印「御印文」を、僧侶が参詣者の頭に押し当てる儀式。
- 1月15日 お焚き上げ（おたきあげ） 正月飾りや書き初め、旧年中のお札や達磨などを読経とともに焚き上げる。
- 1月25日 法然上人御忌（ほうねんしょうにんぎょき） 浄土宗の宗祖、法然上人の忌日法会。
- 2月3日 節分会（せつぶんえ） 善光寺木遣りを先頭に赤鬼・青鬼、年男年女、福男福女の行列が仁王門から本堂へと練り歩く。その後、本堂で追儺式を行う。追儺式後、善光寺本堂回廊から参拝者に福豆、お菓子などの福品がまかれる。
- 3月15日 御会式（おえしき） 本尊・善光寺如来が遷座されたことを記念して行われる法要。
- 春彼岸の入り、中日、明け 彼岸会（ひがんえ） 天台宗と浄土宗でそれぞれ別の法要を行う。
- 4月8日 針供養会（はりくようえ） 針供養塔の前で、使い古された針や折れた針の供養および子女の健全育成を願って法要を行う。
- 5月4日 伝教講法会（でんぎょうこうほうえ）春の法会は日本天台宗宗祖伝教大師最澄の忌日に行われる。
- 6月30日 盂蘭盆会（うらぼんえ） 天台宗のもの。僧侶が鳴らす双盤に合わせ、妻戸台の大太鼓が参詣者によって叩かれる。
- 7月13日 開山忌（かいざんき） 善光寺の開山、本田善光の忌日法要。
- 7月15日 大施餓鬼（だいせがき） 天台宗のもの。お盆に合わせ、三界万霊有縁無縁の諸精霊が極楽へと生まれることを祈願する。
- 7月31日 盂蘭盆会（うらぼんえ） 浄土宗のもの。僧侶が鳴らす双盤に合わせ、妻戸台の大太鼓が参詣者によって叩かれる。
- 8月14日-15日 お盆縁日 本堂前での「大盆踊り会」や、稚児とともに先祖供養を祈る「精霊会」、本堂内の閻魔像前での法話など、さまざまな行事が行われる。
- 8月15日 大施餓鬼（だいせがき） 浄土宗のもの。お盆に合わせ、三界万霊有縁無縁の諸精霊が極楽へと生まれることを祈願する。
- 8月23日 地蔵盆（じぞうぼん） ぬれ仏、六地蔵、仲見世の延命地蔵など、境内各所の地蔵尊を巡回し、子どもの健全育成を祈願。
- 秋彼岸の入り、中日、明け 彼岸会 天台宗と浄土宗でそれぞれ別の法要を行う。
- 10月5日 - 14日 十夜会（じゅうやえ） 浄土宗のもの。普段非公開の「十夜仏」を本尊の前に遷座し、開扉して供養を行う。
- 10月15日 御会式（おえしき）本尊・善光寺如来が遷座されたことを記念して行われる法要。
- 11月5日-14日 十夜会（じゅうやえ） 天台宗のもの。普段非公開の「十夜仏」を本尊の前に遷座し、開扉して供養を行う。
- 11月24日 伝教講法会（でんぎょうこうほうえ） 春と秋の2回執行され、秋の法会は中国天台智者大師の忌日。
- 12月1日 お注連はり（おしめはり） 自坊の門に注連縄をはり、正月行事の始まりを告げる。
- 12月7日-9日 貴々念仏（とうとうねんぶつ） 一定の期間を定めて念仏を唱える「別時念仏」の法要。
- 12月10日 御松はやし（おまつはやし） 大勧進・大本願の境内に松の枝を届け、門前の松に新縄を結んで災いなく新年を迎える清めの法要。
- 12月第2申の日 （非公開行事）御越年式（ごえつねんしき） 最も重要な行事のひとつ。本尊・善光寺如来の年越しの儀式。
- 12月21日 （非公開行事）おそなえつき 浄土宗全僧侶が堂童子の坊に集まり、本尊に供える餅をつく。
- 12月28日 お煤払い（おすすはらい） 酒摩という青竹に藁を結びつけた箒状の竿で御本尊前の戸帳を撫でるお煤払いの儀。その後、年に1度の本堂の大掃除が行撞かれる。
- 12月31日 除夜の鐘 108回撞かれる。

### 御開帳

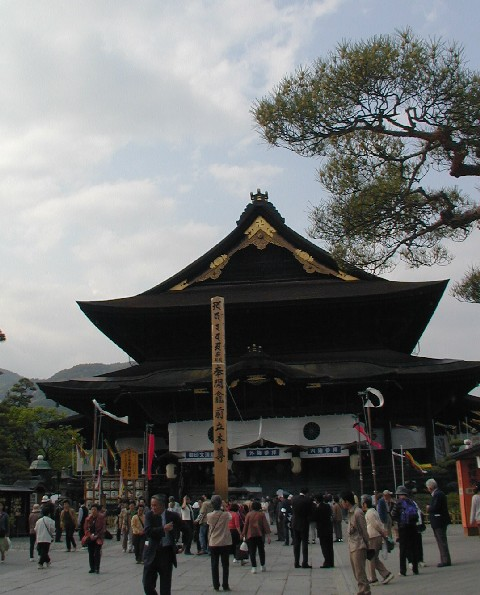
御開帳時の本堂（2003年5月）

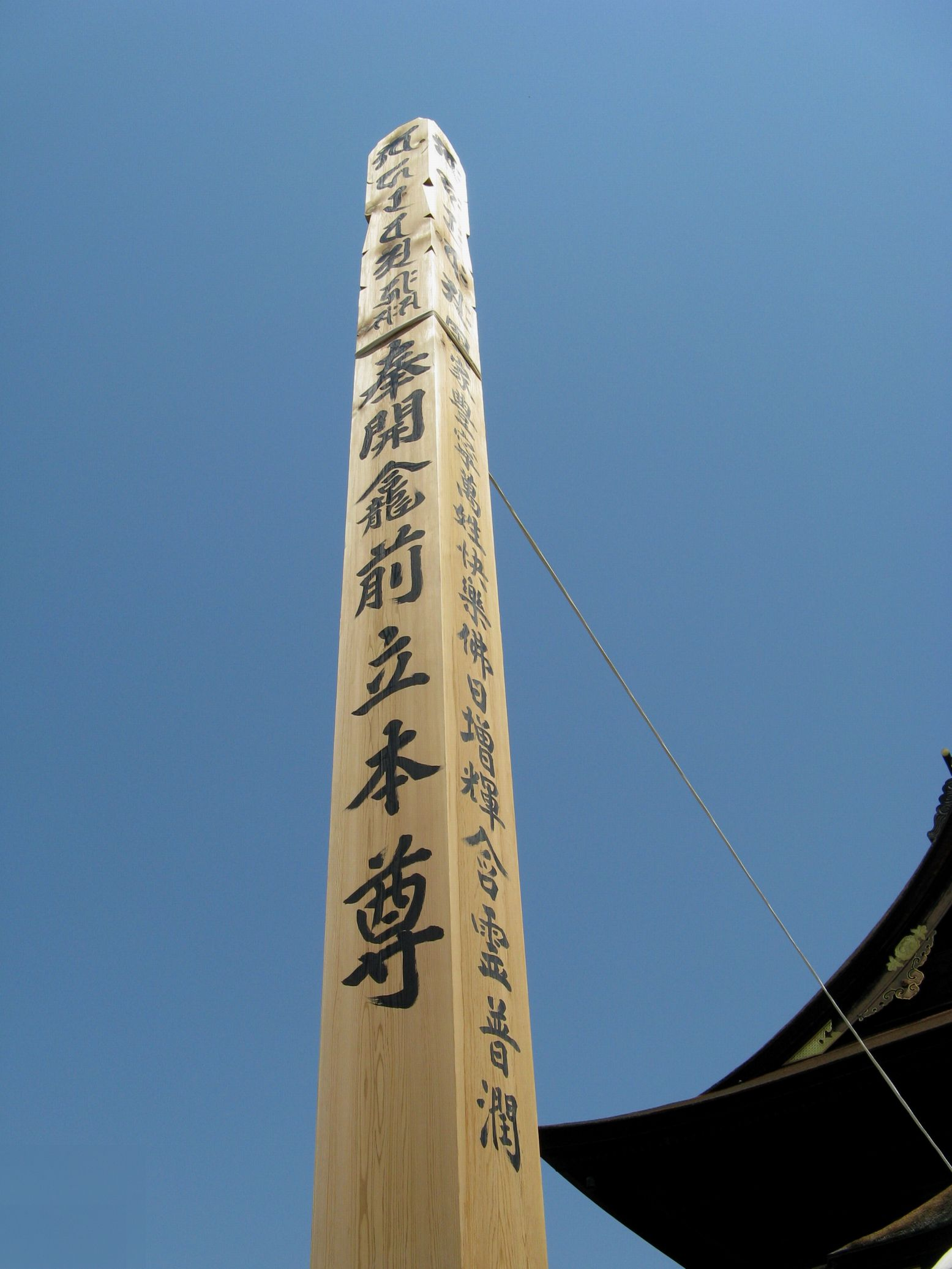
回向柱（2009年5月）

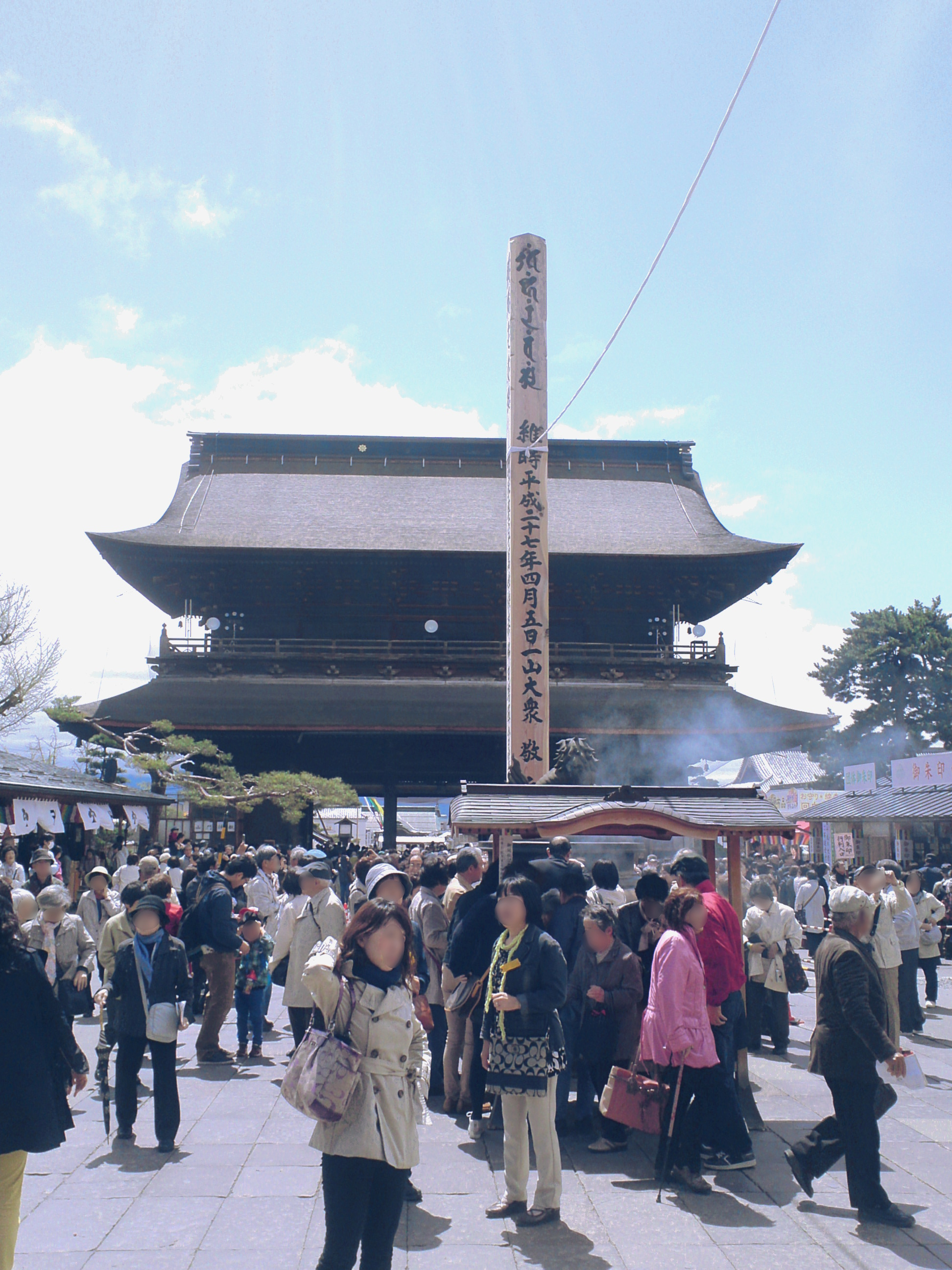
回向柱と本堂（2015年4月）

開帳には、寺がある場所で開催する「居開帳」の他に、大都市に出向いて開催する「出開帳」があり、善光寺の御開帳の歴史はこの出開帳から始まっている。その基礎となったのは鎌倉時代に始まった、善光寺聖たちの分神仏による開帳である。出開帳には、江戸、京、大坂で開催する「三都開帳」や諸国を回る「回国開帳」があった。何れも、境内堂社の造営修復費用を賄うための、一種の募金事業として行われた。
善光寺の出開帳は、1692年（元禄5年）に江戸深川の回向院で行ったのが初回である。これより1820年（文政3年）まで江戸時代には江戸で6回出開帳が行われた。出開帳では善光寺縁起を語る『善光寺如来絵伝』の絵解きが行われ、善光寺信仰が全国に広まるのに寄与した。
居開帳は地元では「御回向」とも呼ばれていた。居開帳（御回向）は常念仏（現在は長野市立城山小学校が建つ場所に常念仏堂があり、常に念仏を唱えていた）が5000日ごとの区切りに達した時、あるいは出開帳が終わったり、諸堂の建立や修理が完成したりした時に行われていた。
本堂の前に回向柱を立てて実施する現在の御開帳の形は、等順が天明3年浅間山大噴火三回忌の年である1785年（天明5年）に実施したのが最初である。明治時代以降から2009年（平成21年）まで「御開帳」と呼ばれるものは全て居開帳であったが、2013年（平成25年）には東京の両国回向院にて「出開帳」が開催された。また、2021年（令和3年）の御開帳は新型コロナウイルス感染拡大（新型コロナ禍）の影響で翌年に延期となった。
現在の正式名は、善光寺前立本尊御開帳。数え7年目ごとに1度（開帳の年を1年目と数えるため、実際には6年間隔の丑年と未年）、秘仏本尊の御身代りである「前立本尊」が開帳される。前立本尊は本堂の脇にある天台宗別格寺院の大勧進に安置され、中央に阿弥陀如来、向かって右に観音菩薩、左に勢至菩薩の「一光三尊阿弥陀如来」となっている。開帳の始まる前に「奉行」に任命された者が、前立本尊を担いで本堂の中まで運ぶ。
回向柱（えこうばしら）は、松代藩が普請支配として建立されて以来の縁により、代々、松代町（藩）大回向柱寄進建立会から寄進される。2003年（平成15年）は赤松が使用され、2009年（平成21年）は小川村産の樹齢270年の杉が使用された。
期間中は前立本尊と本堂の前に立てられた回向柱が「善の綱」と呼ばれる五色の紐で結ばれ、回向柱に触れると前立本尊に直接触れたのと同じ利益（りやく）があり、来世の幸せが約束されるとされる。また、釈迦堂前にも小さい回向柱が立てられ、堂内の釈迦涅槃像の右手と紐で結ばれ、回向柱に触れることにより釈迦如来と結縁し、現世の幸せが約束されるとされる。ゆえに、この二つの回向柱に触れることにより、現世の仏である釈迦如来と来世の仏である阿弥陀如来と結縁し、利益・功徳が得られるといわれる。

#### 御開帳（居開帳）の歴史
先述の通り、初期は不定期に行われていた。以下、『善光寺御開帳年表』小林一郎、小林玲子（長野郷土史研究、2022年）による。
- 1730年：享保15年4月10日 - 16日 ※常念仏2万日
- 1742年：寛保2年1月29日 - 3月14日 ※三都開帳終了
- 1745年：延享2年3月15日 - 5月15日 ※本堂修理完成
- 1753年：宝暦3年3月15 - 4月8日 ※仁王門・鐘楼落成
- 1759年：宝暦3年3月15日 - 4月15日 ※経蔵落慶
- 1762年：宝暦12年4月15日 - 閏4月14日 ※常念仏3万日
- 1773年：安永2年3月25日 - 閏3月29日 ※常念仏3万5千日
- 1785年：天明5年3月15日 - 4月15日 ※常念仏4万日 本堂の前に回向柱を立てる現在の形の始まり。
- 1791年：寛政3年3月10日 - 4月30日 ※本堂・三門・経歳・仁王門修復
- 1799年：寛政11年3月1日 - 4月30日 ※常念仏4万5千日 / 回国開帳終了
- 1804年：文化元年3月10日 ※4月29日 - 出開帳終了
- 1811年：文化8年閏2月15日 - 4月8日 ※常念仏5万日
- 1821年：文政4年3月1日 - 4月29日 ※前年出開帳、常念仏5万5千日
- 1832年：天保3年3月10日 - 4月29日 ※常念仏6万日
- 1840年：天保11年3月10日 - 4月29日 ※本堂屋根修復
- 1847年：弘化4年3月10日 - 4月29日 ※常念仏6万5千日、3月24日に善光寺地震。箱清水村堀切道の仮堂で御開帳を継続。
- 1865年：慶応1年7月20日 - （不明） ※常念仏7万日、仁王門落慶（江戸時代最後）。

明治以降は、ほぼ7年に1度行われている。ただし1942年は太平洋戦争中のため行われなかった。
- 1872年：明治5年3月1日 - 4月20日 ※本堂屋根葺替えの費用で。
- 1877年：明治10年4月10日 - 5月29日 - ※これより前は旧暦、これ以降は新暦である。
- 1882年：明治15年4月10日 - 5月29日
- 1888年：明治21年4月10日 - 5月31日 ※以降、太平洋戦争前までの御開帳は午と子の年の開催が慣例となる。
- 1894年：明治27年4月10日 - 5月30日
- 1900年：明治33年4月10日 - 5月31日
- 1906年：明治39年4月1日 - 5月20日
- 1912年：明治45年4月1日 - 5月20日
- 1918年：大正7年4月1日 - 5月20日
- 1924年：大正13年3月20日 - 5月20日
- 1930年：昭和5年3月20日 - 5月20日
- 1936年：昭和11年3月20日 - 5月20日
- 1949年：昭和24年4月1日 - 5月31日 ※雲上殿落慶
- 1951年：昭和26年4月10日 - 5月24日 ※善光寺如来渡来1400年記念
- 1955年：昭和30年4月10日 - 5月20日 ※丑年と未年開催が慣例となる。
- 1961年：昭和36年4月1日 - 5月21日
- 1967年：昭和42年4月10日 - 5月20日
- 1973年：昭和48年4月8日 - 5月20日
- 1979年：昭和54年4月8日 - 5月27日
- 1985年：昭和60年4月7日 - 5月26日
- 1991年：平成3年4月7日 - 5月26日
- 1997年：平成9年4月6日 - 5月31日
- 2003年：平成15年4月6日 - 5月31日 ※同時期に山梨県甲府市の善光寺（甲斐善光寺）、長野県飯田市の元善光寺、愛知県稲沢市祖父江の善光寺東海別院の四善光寺同時開帳もあり、628万人が訪れた。
- 2009年：平成21年4月5日 - 5月31日 ※6年前の四善光寺に加え、岐阜県岐阜市の岐阜善光寺、岐阜県関市の関善光寺を加えた史上初の六善光寺同時開帳となり、673万人が訪れた。
- 2013年：平成25年4月27日 - 5月19日 ※東日本大震災復興支援を目的に「復幸支縁」と銘打ち、両国回向院にて「出開帳」を開催。
- 2015年：平成27年4月5日 - 5月31日 ※ほぼ同時期に26寺で、善光寺如来の開帳が行われた。参拝券の購入はSuica等交通系ICカードによる決済が可能になった。北陸新幹線の金沢延伸開業直後ということもあり、参拝者は過去最多の707万人となった[92]。
- 2022年：令和4年4月3日 - 6月29日 ※当初開催予定だった2021年（令和3年）から、新型コロナ禍の影響により延期となった。また、開催期間も混雑緩和のため1か月延長され、過去最長の88日間となった[93]。参拝者は636万人[94]。
- 2027年：令和9年4月4日 - 6月19日（予定）※旧来の慣例に復し、未年開催に戻すこととした[95]。

## 拝観とアクセス

### 拝観
本堂の内陣と内陣お戒壇、山門、経蔵、史料館の拝観がセットになっており、券は大人1200円（2024年時点）。開館時刻は本堂内陣が「お朝事」1時間前、山門と経蔵は史料館は午前9時。夕方の閉館時刻は施設や季節により異なる。

### 交通

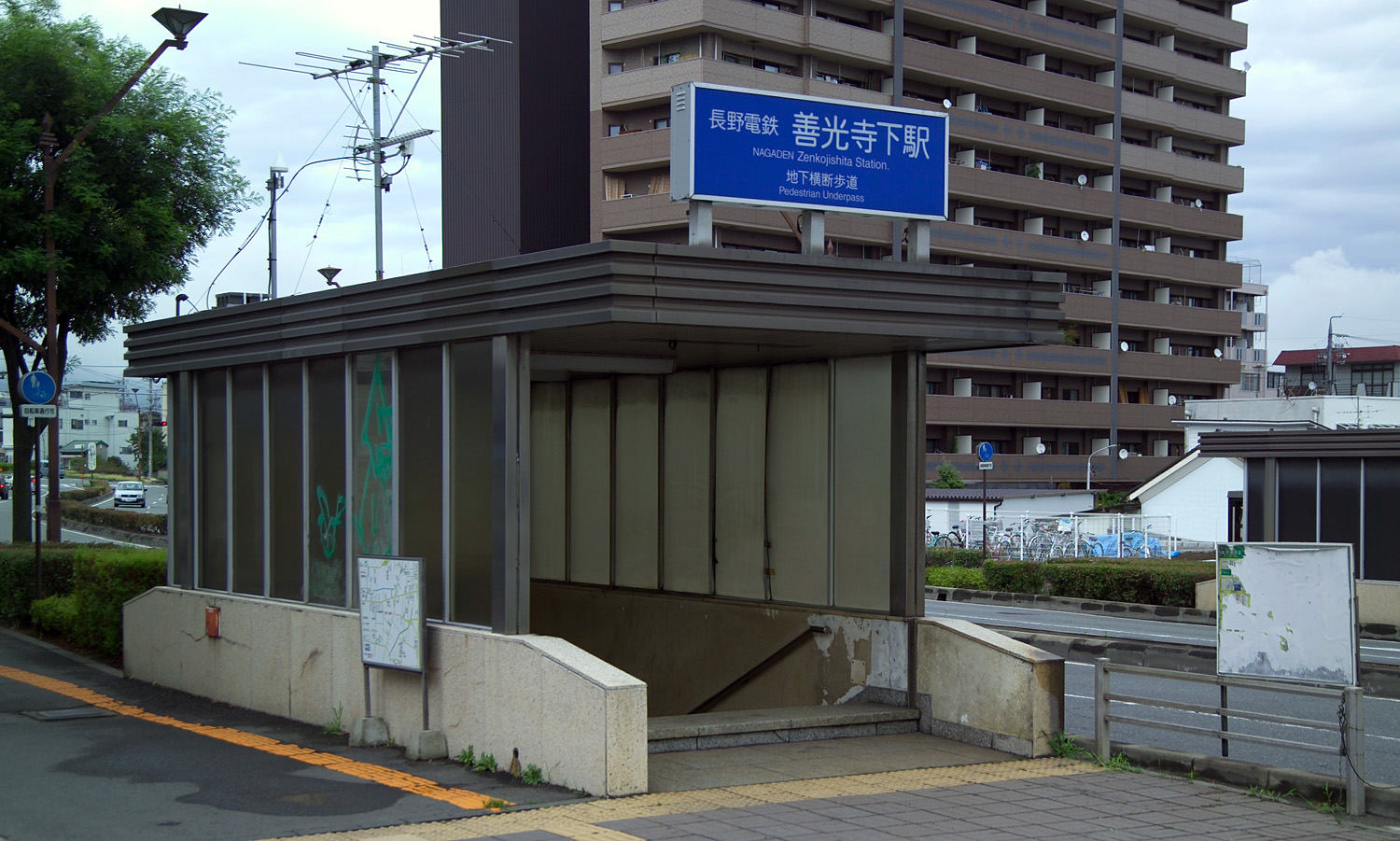
善光寺下駅

北陸新幹線や各社在来線が停車する長野駅の北口は「善光寺口」と呼ばれている。善光寺口の向かい側北西から、北へ向かって善光寺表参道（中央通り）という一本道が通っており、緩やかな坂道となっている。駅から善光寺までは約1.8キロメートル離れており、徒歩で向かう人が多いほか、路線バスが長野駅善光寺口バスロータリー1番乗り場から出ており、「善光寺大門」が最寄りバス停留所である（運行はアルピコ交通）。善光寺大門には、東京の新宿と結ぶ高速バス長野線の一部便が発着する。本堂に近いのは善光寺西バス停であるが北行きの一方通行にあるため長野駅方面行きは利用できず長野駅方面へは城山公園前バス停が最寄りとなる。
鉄道駅で最も近いのは、長野電鉄長野線で長野駅から3駅目の善光寺下駅である。 
自家用車や観光バス向けには、善光寺の周囲に複数の駐車場がある。

## 門前町

### 善光寺町

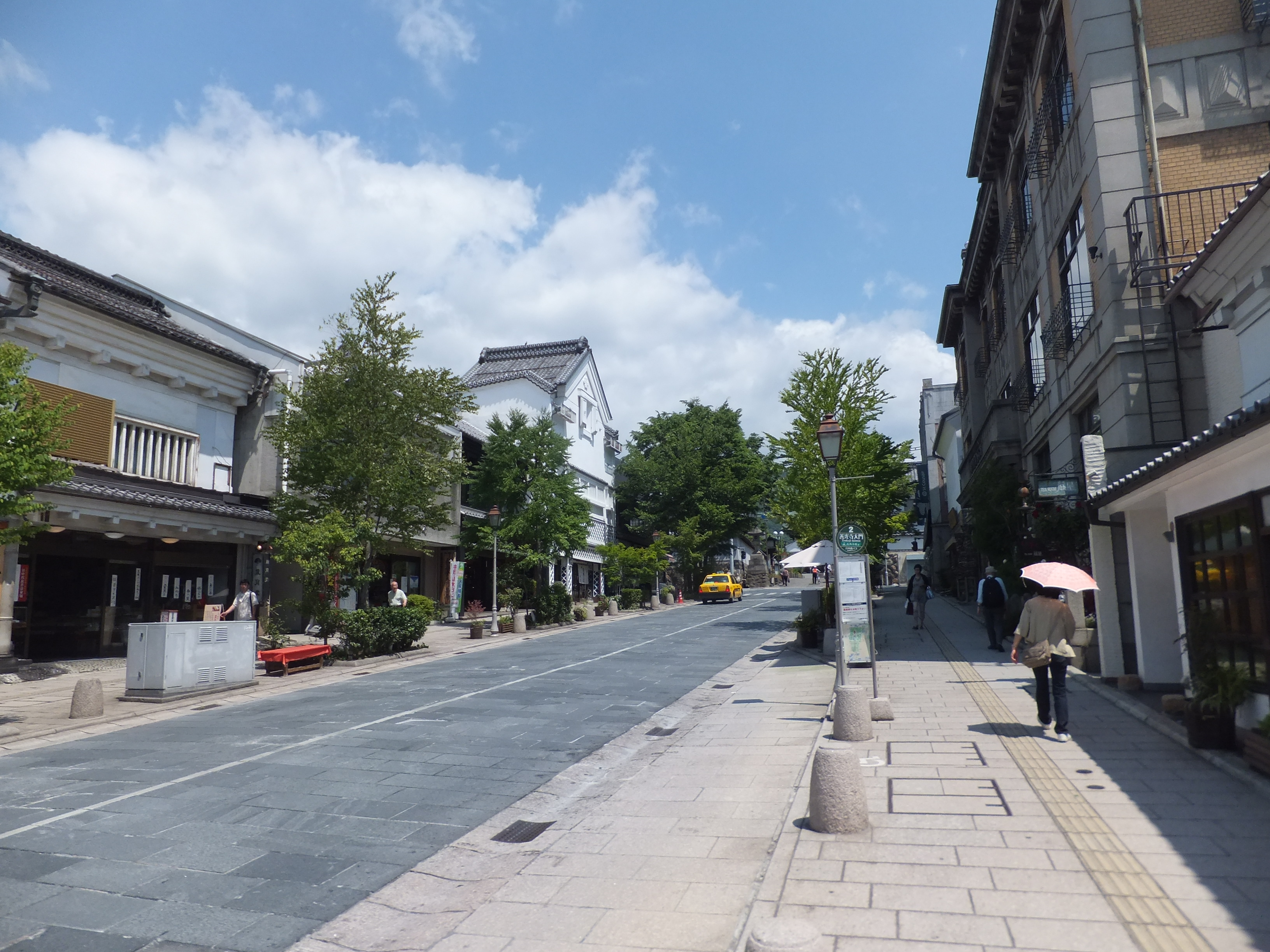
門前町（大門町・中央通り）

長野市は、鎌倉時代以降に形成された善光寺の門前町を起源として発展した都市で、古くから長野盆地を「善光寺平」とも称していた。
元来、善光寺参道付近から現在の信州大学教育学部付近にかけての緩傾斜地が長野と呼ばれていたらしい。中世末には水内郡長野村という村名が現れ、善光寺境内から門前町も含め、おおよそ現在の長野市大字長野に相当する区域を領域としていた。長野村は1601年（慶長6年）に周辺の箱清水村、平柴村、七瀬村とともに、徳川家康の寺領寄進による善光寺領（1000石）とされ、戦国時代の荒廃から復興した。
善光寺門前の参道は1611年（慶長16年）に北国街道の経路に定められ、伝馬役を担う宿場町としての役割も兼ねた都市として発展し、善光寺町（または善光寺宿）と呼ばれるようになった。しかし、検地帳上の公的な村名は長野村であり、「善光寺町」とは同村内の町場を総称する地名であった。その一方で長野村内だけでなく、同村に隣接する松代藩領または幕府領である妻科村（現・長野市大字南長野）、権堂村（現・長野市大字鶴賀の一部）のうちで町場化した区域も含めて「善光寺町」と呼ぶこともあった。
善光寺町は、町年寄の支配下にあった八町およびその枝町と、大勧進および大本願の支配下にあった両御所前の2町、さらに善光寺本堂南側堂庭から成り立っていた。八町とその枝町、および両御所前に属していた町は次の通りである。
- 八町：大門町、後町、東町、西町、櫻小路、岩石町、横町、新町
  - 西町庄屋支配：天神宮町、阿弥陀院町、下西之門町
  - 横町庄屋支配：東之門町
  - 桜小路庄屋支配：上西之門町
  - 新町庄屋支配：伊勢町
- 両御所前：横沢町・立町

さらに、隣接する松代藩および江戸幕府領（天領）の各村のうち町場化した次の区域も善光寺町の一部とされた。
- 妻科村（松代藩領）：後町、新田町、石堂町
- 権堂村（天領）：権堂町

宿場町としての善光寺宿は、本陣、脇本陣、問屋が大門町に置かれ、西町と東町がこれに付属し、境内の宿坊とは別に旅籠が30軒ほどあった。また伝馬宿の特権として九斎市の立つ市場町としても公認された。本陣・脇本陣や問屋は当初交代制であったが、本陣は安永5年（1776年）以降、藤井平五郎家が、脇本陣は臼井清五郎家が世襲し、問屋は延享5年（1748年）以降、中澤与三右衛門家が世襲した。本陣や脇本陣は、参勤交代で北国街道を通行する諸大名が宿泊した。

### 地名の変遷
善光寺町内の各町は、明治維新以降に改称されたり（桜小路→桜枝町、天神宮町→長門町、堂庭→元善町、長野村後町→東後町、妻科村後町→西後町など）、新たに起立したりしたもの（旭町、県町、南県町など）を含めて、1878年（明治11年）の郡区町村編制法による上水内郡長野町または同郡妻科村（1881年〈明治14年〉に南長野町）、鶴賀村（1885年〈明治18年〉に鶴賀町）内の通称地名となった。さらに1889年（明治22年）の町村制施行による上水内郡長野町（1897年〈明治30年〉に長野市）の大字である長野、南長野、鶴賀における通称地名として現在も使用されている。

## 伝説
「善光寺縁起」自体が壮大な伝説であるように、善光寺は数多くの伝説が伝わる伝説の寺である。また、境内や門前町だけでなく、全国各地にも善光寺参りをめぐる多くの伝説を残している。ここで紹介するのはそのほんの一部である。「#駒返橋」「#本善堂の阿闍梨池」「#むじな燈籠」も参照。

### 牛に引かれて善光寺参り

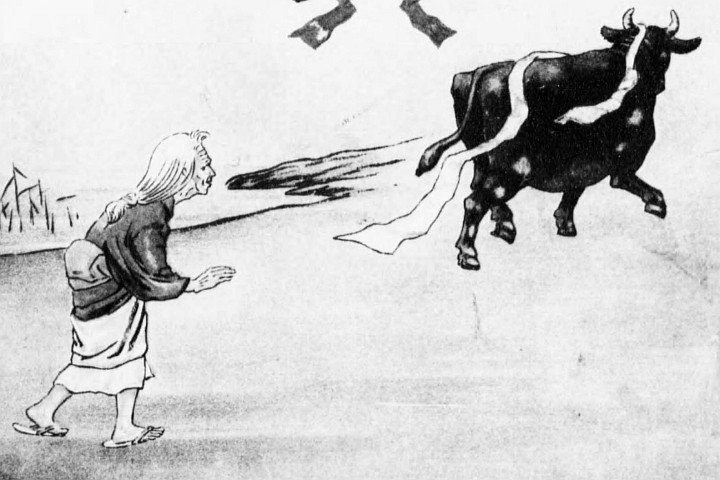
「牛に引かれて善光寺参り」（『共進会と善光寺』表紙）

むかし、善光寺から東に十里の村里に欲張りで信心薄い老婆が住んでいた。ある日、川で布を晒していると、どこからか1頭の牛が現れ、角にその布を引っかけて走り去ってしまった。老婆は布を取り戻したい一心で、牛を必死に追いかけ、ついに長野の善光寺まで辿りついた。ところが牛の姿を見失い、日も暮れて途方にくれた老婆は、仕方なく善光寺の本堂で夜を明かすことにした。するとその夜、老婆の夢枕に如来様が立ち、不信心をお諭しになった。目覚めた老婆は今までの行いを悔いて改心し、たびたび善光寺を参詣した。そして死後には極楽往生を遂げた。
長野県小諸市にある布引観音（釈尊寺）を発祥地とする伝説が有名だが、小諸から善光寺までは約60キロメートルもの距離があり、これには疑問が残る。一方、1897年（明治30年）に出版された『善光寺独案内』には、別のパターンが記されている。こちらは「戦国時代のこと」とされ、老婆ではなく「善光寺の一里ほど南に住むスミという名の女（高天神城の戦いで敗れ囚われて刑死した善光寺別当配下の将兵の未亡人と伝わる）」になっており、無信心から改心したスミは妙蓮と名乗る尼となって、かるかや山西光寺の蓮了上人の弟子として、観音様にお仕えして一生を遂げたという実話だとされている。

### 弁慶のねじり柱

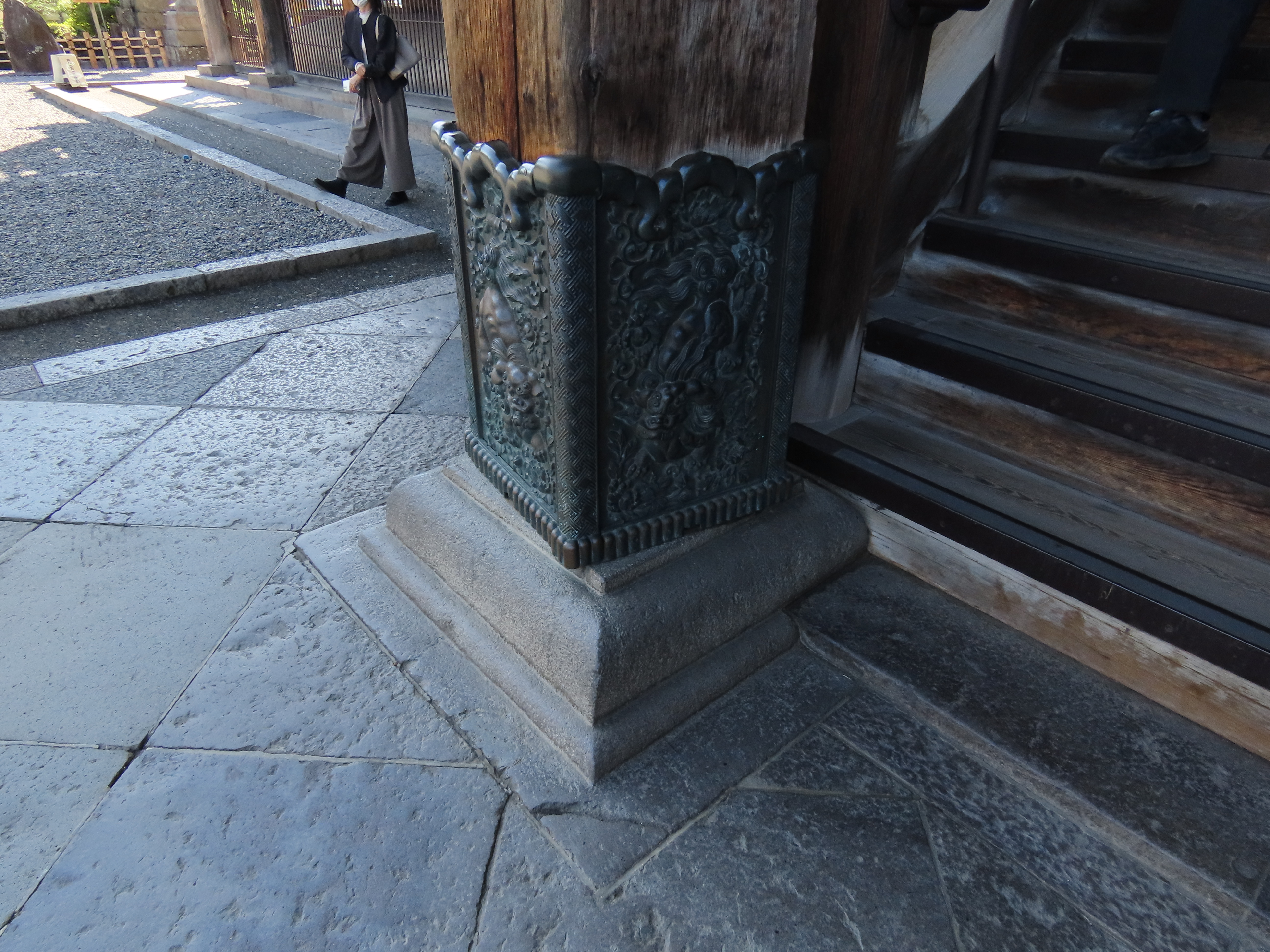
弁慶のねじり柱

源義経一行は、北国街道を通って奥州へ向かう途中に善光寺に立ち寄った。義経追討を命じた源頼朝への怒りを抱えた弁慶は、本堂の柱に組み付いた。そして一気に柱をねじってしまう。それから現在に至るまで本堂は何度も建て替えられたが、弁慶の恨みのこもったこの柱は、「弁慶のねじり柱」といって、どうしてもねじれてしまうのだという。今も本堂の東の入り口の柱が大きくねじれている。
これは実際には、本堂を建立した際に生乾きの木材を使用したために狂いが生じてしまったためである。

### 空を飛んだ柱
1313年、火災で全焼した善光寺の再建のために多くの木材が必要となった。文重という男が用材のために大木を伐り倒そうとしたところ、大蛇が現れて作業を邪魔した。その夜、文重の夢に大蛇が現れて言った。「私はこの木に住み着いてもう何百年にもなる。だが、この木が善光寺の柱になるなら喜んで協力しよう。」
翌日、再度大木を伐採しようとしたところ、今度は難なく伐り倒すことができた。文重は大勢の力を借り、姨捨山の近くまで大木を引いてくるが、泥にはまってしまう。途方に暮れていたところ、大木は急に天高く飛び上がり、空を飛んで行ってしまった。やがて木は遠く離れた広い道の上に降りた。こうして、大木は無事善光寺に届けられたという（虎関師練『善光寺飛柱記』による）。

### 残された台座の謎
1783年、浅間山の天明大噴火が起こると、不思議なことに本堂から一体の仏様が浅間山に向かって飛び去って行った。その後、本堂の欄間の二十五菩薩を見ると、なんと菩薩が一体なくなっており、その跡には台座（蓮台）だけが残った。人々は語った。「あれは虚空蔵菩薩だったに違いない。浅間山の守り神だから居ても立ってもいられず、浅間山の様子を見に行ってしまわれたのだろう。」と。それ以来、菩薩は帰ってこず、今でも本堂の欄間には台座だけが残っている。
なお、浅間山大噴火と善光寺の関係は、等順大僧正による被災地上野国鎌原村（現・群馬県嬬恋村鎌原）での救済活動が知られているが、この伝説では触れられていない。

### 幽霊の絵馬

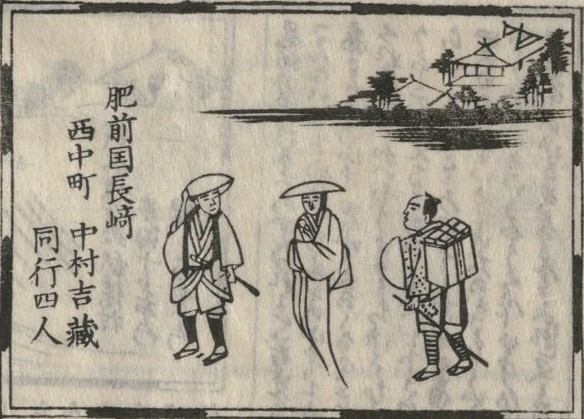
『信州善光寺御堂額之写』より「幽霊の絵馬」

九州の長崎にいた中村吉蔵という男が、妻と新しく生まれた赤子と共に善光寺参りに向かうが、途中で妻は息を引き取ってしまった。悲しんだ吉蔵だったが、仮の弔いを済ますと、自ら赤ん坊を抱いて旅を続け、善光寺の一里手前の丹波島の渡しまでやって来た。渡し舟に乗ろうとすると、なんと亡くなったはずの妻がそこに立っている。妻は赤ん坊を受け取るとお乳を与えた。そして一緒に舟に乗って川を渡ると、善光寺までやって来た。共にお参りをすると、妻の姿はすうっと消えたという。
吉蔵はその後、幽霊の妻と善光寺参りをする姿を描いた絵馬を奉納した。この絵馬は今でも忠霊殿にある善光寺史料館に陳列されている。

### 塩竈大明神御本地
花園少将は謀略により都を追われ、陸奥国多賀（現在の宮城県多賀城町）へ下った。その恋人である内大臣の姫君はそのあとを追い、修行者となって善光寺に参詣し、善光寺の尼と称し羽黒に参詣、ついに多賀の少将ののもとにたどり着く。二人の間に文珠王という子ができ、文珠王は都は出て中納言になり、少将は塩竈大明神になった。

## 善光寺と歴史上の人物

### 聖徳太子

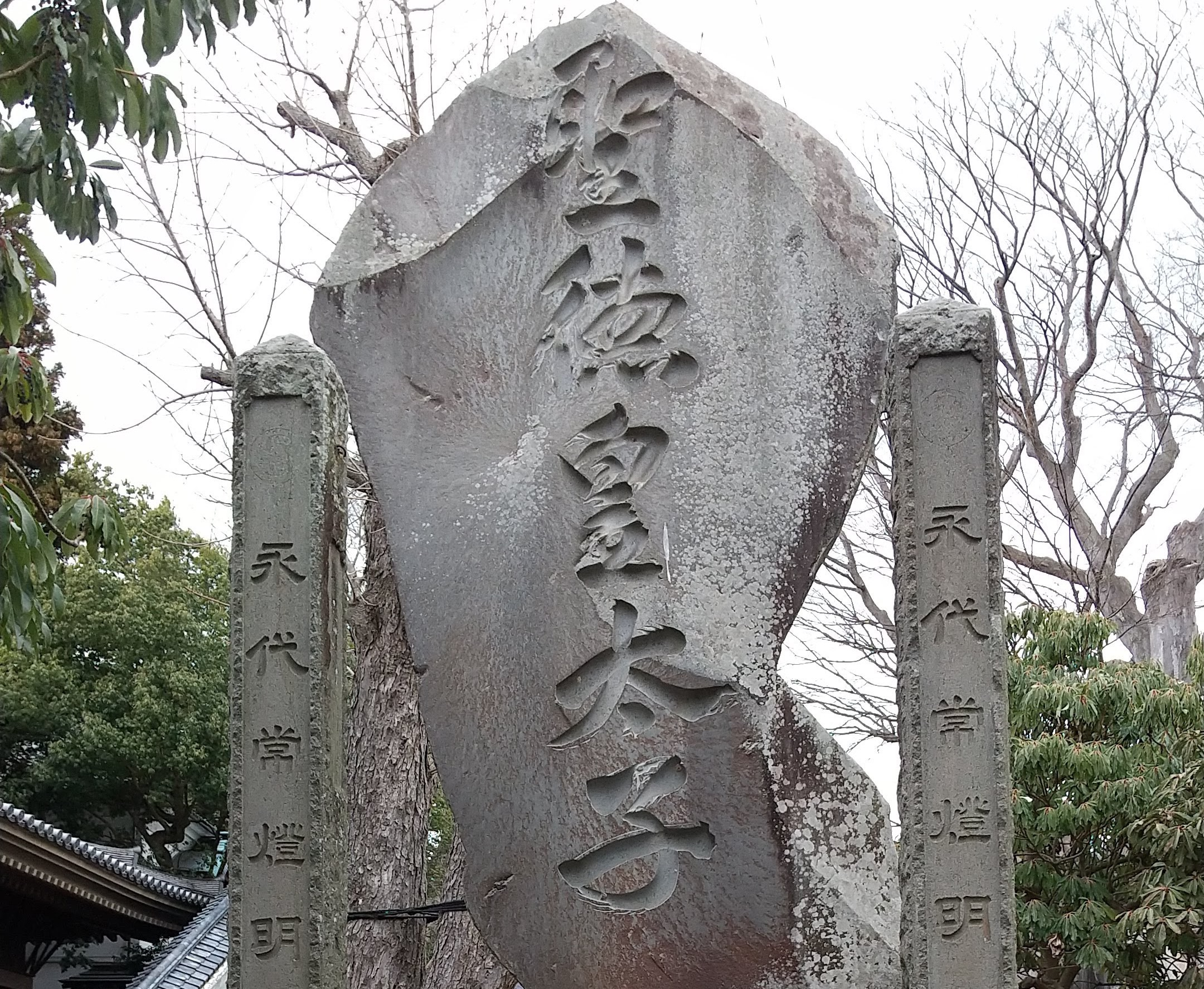
境内にある聖徳太子の碑

史実かはさておき、聖徳太子と善光寺の関係は大変深かった。それは善光寺縁起に聖徳太子が登場していることからも明らかである。この善光寺縁起は善光寺聖による語りや絵解きによって全国に広まり、善光寺は太子信仰の霊場としても機能するようになった。実際、善光寺の境内には現在も聖徳太子像などが様々にある。それは以下の通りである。
- 本堂内の聖徳太子像：内々陣の御三卿像の右前に、笏を持った聖徳太子の摂政像が安置されている。
- 善光寺資料館の太子像：等身の聖徳太子像で、江戸時代の木造の孝養像（太子が16歳のとき父・用明天皇の病気平癒を祈ったという説話をもとにした像）である。
- 浄願坊の太子像：聖徳太子を祀る浄願坊の本尊が、これである。『善光寺道名所図会』によれば、これは太子自身が彫った木造だという。江戸時代の出開帳では、この像も共に開帳されるのが通例であった。
- 大本願の太子像：大本願の宝物殿に長野市指定有形文化財の「木造聖徳太子立像」がある。鎌倉時代後期の作で壮年期の太子像とされるが、実際には二十八部衆の婆藪仙人の像だと考えられている。しかし、長く聖徳太子像として信仰されてきた。
- 城山の木匠祖神社：善光寺の東に隣接する城山に木匠祖神社があり、その祭神の一つが聖徳太子である。
- 雲上殿の壁画：雲上殿には野生司香雪によって描かれた善光寺縁起の壁画があり、そこには日本の部分に、象徴的に聖徳太子が描かれている。

また、聖徳太子と善光寺如来が手紙を交わしたという伝承も残っている。縁起にもあるように、善光寺如来は生きている仏だったため、手紙を書くこともあったわけである。それが出てくるのは『善光寺縁起』や『聖徳太子伝』である。前者によれば、太子は亡父・用明天皇のために7日間南無阿弥陀仏を唱え、善光寺の本尊に「どうか私が人々を救うのを助けて、常に守護してください」という手紙を書いた。それに対しての善光寺如来の返事は、「汝はよく衆生を救うので、私は必ず守護するであろう」というものであった。その後、2度3度と手紙のやり取りをしたという話もある。
ところで、法隆寺には善光寺如来御書箱という絶対に開けてはならないとされる秘宝が収蔵されており、これには善光寺如来が聖徳太子に宛てた手紙が入っているとされていた。が、後の調査で明治時代に開封されていたことがわかり、それを写した文書が東京国立博物館にあった。その内容はやはり、善光寺如来から聖徳太子に宛てた1通目の手紙であった。

### 小林一茶

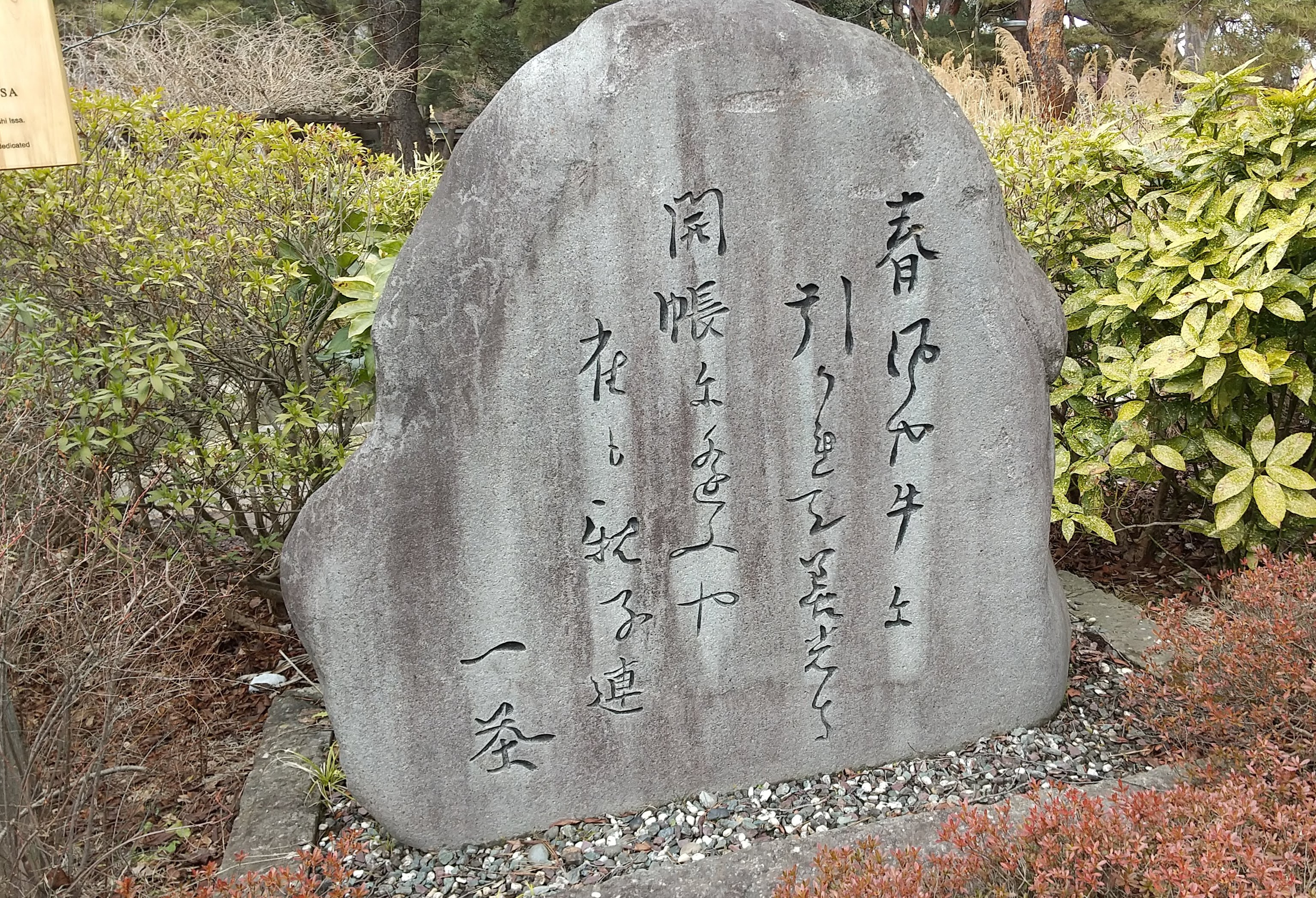
境内にある一茶の句碑

小林一茶は現在の長野県上水内郡信濃町柏原で敬虔な浄土真宗門徒の家に生まれ、生涯にわたってその信仰を貫いた。御開帳に詣でた記録もあり、行脚中に四国の松山で行われた回国開帳にも参詣している。50歳で郷里に帰った一茶は、門人たちを巡って俳諧を指導したが、その際に宿泊した場所は「善光寺」が210日で、3番目に多い。善光寺の門前町は公式な地名はないが、「善光寺」「善光寺町」などと呼ばれており、このことである。『父の終焉日記』では、一茶は父の薬をもらいに善光寺町の医者のもとに来て、町の中で父のために季節外れの梨を探している。
一茶の友人であった今井柳荘は善光寺大勧進の寺侍で、代官を務めていた。善光寺大門町の門人・滝沢柯尺は善光寺宿の宿老を務めた大商人だった。新町の上原文路、小林反古もそれぞれ地域の有力者で、一茶を支えていたのはこうした善光寺地域の顔になる人々だった。その没後、一茶を世に広めたのも善光寺周辺の人々だった。
小林一茶が善光寺を詠んだ句は、約50句ある。善光寺周辺を含めればその何倍もある。ここに代表的なものを挙げる。
- 春風や牛に引かれて善光寺：1822年の御開帳を詠んだ句だと思われる。善光寺東庭園に句碑がある。
- うそ寒や仏の留守の善光寺：出開帳中の留守を守る善光寺の寂寥感を詠んでいる。
- 凍とけぬうちに参るや善光寺：#お朝事のことを江戸時代に朝開帳と言った。その早朝の様子。
- 雀子も朝開帳に参りけり
- 人の日や本堂いづる汗けぶり：七草会の儀式に集まる人々の混雑を詠む。
- み仏や寝ておはしても花と銭：#釈迦堂・釈迦涅槃像の涅槃会。
- かいだんの穴よりひらり小てふ哉：お戒壇めぐりの穴の中から小さい蝶が舞い出てきた。
- 負さって蝶もぜん光寺参かな
- 浴るともあなたの煤ぞ善光寺：毎年12月28日に行われるお煤払いの行事。「あなた」とは浄土真宗でいう阿弥陀如来のことである。

## 文化

### 善光寺にまつわる慣用語
- 「牛にひかれて善光寺参り」：思いがけないことが縁で、偶然よい方に導かれること。由来の伝説は前述。
- 「堪忍信濃の善光寺」：おそれ入谷の鬼子母神などと同様、「堪忍しなさい」に掛けた言葉遊び。
- 「胴上げ」の発祥は長野市善光寺とする説がある。善光寺において、12月の2度目の申（さる）の日に、寺を支える浄土宗14寺の住職が五穀豊穣、天下太平を夜を徹して祈る年越し行事「堂童子（どうどうじ）」で、仕切り役を胴上げする習慣がある。この行事は江戸時代初期には記録があり、少なくともその頃から胴上げが成されていたことは確かである[113]。「ワイショ、ワイショの掛声のもと、三度三尺以上祝う人を空中に投げ上げる」と書かれている。
- 「遠くとも一度は詣れ善光寺」：「救い給うは弥陀の誓願」と続く。
- 「身はここに心は信濃の善光寺 導き給え弥陀の浄土へ」

### 善光寺を舞台にした作品
- 柏崎（能）
- 木賊（狂言）
- 東海道中膝栗毛：旅の途中で善光寺に参詣している。
- お血脈（落語）
- 長門有希ちゃんの消失：涼宮ハルヒシリーズの一作。ハルヒが企画した、合宿と称した旅行で登場する。

### スポーツ
- 大勧進の僧侶であった矢澤一輝は、カヌー競技日本代表として2008年北京オリンピック、2012年ロンドンオリンピック、2016年リオデジャネイロオリンピックと3大会連続でオリンピックに出場した[114]。なお、2020年東京オリンピックへの出場は逃した[115]。

## ゆかりの寺社
- 善光寺三鎮守：武井神社、妻科神社、湯福神社
- 善光寺七社：三鎮守に加え、柳原神社、木留神社、加茂神社、美和神社
- 善光寺七寺（文献により異なるので7以上ある）：阿弥陀院宗光寺、光明院妙観寺、本願寺長野別院、往生院、時丸寺、十念寺、正覚寺、無常院、明行寺
- 寛慶寺：善光寺山内寺院の一つ。近世には西方寺、康楽寺と共に三寺と称されて重んじられた。
- 西光寺 (長野市)：かるかや山。現本堂再建時に宿舎とされた。
- 駒形嶽駒弓神社：善光寺の奥の院と呼ばれる神社。
- 往生寺 (長野市)： 同じく奥の院と呼ばれる。
- 北向観音：善光寺と向かい合っているといわれており、両方参詣することを推奨している（片参り）。

## 全国の善光寺・新善光寺

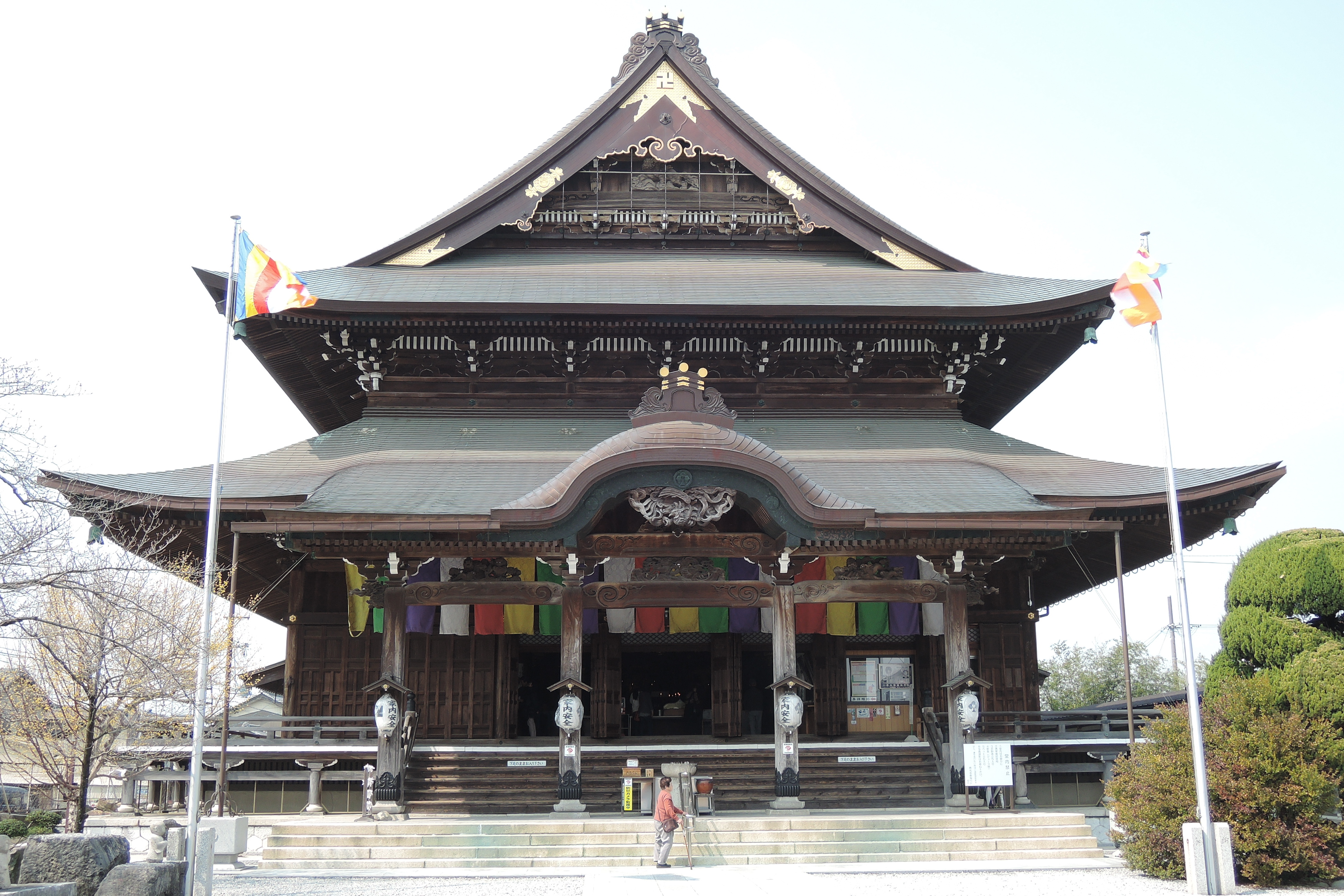
祖父江善光寺東海別院

善光寺信仰が広がったため、鎌倉時代から全国に「善光寺」あるいは「新善光寺」と名の付く寺院が数多く創立された。
公式に「六善光寺」とされているのは信州善光寺に、長野県飯田市の善光寺（元善光寺）、山梨県甲府市の善光寺（甲斐善光寺）、愛知県稲沢市の善光寺（祖父江善光寺東海別院）、岐阜県関市の善光寺（関善光寺）、岐阜県岐阜市の善光寺（岐阜善光寺）である。
また、善光寺の名が付かずとも、善光寺の本尊と同じ善光寺式阿弥陀三尊像（善光寺仏）を本尊とする寺院の数もおびただしい。小林計一郎『善光寺史研究』（2000年）によると、全国には善光寺と名の付く寺が261あり、善光寺仏（中世以降の物）が268あるという。1993年（平成5年）にはこうした寺院が集まり、「全国善光寺会」が設立された。